# Gueorgui Joukov
« Joukov » redirige ici. Pour les autres significations, voir Joukov (homonymie).
Gueorgui Konstantinovitch Joukov (en russe : Георгий Константинович Жуков), né le 1er décembre 1896 et mort le 18 juin 1974, est un militaire et homme politique russe, puis soviétique. D'abord sous-officier dans l'Armée impériale russe pendant la Première Guerre mondiale, il devient officier de l'Armée rouge et du Parti lors de la guerre civile. Il monte progressivement en grade pendant l'entre-deux-guerres jusqu'à ce que Joseph Staline le nomme chef de l'État-Major général en janvier 1941.
Les défaites de l'été 1941 entraînent son envoi par Staline comme représentant de la Stavka (le commandement des forces armées) sur les fronts les plus sensibles ; c'est ainsi que Joukov va avoir un rôle important sur le front de l'Est de la Seconde Guerre mondiale, coordonnant les troupes soviétiques lors de plusieurs opérations militaires majeures : il joue notamment un rôle important au début du siège de Léningrad, puis décisif lors de la bataille de Moscou ; il participe à la préparation de la contre-offensive de Stalingrad mais échoue devant Rjev ; il coordonne la partie nord de la bataille de Koursk, une partie de la reprise de l'Ukraine et la moitié sud de l'opération Bagration. Nommé commandant du principal front soviétique, le premier front biélorusse, Joukov dirige l'action principale de l'offensive Vistule-Oder, peine sur les hauteurs de Seelow et prend le centre de Berlin. C'est devant lui que les forces armées allemandes capitulent, le 8 mai 1945.
Staline, méfiant face à la popularité de Joukov, le limoge dès 1946, l'envoyant à Odessa puis à Sverdlovsk. La mort de Staline en 1953 lui donne un certain poids politique : c'est lui qui arrête Beria ; il devient ensuite vice-ministre (1953-1955) puis ministre de la Défense (1955-1957), soutenant Khrouchtchev lors de la déstalinisation. Méfiant à son tour, Khrouchtchev le fait démettre de toutes ses fonctions et le met définitivement à la retraite en 1957.
Il est décrit comme parfois brutal, désigné comme le « maréchal de Staline » voire l'« ombre de Staline ». L'historien Jean Lopez, qui lui a consacré une biographie en 2013, le considère comme « l'homme qui a vaincu Hitler ». Le maréchal Joukov est l'officier général le plus décoré de l'histoire de l'Union soviétique.

## Famille et jeunesse (1896-1914)
Selon les historiens Jean Lopez et Lasha Otkhmezuri, reprenant les travaux de Boris Sokolov, les origines extrêmement pauvres de Gueorgui Joukov sont exagérées. Cette construction, due aux Mémoires écrits entre 1958 et 1969 par Joukov lui-même (avec l'aide d'Anna Davydovna Mirkina) et reprise par presque toutes les biographies, a été faite pour correspondre à la propagande. La jeunesse d'un maréchal soviétique doit être politiquement correcte, pour satisfaire les censeurs de la commission militaire du Comité central du PCUS, reprenant des stéréotypes : une famille très pauvre, un père banni de Moscou à cause de la révolution de 1905, un riche koulak qui exploite les paysans, une formation autodidacte, un patron voleur et exploiteur d'enfants, une conscience politique, etc.

### Famille
Il est né dans une famille de paysans du village de Strelkovka (environ 300 habitants en 1897), près de la petite ville de Ougodski Zavod (renommée Joukovo en 1974, puis Joukov en 1996 à l'occasion du centenaire de la naissance du maréchal), dans le gouvernement de Kalouga (aujourd'hui l'oblast de Kalouga), à 98 km au sud-ouest de Moscou.
Son père, orphelin, était né en 1841 et fut recueilli par une vieille dame, Anouchka (Anna) Joukova, qui habitait une isba d'une seule pièce : « C'était une maison bien vieille et un de ses coins était profondément enfoncé en terre. Le temps avait fait pousser sur ses murs et son toit de la mousse et de l'herbe. La maison ne comportait qu'une seule pièce dotée de deux fenêtres ». La vieille dame l'appela Constantin (Konstantin Artemovitch). Quand elle mourut en 1849, il commença à travailler dans un atelier de cordonnerie à Ougodski Zavod à l'âge de huit ans. Trois ans plus tard, il partit à pied pour Moscou travailler chez un bottier allemand de renom, Weiss. Il se maria une première fois en 1870 avec Anna Ivanova, de Strelkovka ; le couple eut deux enfants, Grigori et Vassili (ce dernier mort avant d'avoir deux ans), mais sa femme mourut en 1892.
La mère du maréchal est Oustinia Artemievna, du village voisin de Tchernaïa Griaz. Oustinia est née le 26 septembre 1863, elle est la fille aînée d'Artemi Merkoulovitch et d'Olympiada Petrovna (les deux n'ont pas encore de nom de famille : ils prendront celui de Pilikhine dans les années 1880). Oustinia épouse en 1885 Faddeï Stefanovitch, qui meurt quatre ans plus tard de tuberculose : elle se retrouve veuve avec un enfant, Ivan. En 1890, elle donne naissance à un Gueorgui, sans père, qui décède au bout de quelques mois. En 1892, à 28 ans, elle épouse Konstantin Artemovitch Joukov, qui a environ 50 ans. Si Konstantin apporte au couple un peu de numéraire grâce à son métier de cordonnier, Oustinia possède quelques dessiatines de terre cultivée ; ils possèdent une vache et une jument, qui permet à madame de faire du transport de produits entre Maloïaroslavets et leur village. Ces revenus leur permettent de payer un impôts annuel non négligeable de 17 roubles et trois kopecks.
Le couple a un premier enfant le 20 mars 1894, Maria. Puis deux ans plus tard naquit Gueorgui, le 19 novembre 1896 (1er décembre dans le calendrier grégorien). Son prénom fait référence à saint Georges, le saint patron de Moscou qui figure sur les armoiries de la Russie, fêté le 26 novembre de l'ancien calendrier. Il hérite de la robuste constitution physique de sa mère, qui était capable de porter largement plus de 80 kilos sur ses épaules, et de celle de son grand-père maternel, qui était capable de soulever un cheval. Le 11 mars 1899 se rajoute Aliocha, qui meurt avant ses dix-huit mois. En 1901, Gueorgui eut un petit frère appelé Alekseï ; le bébé était très maigre et avant la fin du sevrage la maman avait dû reprendre le travail. Durant l'été 1901, le toit de la maison familiale s'écroula ; de ce fait la famille fut obligée de vendre sa seule vache et son cheval (qui servait à la mère pour le transport de marchandises) pour acheter une nouvelle charpente et construire une nouvelle maison. Cette maison avait été faite dans la précipitation, de bric et de broc, et bien que « neuve » elle était le reflet de la misère familiale : « De l'extérieur cette maison était moins belle que les autres, le perron était fait de planches clouées ensemble, les fenêtres, de morceaux de vitres cassées ». La famille ne put faire face à toutes ces dépenses ; le bébé finit par mourir à l'automne.

### Jeunesse
Gueorgui chasse (lièvre et canard) et surtout pêche avec les enfants du village dont son meilleur ami Lechka Kolotyrny ; il travaille aussi aux champs comme les garçons de son âge au temps des fenaisons et des moissons ; maladroit, il se coupe à l'annulaire gauche (une cicatrice qu'il garde à vie). En 1903, Iegor (comme le surnomme son père), âgé de sept ans, a l'âge de raison : il entre pour trois ans à l'école paroissiale de Velitchkovo, à un kilomètre et demi de Strelkovka, qui compte seulement six élèves. Le père de l'instituteur étant pope, celui-ci assure l'instruction religieuse à raison d'un quart du temps scolaire. Joukov apprend à lire, écrire et compter très approximativement. Dans ses Mémoires, Joukov rapporte que « mon père racontait qu'après les événements de 1905 il avait été, comme bien d'autres ouvriers, licencié et expulsé de Moscou pour avoir participé aux manifestations. Mais je n'ai jamais su en détail ce qui s'était passé. » « En 1906, mon père rentra au village. Il dit qu'il ne repartirait plus pour Moscou car la police l'avait interdit de séjour dans toutes les villes, ne l'autorisant à vivre que dans son village natal. » Selon l'historien Jean Lopez, il n'y a aucune trace de cette interdiction dans les archives de la police ou des tribunaux moscovites. Son père restera au village jusqu'à sa mort en 1921.
Gueorgui voulait devenir employé d'une imprimerie mais son oncle maternel, Mikhaïl Artemovitch Polikhine, a réussi en tant que fourreur à Moscou ; aussi sa mère décide de le retirer de l'école et de l'envoyer dans la grande ville à l'automne 1908 pour apprendre le métier. Il y reste quatre ans et demi, revenant au village chaque été pendant deux mois (comme tous les autres ouvriers). Selon la version traditionnelle, son métier est dur et il est souvent battu par ses patrons. L'autre version le décrit comme complètement intégré dans la famille de son oncle (diadia Micha : « oncle Micha ») ; Gueorgui se fait remarquer par ses qualités intellectuelles et son honnêteté ; il se lie d'amitié avec le fils aîné du patron (son cousin germain Alexandre : « Sacha ») qui lui donne des livres à lire (Sherlock Holmes, mathématiques, vulgarisation scientifique, etc.). À partir de 1910, il fait des livraisons dans Moscou et participe aux foires de Nijni Novgorod et Ourioupino. À la fin de l'année 1911, il termine son apprentissage et devient ouvrier-fourreur. De 1911 à 1914, il vit avec un salaire plutôt confortable de 25 roubles par mois (18 selon les Mémoires), prend quelques cours du soir puis les abandonne pour profiter d'une vie agréable (cinéma et théâtre). D'abord logé chez son oncle, Joukov loue probablement à partir du début 1913 une chambre pour trois roubles par mois chez la veuve Malycheva, à l'angle de la très chic rue Tverskaïa et d'Okhotnyi Riad ; il tombe amoureux de Maria Malycheva, la fille de sa logeuse, et il est question de leur mariage.

## Début de carrière (1914-1922)
La Première Guerre mondiale réoriente la vie de Joukov vers une carrière militaire. En 1915 et 1916, dans l'Armée impériale russe, il passe cinq semaines sur le front à faire des patrouilles avant d'être blessé. Son expérience combattante est plus longue de 1918 à 1921 au sein de la RKKA (l'Armée rouge), participant pendant six mois à la lutte contre les Blancs, puis pendant treize mois à la répression des paysans insurgés. Plus important, il bénéficie d'une série de formations qui le fait monter en grade.

### Première Guerre mondiale (1914-1917)

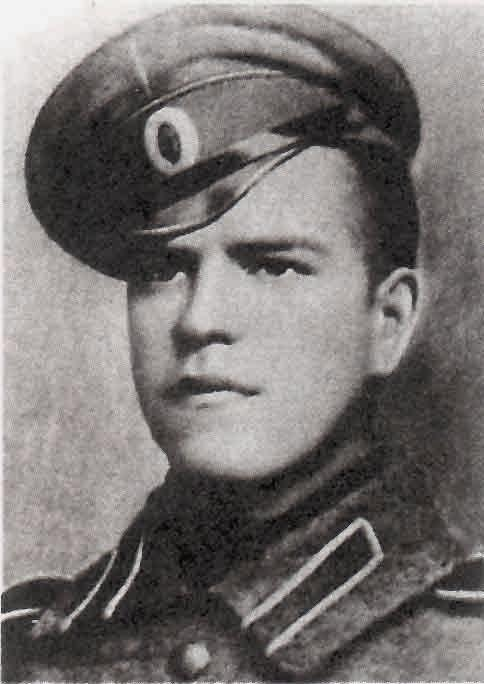
Joukov, 19 ans en 1916, jeune sous-officier de l'armée du tsar, la casquette penchée à droite « à la cosaque ».

L'empereur d'Allemagne déclare la guerre à son cousin l'empereur de Russie le 1er août 1914 du calendrier grégorien. L'Armée russe n'a pas attendu pour lancer sa mobilisation, d'abord partielle (concernant seulement quatre districts militaires sur douze) dès le 30 juillet, puis générale à partir du 31, se terminant trois mois plus tard. Joukov n'est pas appelé car trop jeune : seuls les hommes de 20  à   43 ans aptes au service sont concernés. Par contre, son cousin (et ami) Alexandre Pilikhine se porte volontaire, échouant à emmener Joukov avec lui ; « deux mois plus tard [il] fut renvoyé à Moscou grièvement blessé. » Dans ses Mémoires, Joukov dit « le début de la Première Guerre mondiale a laissé dans ma mémoire surtout le souvenir du sac des magasins étrangers de Moscou. » Effectivement, Moscou est marquée en octobre 1914 par la vandalisation de quelques boutiques allemandes ; une seconde vague plus violente d'agressions et de pillages a lieu du 26 au 30 mai 1915.
Joukov ne s'est pas porté volontaire mais sa classe de conscrits est appelée de façon anticipée à partir de juillet 1915. Le 7 août, il est incorporé à la caserne de Maloïaroslavets, prêtant le serment d'allégeance : « Je promets et, par la présente, je jure devant le Dieu tout-puissant, sur Ses Saints Évangiles, de servir Sa Majesté impériale, l'Autocrate suprême, sincèrement et fidèlement, de lui obéir en toutes choses, et de défendre sa dynastie, sans épargner mon corps, jusqu'à la dernière goutte de mon sang. » Comme Joukov sait monter, il est versé dans la cavalerie, faisant d'abord ses classes à Kalouga, dans la caserne du 189e bataillon d'infanterie de réserve. En septembre, après un mois de cette formation initiale, il est versé au 10e régiment de dragons de Novgorod, dont les quartiers sont à Balakleïa, près de Kharkov : l'uniforme est kaki, aux rabats et passepoils cramoisis, avec une casquette blanche pour la parade (Joukov avoue préférer la tenue des hussards). La formation de cavalerie au dépôt dure huit mois de plus, puis les recrues partent pour le front en mars 1916 dans le contexte de la préparation de l'offensive Broussilov mais sans Joukov, qui est choisi pour le peloton d'instruction des sous-officiers (dont l'Armée russe manque gravement), à Izioum. Il est reçu à l'examen final, nommé mladchyi unter-ofitser (« sous-officier en second », souvent traduit par « sergent en second ») et envoyé avec quatorze camarades rejoindre son régiment au front.
Son unité, le 10e régiment de cavalerie, fait partie de la 10e division de cavalerie, elle-même une subdivision du 3e corps de cavalerie qui forme l'aile gauche de la 9e armée russe, intégrée au front du Sud-Ouest. L'escadron de Joukov est attaqué dès sa descente du train à Kamenets-Podolsk le 15 août 1916 par un avion autrichien, tuant un cavalier et blessant cinq chevaux. Le premier fait d'arme de Joukov est la capture d'un Allemand (sûrement un officier de liaison détaché auprès de la 9e armée austro-hongroise) en septembre près de Bystritsa (à l'ouest de la Bucovine), ce qui lui vaut sa première croix de Saint-Georges. Mais en octobre 1916, lors d'une patrouille de reconnaissance, l'explosion d'une mine fait trois blessés dont Joukov qui tombe dans le coma. Il reprend conscience le lendemain à l'hôpital, puis il est évacué à Kharkov où il reste jusqu'en décembre. Il garde des séquelles aux oreilles (petite surdité et des vertiges), reçoit une seconde croix de Saint-Georges et son affectation à l'escadron de renforcement, stationné à Lagueri (près de Balakleïa). Il n'a passé que cinq semaines sur le front.
Joukov consacre deux pages de ses Mémoires (sur 1 100) aux révolutions de 1917, restant plutôt vague et imprécis, consignant trois événements. Selon lui, le 8 mars 1917 (le 27 février du calendrier julien), premier jour de la révolution de Février, son escadron à Balakleïa se serait mutiné, aurait formé un comité de soldats et arrêté ses officiers, ce que Jean Lopez juge peu vraisemblable. Courant mars, le sergent Joukov est élu au sein du soviet de son escadron et représentant (parmi trois) auprès de celui du régiment. Enfin, sa « participation à la révolution d'Octobre a consisté dans le fait que l'escadron sous la direction du comité dont j'étais président a adopté la plate-forme bolchevik et a refusé de s'ukrainiser » ; d'où la nécessité selon lui de se cacher face aux menaces de mort des nationalistes ukrainiens partisans de Symon Petlioura. Le 30 novembre 1917, dans un contexte de désagrégation de l'armée (la démobilisation commence le 10 novembre) et de proclamation de l'indépendance de l'Ukraine (le 20 novembre), Joukov rentre à Moscou, où règne la faim, puis en janvier 1918 chez ses parents à Strelkovka.

### Guerre civile (1917-1922)
Selon Joukov dans ses Mémoires de 1969, « je décidai de m'engager dans la Garde rouge. Mais au début de février, je tombai gravement malade : c'était le typhus exanthématique, puis en avril j'eus la fièvre typhoïde récurrente. Ainsi, je n'ai pu réaliser mon désir de me battre dans les rangs de l'Armée rouge que six mois après, quand, en août 1918, j'entrai comme volontaire au 4e régiment de la 1re division de cavalerie de Moscou. » Moscou et Strelkovka sont alors déjà aux mains des Rouges, tandis que le typhus ravage une population affaiblie par la faim, manquant d'hygiène et couverte de poux. Mais dans son autobiographie de 1938, Joukov écrit : « j'ai été mobilisé dans la RKKA le 1er octobre 1918 » - le RKKA étant l'armée rouge des ouvriers et paysans, ancienne armée rouge. Selon Jean Lopez, la seconde date est plus probable (d'autant qu'en 1938, pendant les Grandes Purges, il est suicidaire de mentir), après la première victoire de l'Armée rouge des ouvriers et paysans (reprise de Kazan (en) le 10 septembre), et le décret de levée des anciens sous-officiers (le 22 septembre). Pour la seconde fois, Joukov est incorporé dans la cavalerie, prêtant encore serment : « Moi, fils du peuple travailleur, citoyen de la République soviétique, je prends le titre de soldat de l'armée ouvrière et paysanne. [...] Je m'engage à agir au premier appel du gouvernement des paysans et des travailleurs, pour défendre la république soviétique contre toutes les menaces et les attentats de la part de ses ennemis, pour la cause du socialisme et de la fraternité des nations et je jure de n'épargner dans cette lutte ni mes forces ni ma vie. » Le 4e régiment de la division de cavalerie de Moscou est créé le 10 octobre 1918, avec casernement sur le champ de manœuvre de Khodynka (en) au nord-ouest de la capitale soviétique. L'unité y reste pendant huit mois, touchée par la faim et la désertion, manquant d'équipement et d'encadrement. Comme les grades ont été abolis, Joukov est un simple « militaire rouge » (Красноармеец, krasnoarmeets), avec au bout de quelques semaines la fonction de commandant d'escouade (Комот). Le 1er mars 1919, Joukov est accepté comme membre (ou comme candidat selon Krasnov) du Parti communiste russe bolchevik, ce qui a aidé dans sa carrière militaire.
Le 17 mai 1919, la division est regroupée et envoyée par train à Ierchov, pour être mise à disposition de la 4e armée rouge (ru) et du commandant Frounze pour combattre l'armée blanche de l'amiral Koltchak. Son régiment s'avance jusqu'à Chipovo au début juin 1919, où il affronte les cosaques jusqu'en juillet. Sa division est ensuite envoyée au sud, contre l'aile droite blanche du général Dénikine, commandée par le baron Wrangel, qui vient de prendre Tsaritsyne en juin. Le 8 août, le régiment stationne à Krasny Kout. Ce mois-là, Gueorgui Konstantinovitch rencontre le commissaire politique de sa division, son presque homonyme Gueorgui Vassilievitch Joukov, qui lui conseille de suivre la formation pour devenir un des cadres de l'Armée rouge. Le 12 octobre 1919, le 4e régiment de cavalerie est redéployé en train à Vladimirovka ; le 26 octobre, il rencontre les cosaques et Kalmouks blancs du 1er régiment du Kouban : une grenade explose sous le ventre du cheval de Joukov « des éclats avaient pénétré profondément dans la jambe et le côté gauche. » Démonté et isolé, il est sauvé par le commissaire politique Anton Mitrofanovitch Ianin, qui le charge ensuite sur une télègue et l'emmène à Saratov. Joukov passe un mois à l'hôpital, de nouveau touché par le typhus (tombant amoureux de Maria Nikolaevna Volokhova, qui a à peu près l'âge de Gueorgui, étant née en 1897), puis un autre mois en convalescence chez ses parents. En décembre 1919, il est sélectionné par la cellule communiste de sa division pour intégrer la formation des cadres de la cavalerie à Starojilovo (ru), près de Riazan.
À la mi-juillet 1920, les « élèves commandants » (équivalent au grade d'aspirant) sont regroupés avec leurs camarades des écoles d'infanterie de Moscou et de Tver à la caserne de Lefortovo pour former une brigade mixte destinée à partir au combat. Joukov revoit Maria Malycheva à cette occasion mais les deux se fâchent. En août, la brigade est envoyée dans le Kouban, où Joukov sert d'adjoint à un commandant de compagnie. Leur mission est de contrôler la région ; dans ses Mémoires, Joukov évoque des discussions politiques avec les paysans, un travail de propagande couplé avec des travaux de remise en état des granges, isbas et puits par les militaires. Il mentionne tout de même des opérations contre « les bandes de Fostikov et de Kryjanovski ». Mais la réalité a dû être plus violente, les cosaques du Kouban subissant la répression anti-koulaks et payant leur soutien aux Blancs : entre 300 000  et   500 000 cosaques sont exécutés ou déportés entre 1919 et 1921, sur un total de 4,5 millions environ. À la fin de l'année, il est nommé sur proposition du commissaire Anton Ianin commandant d'un peloton (Комвзвода, Komvzvoda), puis l'équivalent de chef d'escadron (Комэск, komesk) au 1er régiment de cavalerie de la 14e brigade, rattachée à la 14e division de tirailleurs de la 9e armée à Iekaterinodar. L'escadron de Joukov participe à la traque de la bande « verte » d'Ivan Kolesnikov (composée de déserteurs et de paysans soulevés) en décembre 1920 dans le sud du gouvernement de Voronej, où Joukov rencontre Alexandra Dievna (ru), une institutrice née en 1900, qu'il recrute comme secrétaire de l'escadron. Le 26 février 1921, Kolesnikov rejoint les frères Antonov, qui sont à la tête du soulèvement paysans de Tambov (l'« armée bleue », d'inspiration socialiste-révolutionnaire) ; la 14e brigade à leurs trousses. Joukov participe à la lutte contre les antonovistes. Aux environs de la gare de Jerdevska, au cours d'une seule journée, Joukov a par deux fois son cheval tué au combat. Le 31 août 1921, Joukov reçoit l’ordre du Drapeau rouge : « Décoré pour avoir bien mené son escadron le 5 mars 1921 bien que 1 500-2 000 sabres l'aient attaqué. La bataille a duré sept heures et, après six corps-à-corps, la bande a été détruite. » Selon Samochkine, le combat de la gare de Jerdevska a été le fait de 500 antonovistes menés par Kolesnikov, qui ont repoussé le 1er régiment rouge, tuant 65 cavaliers dont 25 de l'escadron Joukov, celui-ci se distinguant pendant la retraite de dix km qui suivit. L'unité de Joukov occupe la région jusqu'à l'été 1922, les Mémoires n'évoquant pas les opérations de déportations et d'exécutions des habitants.

## Entre-deux-guerres (1922-1941)
De 1922 à 1941, Joukov occupe à peu près tous les postes qu'il est possible d'occuper pour un officier, de commandant d'escadron à chef de l'État-Major général, le tout sans faire d'études supérieures : une telle carrière militaire n'est pas rare en Union soviétique, où la plupart des cadres sortent  du rang. Cela s'explique par la haine contre les anciennes noblesse et bourgeoisie, par la très forte croissance de l'Armée rouge, mais aussi par la grande méfiance des bolcheviks vis-à-vis des militaires professionnels, les exécutions permettant des promotions rapides.

### Montée en grade (1922-1938)

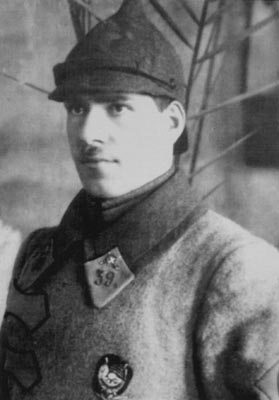
Joukov, 26 ans en 1923, commandant de régiment, portant la moustache et la boudionovka ornée de l'étoile rouge.

En juin 1922, la guerre civile russe est terminée, donc la majorité de l'Armée rouge est redéployée le long de la frontière occidentale, face aux pays baltes, à la Pologne et à la Roumanie. Joukov y commande pendant quelques mois un escadron du 38e régiment de cavalerie (de la 7e division de cavalerie, dite de Samara), dont les quartiers sont établis au camp de Vetka, en Biélorussie. Selon sa fille, Joukov se serait marié en 1922 avec Alexandra Dievna (ru) qui passe la majorité de son temps avec sa famille à Voronej. Puis il est promu adjoint du commandant du 40e régiment de la même division. Le 8 juillet 1923, il est nommé commandant du 39e régiment de cavalerie de Bouzoulouk, soit l'équivalent du grade de colonel (Комполка, kompolka). Dans le contexte de la démobilisation massive de l'Armée rouge, il reste parmi ceux « qui restaient dans l'armée parce qu'ils étaient, par leurs goûts et leurs capacités, enclins à se consacrer définitivement au métier militaire » : les casernes sont souvent en ruine, les soldats clochardisés et la discipline s'est effondrée. Lors des manœuvres de l'été 1924, Joukov se fait particulièrement bien noter par son commandant de division Gaïa Dmitriévitch Gaï et par Mikhaïl Toukhatchevski pour la bonne tenue de son régiment. En conséquence, il est sélectionné pour intégrer à l'automne 1924 l'école supérieure de cavalerie de Léningrad, alors dirigée par Vitaly Primakov puis par Mikhaïl Batorski (ru) ; la formation initialement prévue pour deux ans s'achève prématurément à l'été 1925 par des manœuvres, faute d'argent.

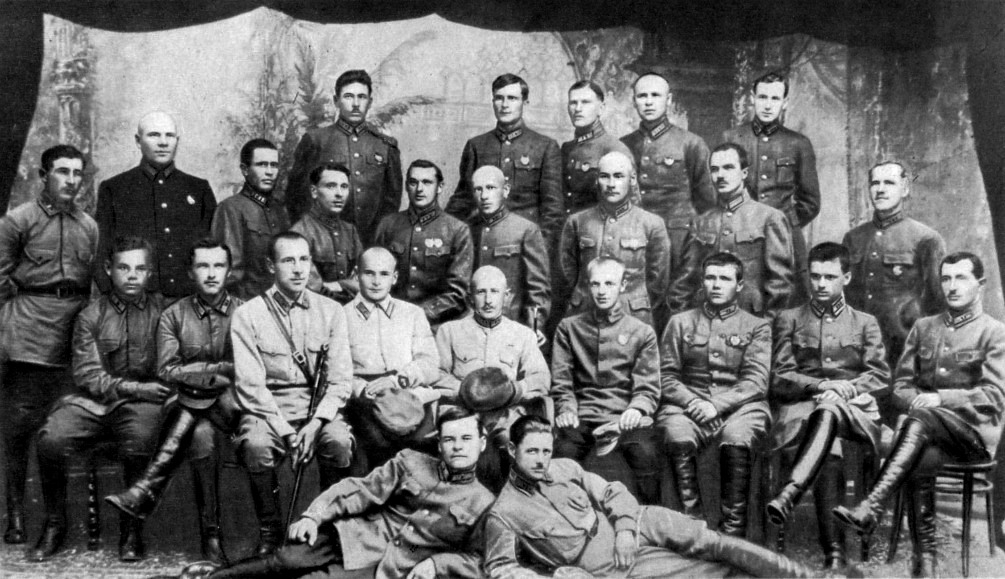
La promotion 1925 de l'école supérieure de cavalerie, comprenant notamment Romanenko au premier rang ; Bagramian et Ieremenko au deuxième rang ; Joukov et Rokossovski au troisième ; Bobkine au dernier rang.

De retour en Biélorussie après une permission à Strelkovka, il retrouve son régiment renommé le 39e régiment de Melekess-Pougatchevsk ; le régiment composé jusque-là de quatre escadrons passe à six (réforme de l'armée de 1925). Tous les étés des manœuvres de grande ampleur ont lieu pour exercer les troupes. Il est inspecté par Semion Boudienny et Aleksandr Iegorov en personne. Durant l'hiver 1926, il assume les deux charges de commandant de régiment et de commissaire politique (c'est le commandement unique, la edinonachalié) ; c'est une marque de confiance, réservée à un membre du Parti, et une reconnaissance de la valeur de Joukov, mais cela lui demande aussi deux fois plus de travail. Joukov habite Minsk chez l'habitant, avec comme voisin son ami Anton Mitrofanovitch Ianine, l'épouse de ce dernier Polina Volokhova et sa belle-sœur Maria Nikolaïevna Volokhova, qui redevient la maîtresse de Joukov. En 1928, Alexandra Dievna s'installe à Minsk, accouchant le 16 décembre 1928 d'Era Joukova ; mais Maria donne naissance le 6 juin 1929 à Margarita (ru), que Joukov reconnaît comme son enfant. Alexandra menace de défigurer sa rivale à l'acide et dénonce l'attitude de Joukov à la section locale du Parti. Finalement, Gueorgui et Maria se séparent, celle-ci se met en couple avec Anton devenu veuf et ils partent vivre avec Margarita à Mineralnye Vody, au pied du Caucase.

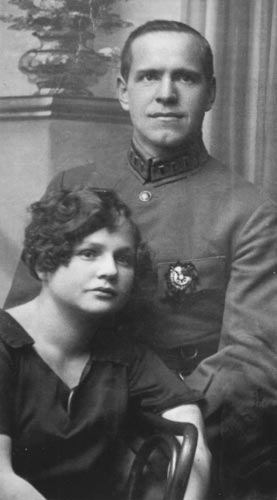
Gueorgui Joukov et Alexandra Dievna.

Vers la fin de 1929, il est envoyé suivre un « cours avancé pour les commandants » (KUVNAS en russe) pendant trois mois à Moscou, dans les locaux de l'académie militaire Frounze : le but est d'élever le niveau d'instruction des chefs sortis du rang. Joukov loge alors à l'hôtel réservé à côté de la Maison de l'Armée rouge, dans la bibliothèque de laquelle Joukov étudie les livres des grands stratèges soviétiques : Le Cerveau de l'armée (en) de Boris Chapochnikov, le Strateguia (Stratégie) d' Alexandre Svetchine, les Questions de stratégie moderne de Toukhatchevski, ainsi que les ouvrages d'Aleksandr Iegorov, de Vladimir Triandafillov, d'Ieronim Ouborevitch, d'Iona Yakir, etc. qui font découvrir à Joukov la théorie de l'art opératif et des opérations en profondeur. C'est là qu'il apprend l'importance des chars : « tout contribue à faire des blindés un des moyens les plus puissants de l'offensive ». À la suite de ce séjour à l'école militaire, les promotions s'enchaînent : après son retour à Minsk, en mai 1930, il est promu commandant de la 2e brigade de cavalerie (mais il obtient le rang de kомбриг, kombrig, que le 26 novembre 1936), qui regroupe les 39e et 40e régiments, toujours au sein de la 7e division de cavalerie, désormais commandée par Rokossovski ; puis, à la fin de 1930, il est promu à l'inspection générale de la cavalerie, dirigée à l'époque par Boudienny. Joukov revient donc à Moscou en février 1931, avec Alexandra et Era, se logeant dans un deux-pièces au 11 de la rue Sokolniki. La fonction de Joukov en tant qu'adjoint de Boudienny est de travailler à la direction de l'instruction, notamment sur la refonte des règlements d'emploi des différentes armes, avec pour collègues Alexandre Vassilievski, Alexandre Verkhovski, Ivan Tioulenev et Piotr Sobennikov. Selon les Mémoires, il travaille avec Toukhatchevski sur le début de la motorisation (un régiment mécanisé est rajouté à chaque division de cavalerie).
En mars 1933, Joukov est nommé commandant de la 4e division de cavalerie (avec le titre de kомдив, komdiv, que le 22 février 1938), qui vient d'être avancée à Sloutsk, en Biélorussie : sa mission est de remettre à niveau la division, qui manque d'entraînement. Après les inspections d'Ouborevitch (commandant du district militaire) et de Boudienny, la division prend le nom à l'été 1935 de « 4e division des cosaques du Don », avec le bénéfice d'un uniforme prestigieux (pantalon et casquette bleus à bande rouge). Lors des manœuvres de l'automne 1935, il affronte la division voisine, la 4e division de fusiliers commandée par Gueorgui Isserson, avec succès selon les Mémoires. L'année suivante, pendant les manœuvres de septembre 1936 en Biélorussie, Vorochilov (commissaire du peuple à la Défense) et Chapochnikov (chef d'État-Major général de la RKKA) assiste au rapide franchissement de la Bérézina par les chars BT-5 de la division de Joukov : le chef et son unité y gagne l'ordre de Lénine et font l'objet d'un article dans L'Étoile rouge (le journal de la RKKA). À l'automne 1936, il contracte une brucellose, dont la difficile convalescence de huit mois lui fait cesser de fumer.
En mai 1937, Georgui Kontantinovitch reprend ses fonctions, au moment où le Sovnarkom annonce le rétablissement des commissaires politiques dans toutes les unités. Le 29 mai, Ouborevitch est arrêté. Le 11 juin, la Pravda et les radios annoncent que huit des principaux commandants, notamment le maréchal Toukhatchevski et le komkor Ouborevitch, ont été jugés pour « trahison et espionnage » et condamnés à mort (ils sont fusillés le même jour). C'est le début du volet militaire des Grandes Purges (la iejovchtchina) marquées par de très nombreuses dénonciations, arrestations et exécutions des cadres : en deux ans disparaissent trois maréchaux sur cinq, 14 commandants d'armée sur 16, 8 amiraux sur 9, 60 komkors sur 67, 136 komdivs sur 199. Vers la fin de juin, Joukov est convoqué à Minsk auprès du commandement de Biélorussie : il se retrouve alors devant le nouveau commissaire politique du district, Filipp Golikov, qui mène un interrogatoire sur ses rapports professionnels et amicaux avec les condamnés. Mais la purge laisse de nombreuses places vacantes, d'où des nominations en rafale : le 22 juillet 1937, Georgui Kontantinovitch est promu commandant du 3e corps de cavalerie. En août, Rossokovski et Gorbatov sont arrêtés à leur tour par le NKVD. Le 25 février 1938, Joukov est muté au commandement du 6e corps de cavalerie ; c'est encore une promotion, car le 6e corps est considéré comme le meilleur de l'Armée. Enfin, le 9 juin 1938, il est nommé adjoint du commandant du district de Biélorussie, à Smolensk, juste avant la mobilisation partielle des districts de Kiev et de Biélorussie de septembre en réaction à la crise des Sudètes.

### Bataille de Khalkin-Gol (1939)
Le 23 mai 1939 (ou le 1er juin 1939 selon les Mémoires), alors que Joukov achève un exercice de manœuvre militaire, il est convoqué à Moscou. Le 24 mai (ou le 2 juin selon les Mémoires), le maréchal Kliment Vorochilov, commissaire du peuple à la Défense, l'accueille et l'entraîne devant une grande carte : « les troupes japonaises ont subitement pénétré sur le territoire de la Mongolie que le gouvernement soviétique en vertu du traité du 12 mars 1936 a l'obligation de défendre contre toute agression extérieure. Voici la carte des secteurs de pénétration et la situation à la date du 30 mai. [...] Je pense que c'est le début d'une sérieuse aventure militaire. En tout cas, les choses n'en resteront pas là... Pouvez-vous prendre l'avion immédiatement et, s'il le faut, assumer le commandement des troupes ? » Selon les ordres datés du 24 mai et signés Vorochilov, Joukov doit inspecter le 57e corps spécial de fusiliers et rendre compte directement au ministre. Selon Jean Lopez, Joukov a été choisi parce qu'il est un cavalier connaissant bien les troupes mécanisées, mais surtout parce que son dossier le présente comme un chef intransigeant sur la discipline. Pour sa mission, il est accompagné (et surveillé) par le commissaire politique Grigori Koulik.
Joukov est le 25 mai à Tchita, siège du district militaire de Transbaïkalie commandé par le komandarm (Командарм, commandant d'armée) Grigori Chtern et centre logistique des opérations grâce au Transsibérien. Le 27 mai, il arrive à Tamtsak-Boulak (à 120 km de la frontière sino-mongole) où il rejoint l'état-major avancé du 57e corps, commandé par le Komdiv Nikolai Feklenko et le commissaire Ivan Nikichov. Le 28 mai, il se rend à l'avant, où il assiste à un combat à côté de la rivière Khalkhin-Gol (Halha pour les Japonais) qui longe la frontière orientale de la RPM (contrôlée par les Soviétiques) avec le Mandchoukouo (contrôlé par les Japonais). Les 30 mai et 3 juin, il envoie deux rapports à Vorochilov, critiquant le commandement. Un troisième rapport, du Komkor Yakov Chmuchkevitch (commandant l'aviation), est tout aussi critique vis-à-vis de Feklenko : résultat, Staline approuve le renvoi de ce dernier, remplacé à la tête du 57e corps le 12 juin 1939 par Joukov. Dès sa nomination, Joukov déplace son poste de commandement à Hamar-Daba, lançant des actions de renseignement (photos aériennes, reconnaissances terrestres et interrogatoires de prisonniers). Mais le 2 juillet, les forces japonaises franchissent la rivière : il faut deux contre-attaques mécanisées soviétiques pour les arrêter. En conséquence d'un ordre de retraite prématuré donné le 13 juillet, Koulik est remplacé sur ordre de Vorochilov par Lev Mekhlis, un des organisateurs des purges et membre du Comité central du Parti. De son côté, Joukov donne l'ordre le 13 juillet d'exécuter des hommes qui s'étaient automutilés.
Le 19 juillet, le 57e corps devient le 1er détachement d'armée, recevant ensuite des renforts importants : les 57e et 82e divisions de fusiliers, la 6e brigade blindée, une division de cavalerie mongole, la 212e brigade aéroportée, un groupement d'artillerie lourde et plus d'avions. Ces troupes sont, en outre, abondamment pourvues en ravitaillement, malgré la distance de 700 km à faire en camion depuis le terminus ferroviaire d'Oulan-Bator sur le Transmongol. Il peut lancer la décisive bataille de Khalkhin Gol (Nomonhan pour les Japonais), le 20 août au matin, largement relayée par la presse soviétique. Après des mesures de désinformations, Joukov fait mener une attaque frontale par deux divisions d'infanterie, tandis que ses deux ailes percent, y engageant ses brigades motorisées et celles blindées pour les faire déboucher sur les arrières nippons. Les deux groupes mécanisés se rejoignent le 23 août et encerclent les deux divisions de la 6e armée japonaise et capturent ses dépôts de ravitaillement, selon le principe des opérations en profondeur. Le 31 août, les dernières poches japonaises sont liquidées, le reste bat en retraite, abandonnant environ 3 000 prisonniers (presque tous blessés) et la majeure partie de leur matériel. Cette bataille est considérée par les Soviétiques comme une revanche de la débâcle russe de 1905 et Joukov, le premier commandant soviétique victorieux d'une puissance étrangère, est récompensé par le rang de Komkor (Комкор) le 31 juillet et le titre de « héros de l'Union soviétique » le 29 août 1939.

### Succession des promotions (1940-1941)
Après l'armistice du 15 septembre 1939 entre l'empire du Japon et l'Union soviétique, Gueorgui Konstantinovitch s'installe à partir d'octobre 1939 à Oulan-Bator avec son état-major en attendant la fin des négociations. En inactivité forcée, il fait venir Alexandra et ses deux filles, et participe à des parties de chasse au loup ou à l'élan avec Horloogiyn Choybalsan (le premier secrétaire du Parti révolutionnaire du peuple mongol). De retour à Moscou le 15 mai 1940, Joukov est logé avec sa famille dans le luxueux hôtel Moskva, rue Gorki. Le 2 juin, il rencontre Joseph Staline en présence de Viatcheslav Molotov pour parler de Khalkhin-Gol ; puis les 3 et 13 juin, il assiste en auditeur à des réunions du Politburo. Joukov consacre quatre pages admiratives de ses Mémoires à cette rencontre avec Staline. Le 4 juin 1940, Gueorgui Konstantinovitch est un des trois premiers promus au nouveau grade de général de l'Armée (Генера́л а́рмии, qui est supérieur au précédent rang de commandant d'armée, Komandarm) en même temps que Kirill Meretskov (qui vient d'échouer lors de la guerre d'Hiver) et Ivan Tioulenev (qui a participé à l'invasion soviétique de la Pologne).
Au milieu du mois de juin, Joukov est nommé au commandement du district militaire spécial de Kiev, le principal commandement le long de la frontière occidentale par le nombre d'unités (il correspond au front du Sud-Ouest à l'entrée en guerre). Une fois en Ukraine, il essaye d'améliorer la discipline, l'entraînement et l'encadrement, mais, dès le 28 juin, il doit faire engager une partie de ses forces contre le royaume de Roumanie, lors de l'occupation soviétique de la Bessarabie et de la Bucovine du Nord. Comme les Roumains tentent d'évacuer leur matériel de l'autre côté du Prout, Joukov décide (sans en demander l'autorisation, une initiative rare dans la RKKA) de larguer des aéroportés sur les nœuds ferroviaires de Belgorod, Cahul et Izmaïl. Selon les Mémoires, Staline l'aurait fait appeler au téléphone pour lui demander ce qu'il se passe ; la réponse de Joukov selon laquelle les Roumains ont cru au parachutage de blindés aurait fait rire le dictateur. À Kiev, Joukov croise pour la première fois Nikita Khrouchtchev.
À partir de l'été 1940, la coopération germano-soviétique est entachée par des tensions diplomatiques : les Allemands soutiennent la Finlande, puis mettent sous tutelle la Hongrie, la Slovaquie et la Roumanie. Dans ce contexte inquiétant, les principaux généraux et le Politburo se réunissent à Moscou à partir du 23 décembre 1940 pour une conférence. Les orateurs se succèdent : d'abord Semion Timochenko, puis Kirill Meretskov ; Joukov prend la parole le 25 décembre sur le thème « le caractère des opérations offensives modernes », rapport qu'il a rédigé avec l'aide d'Ivan Bagramian et Maksim Pourkaïev (Joukov n'a pas fréquenté une académie militaire), analysant les combats en Mongolie, ainsi que ceux de France. La réunion se termine avec deux Kriegsspielen simulant une attaque allemande contre l'Union soviétique. Le premier dure du 2 au 6 janvier 1941 avec Joukov à la tête des bleus (les Allemands) et Dmitri Pavlov les rouges (les Soviétiques), assisté notamment par Ivan Koniev. Le second se déroule du 8 au 11 janvier en inversant les rôles. Timochenko, Chapochnikov, Meretskov, Vatoutine, Boudienny, Koulik et Golikov jouent aux arbitres. Ces exercices sur carte se terminent dans le premier cas à l'avantage des bleus, dans le second par une victoire plus nette des rouges. Dans les deux cas, le débriefing du 14 janvier confirme aux chefs soviétiques qu'ils peuvent maintenir un grand nombre d'unités le long de la frontière (sur la ligne Molotov) sans danger d'encerclement, qu'il faut plusieurs jours pour que les deux forces armées terminent leur déploiement, que l'attaque allemande se concentrerait au sud des marais du Pripet, et qu'une contre-offensive massive partant d'Ukraine occidentale vers la Pologne méridionale donnera la victoire aux Soviétiques.

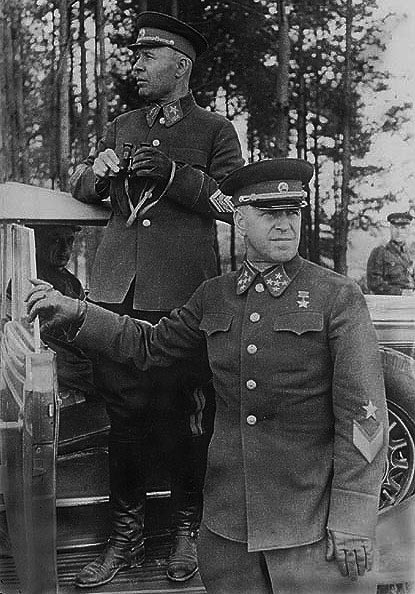
Le commissaire du peuple à la Défense Timochenko (à gauche, en uniforme de maréchal) et son chef d'État-Major général, le Joukov en 1940.

Selon Joukov, Staline le nomme chef de l'État-Major général dès le 15 janvier. Le 1er février 1941, il prend ses fonctions à Moscou, ce qui fait de lui le no 2 de l'Armée rouge (en dessous du commissaire du peuple à la Défense Timochenko) et un membre du Comité central. La famille emménage dans un appartement du quai Berseniev, donnant sur la Moskova, près du Kremlin, avec en primes une datcha à Arkhangelskoïe et d'autres privilèges. Pendant cinq mois, Joukov travaille d'arrache-pied et sous pression, signant notamment le 11 mars avec Timochenko la mise à jour du « plan de déploiement stratégique » (MP-41), qui prévoit pour l'horizon 1942 la possibilité de mobiliser un total de 8,7 millions d'hommes (soit 300 divisions et théoriquement 33 corps mécanisés). Après un discours plutôt belliciste de Staline le 5 mai, le couple Joukov-Timochenko propose le 15 mai un plan d'attaque préemptive prévoyant une mobilisation clandestine, idées qui met en colère Staline. Selon les Mémoires, Timochenko et Joukov demandent les 13 et 14 juin 1941 l'autorisation à Staline de mettre en état d'alerte les troupes de la frontière (ce qui est une mobilisation partielle), ce qu'il refuse pour ne pas provoquer les Allemands. L'état d'urgence est finalement autorisé dans la nuit du 21 au 22 juin, mais avec consigne de ne pas répondre aux provocations.

## Grande Guerre patriotique (1941-1945)
Pendant la Grande Guerre patriotique, comme disaient les Soviétiques et maintenant les Russes, Joukov assure d'abord le rôle de chef de l'État-Major général pendant 38 jours, puis il devient jusqu'en 1943 le « pompier de service » envoyé là où les lignes craquent, comme représentant de la Stavka. Avec lui, Staline est parfois respectueux, d'autres fois menaçant et brutal. Les autres maréchaux et généraux soviétiques sont moins des collègues que des concurrents jalousés, voire dans quelques cas franchement des ennemis. Joukov participe ou commande à environ soixante opérations de l'Armée rouge sur quatre ans, sacrifiant sans compter les vies pour obtenir la victoire finale.

### Premier mois (1941)
Joukov passe la nuit du 21 au 22 juin 1941 au commissariat de la Défense. En fin de soirée, il appelle par radio les trois commandants des districts frontaliers, Kouznetsov (du district spécial de la Baltique, qui devient le lendemain le front du Nord-Ouest), Pavlov (du district de l'Ouest, ex-district de Biélorussie, futur front de l'Ouest) et Kirponos (du district spécial de Kiev, bientôt front du Sud-Ouest) pour leur annoncer la mise en alerte. À 3 h 17 du matin, l'amiral de la flotte de la mer Noire signale un grand nombre d'avions inconnus arrivant par la mer : Joukov (qui n'en a pas l'autorité) lui donne l'autorisation d'ouvrir le feu ; à 3 h 30, c'est au tour du chef d'état-major du district de l'Ouest Klimovskikh (en) de signaler des bombardements aériens, puis celui de Kiev Pourkaïev et enfin celui de la Baltique à 3 h 40. Vers 4 h, Timochenko et Joukov font réveiller Staline et demandent par téléphone l'autorisation de riposter ; ce dernier répond en convoquant les deux militaires et le Politburo au Kremlin. La réunion commence à 4 h 30 avec un Staline presque en état de choc ; Vatoutine, alors un des adjoints de Joukov, les informe qu'après une préparation d'artillerie, les troupes allemandes attaquent ; Joukov demande l'autorisation de contre-attaquer. À 5 h, l'ambassadeur d'Allemagne von der Schulenburg annonce à Molotov la déclaration de guerre ; à 5 h 30, Staline autorise enfin une riposte limitée. De retour à l'État-Major général vers 8 h, Joukov n'arrive pas à joindre les différents états-majors de front et d'armée : les fils sont coupés (bombardements et sabotages) et personne ne semble encore capable d'utiliser les codes et fréquences radios. De retour au Kremlin à 9 h avec Timochenko, ils proposent d'ordonner la mobilisation générale et de former la Stavka, ce qui est refusé pour l'instant par Staline.
À 13 h, Staline appelle Joukov : « nos commandants de front n'ont pas une expérience suffisante dans la conduite des opérations militaires et, manifestement, plusieurs sont déroutés. Le Politburo a décidé de vous envoyer sur le front du Sud-Ouest en qualité de représentant du haut-commandement. Sur le front de l'Ouest, nous enverrons le maréchal Chapochnikov et le maréchal Koulik. » Vatoutine le remplace à la tête de l'État-Major général ; à 13 h 40, Joukov est à l'aéroport ; en fin d'après-midi, il arrive à Kiev qui vient d'être bombardée ; Khrouchtchev et lui rejoignent en voiture le PC du front à Ternopol, où ils arrivent dans la nuit. Au matin du 23 juin, Joukov est en contact avec Vatoutine par radio, mais aucune liaison avec Pavlov et Kouznetsov, ni avec plusieurs grandes unités du front. Il ordonne malgré tout des contre-attaques avec les cinq corps mécanisés qu'il a sous la main, notamment le 8e corps du lieutenant-général Riabychev (ru) et le 9e du major-général Rokossovski ; ils se font tailler en pièces par le Panzergruppe 1 du général von Kleist pendant la bataille de Loutsk – Doubno – Brony du 26 au 30 juin, ralentissant seulement les Allemands. Le 25 juin à midi, Staline rappelle Joukov à Moscou, où il arrive le soir du 26. Fin juin, Alexandra Joukova et ses filles sont évacuées à Kouïbychev, où les rejoignent Ustenia (la mère de Joukov) et Maria (sa tante) en octobre.
Au milieu de la nuit du 26 au 27 juin, Timochenko, Joukov et Vatoutine se retrouvent face à Staline au Kremlin pour s'occuper de la situation du front de l'Ouest, dont l'encerclement se profile dans les poches de Białystok et de Minsk. Résultat, Joukov ordonne plusieurs fois les 27 et 28 par télex à ce front de contre-attaquer, sans aucune efficacité. Le 29, Staline passe sa colère sur Joukov : « qu'est-ce que c'est que cet état-major perdu au point de n'avoir pas de liaison avec ses armées, qui ne représente rien et ne commande à rien ? Cet état-major est impuissant à commander quoi que ce soit ! » Kouznetsov est rétrogradé, Meretskov arrêté, Pavlov et Klimovskikh exécutés. Le 10 ou le 11 juillet, la Stavka et l'État-Major général déménagent ensemble dans le QG de la DCA moscovite, rue Kirov, tout proche de la station Kirovskaïa qui sert d'abri anti-aérien. Joukov ordonne une série de contre-attaques limite suicidaires dans lesquels les corps mécanisés soviétiques sont anéantis : à Lepel du 6 au 11 juillet contre le flanc du Panzergruppe 3 du général Hoth ; à Jlobine le 13 contre le Panzergruppe 2 du général Guderian ; en Ukraine du 10 au 14 (opération Novograd-Volynski) ; près de Pskov du 14 au 18 contre le corps motorisé du général Manstein (opération Soltsy-Dno). Le 10 juillet, Staline nomme Vorochilov à la tête d'une « direction Nord-Ouest » (coiffant plusieurs fronts) avec Jdanov comme politruk, Timochenko avec Boulganine à la direction de l'Ouest, Boudienny avec Khrouchtchev à la direction du Sud-Ouest. Selon les Mémoires, c'est Joukov qui obtient de Staline le déploiement des armées tenues en réserve sur deux lignes, la première sur la Dvina et le Dniepr (s'appuyant sur la ligne Staline, par Polotsk, Vitebsk, Orcha, Moguilev et Mozyr), la seconde passant par Nevel, Smolensk, Roslavl et Gomel pour protéger la capitale. Le 14 juillet, Staline autorise Joukov à constituer un « front de réserve » avec de nouvelles armées. Le 16 juillet, Smolensk est prise par les Allemands, d'où une nouvelle colère de Staline contre Joukov ; du 21 au 26, contre-attaque massive soviétique autour de Smolensk, Joukov engageant la majeure partie du front de réserve, ce qui arrête leur groupe d'armées Centre.

### Elnia et Léningrad (1941)
Selon les Mémoires de Joukov, la réunion du 29 juillet 1941 avec Staline, en présence de Mekhlis et de Beria, se termine par son limogeage. Les raisons invoquées sont sa responsabilité dans les menaces sur Kiev, ainsi que l'accumulation de défaites. Quoi qu'il en soit, le 30 juillet le maréchal Chapochnikov prend les fonctions de chef d'État-Major général, tandis que Joukov est rétrogradé au commandement d'un front, tout en gardant sa place à la Stavka.

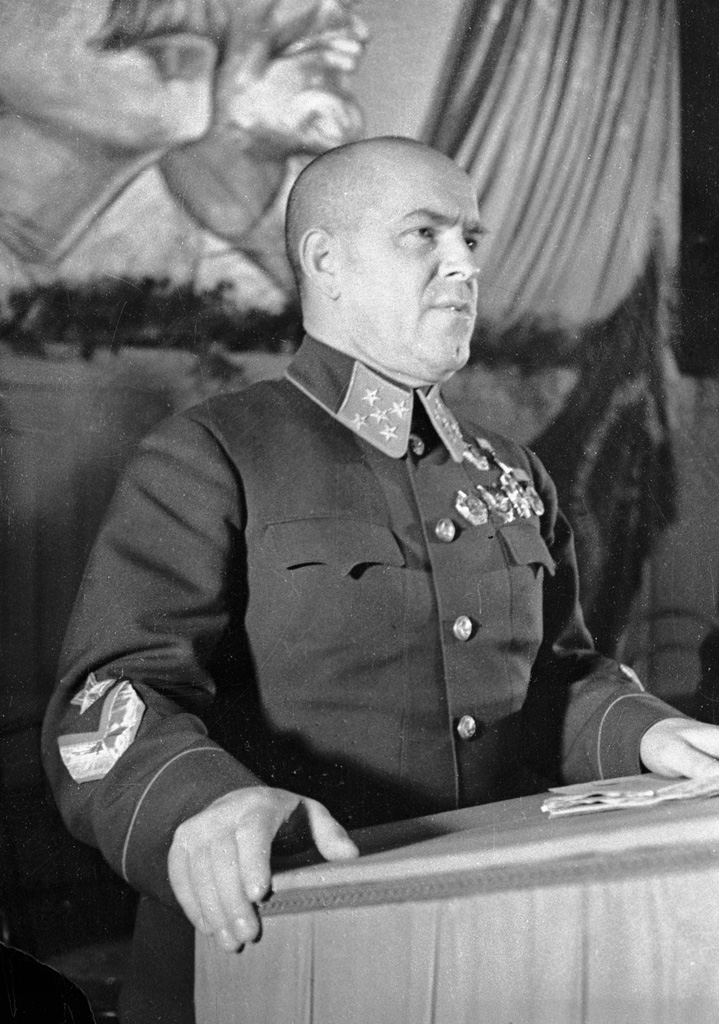
Joukov le 1er septembre 1941. Il a 44 ans et porte les marques de son grade de : cinq étoiles aux pattes de collet, un large chevron et une étoile dorés sur la manche. Photo par Pyotr Bernstein.

Le 31 juillet, Joukov quitte Moscou et rejoint l'état-major du front de réserve, près de Gjatsk, 170 km à l'ouest de la capitale. Son politruk est Sergueï Krouglov, un proche de Beria ; ses unités composées de conscrits manquent d'officiers qualifiés, d'armement et d'équipement. Sa mission est de reprendre Elnia, qui se trouve au centre d'un saillant allemand entouré par les lignes soviétiques : son prédécesseur, Ivan Bogdanov (un lieutenant-général du NKVD) n'a pas réussi à reprendre la ville, d'où son remplacement. Joukov va ensuite au PC de la 24e armée, à 120 km de Gjatsk, où il rencontre le major-général Konstantine Rakoutine (lui aussi issu des troupes frontalières du NKVD), qu'il entraîne avec ses officiers en reconnaissance dans les premières lignes. Du 2 au 6 août Joukov relance la 24e à l'attaque du saillant, sans succès, mais il s'entête, menaçant d'exécution les chefs qui échouent. Après une pause pour renforcer ses moyens, l'attaque reprend le 30 août : les Allemands (les fantassins du 20e corps) finissent par évacuer le saillant du 3 au 8 septembre, permettant aux Soviétiques d'entrer dans Elnia le 6. C'est une toute petite victoire, qui est utilisée par la propagande pour essayer de relever le moral soviétique (le correspondant de la BBC Alexander Werth visite la ville incendiée) ; quatre unités changent de nom : les 100e, 127e, 153e et 161e divisions de fusiliers deviennent les 1re, 2e, 3e et 4e divisions de fusiliers « de la Garde », les premières de l'Armée rouge. Mais Joukov ne peut poursuivre vers l'ouest, alors que ses ordres reçus de la Stavka le 25 août étaient de faire pivoter sa 24e armée vers le nord-ouest et Smolensk, tandis que sa 43e devait aller vers le sud-ouest et Roslavl (ce qui aurait menacé les arrières de Guderian, qui fonce alors vers Kiev).
Le 8 septembre, Joukov est convoqué de nouveau au Kremlin. Selon les Mémoires, Staline le reçoit dans la nuit du 8 au 9 et l'envoie organiser la défense de Léningrad, mais c'est le 11 septembre qu'une réunion avec tout le Politburo lui donne le commandement du front de Léningrad. Le 12, Joukov part en avion, manquant se faire descendre au-dessus du lac Ladoga. Vorochilov est rétrogradé par Staline, tandis que Joukov essaye de rétablir la volonté de se battre en aboyant et menaçant, terrorisant tout le monde. Désormais encerclé par les troupes allemandes et finlandaises (Chlisselbourg est tombée le 8), il envoie au combat les troupes du NKVD, l'infanterie de marine, les matelots et la milice populaire (les divisions de Narodnoe Opolcheniye, дивизии народного ополчения : DNO), avec le soutien des canons de la flotte de la Baltique. Un tiers de la DCA est désormais utilisé comme armes antichars, les usines fabriquent un demi-million de mines, les unités de barrage (en) font la chasse aux déserteurs, les familles de ceux qui se rendent sont exécutées. La ligne de front se stabilise et le siège de Léningrad commence.

### Protéger Moscou (1941)
Le 5 octobre 1941, Staline rappelle Joukov à Moscou : depuis le 30 septembre les Allemands ont relancé leur offensive au centre, enfonçant et encerclant les unités des fronts de l'Ouest (Koniev), de réserve (Boudienny) et de Briansk (Eremenko) à l'ouest de Viazma et de part et d'autre de Briansk. Joukov est envoyé comme représentant de la Stavka : la nuit du 6 au 7, il rejoint en voiture l'état-major du front de l'Ouest installé près de Gjatsk. Le 7, toujours par la route et de nuit, il retrouve celui du front de réserve à Obninsk puis Boudienny à Maloïaroslavets (les deux sont séparés depuis trois jours) et rencontre des unités sans chefs et sans ordre. Le 8, Joukov est de nouveau nommé au commandement du front de réserve. À partir du 9, la pluie rend tout boueux, c'est la raspoutitsa qui commence, freinant considérablement les déplacements. Le 10, Joukov reçoit en plus le front de l'Ouest. Il installe son état-major à Perkhouchkovo, près de Moscou, abandonnant son projet de le déplacer à Arzamas. À partir de cette période, Joukov prend comme maîtresse une jeune aide-médecin, le premier lieutenant Lida Zakharova.
La défense de Moscou (le « front de réserve de Moscou », absorbé par le front de l'Ouest le 12) est mise sur pied par l'état-major de Joukov avec les mêmes méthodes terroristes qu'à Léningrad un mois plus tôt. Les troupes survivantes sont renforcées par les divisions de milices populaires (ouvriers et étudiants encadrés par des membres du Parti), des conscrits (les classes nées en 1921, 1922 et 1923, sont mobilisées par anticipation et envoyés au combat sans instruction ni parfois d'uniforme), en arc-de-cercle de Kalinine au nord à Kalouga au sud, passant par Volokolamsk et Mojaïsk, tandis que les forces allemandes sont encore occupées à réduire les poches de Viazma et de Briansk. Le groupe d'armées Centre allemand repart de l'avant à partir du 12 octobre seulement. Le 13, le Panzergruppe 4 du général Hoepner prend Kalinine, tandis que la 2. Panzerarmee de Guderian atteint Kalouga. Ce soir là, le théâtre Bolchoï est évacué à Kouïbychev (y compris les costumes, les décors et des fauteuils) ; le 16, c'est le gouvernement, le Komintern et les ambassades qui partent là-bas, 900 km plus à l'est. Des cadres moscovites prennent la fuite, accompagnés de vols massifs ; des charges explosives sont placées dans le métro, les ponts, les gares, sur les installations électriques et sanitaires. Le 19, l'état de siège est proclamé dans la capitale, ce qui rétablit l'ordre. Mojaïsk (à 100 km de Moscou) tombe le 18. Le 22, c'est au tour de Naro-Fominsk : le commandant de division et son politruk sont fusillés devant leurs soldats et Joukov fait contre-attaquer, d'où un combat de huit jours qui bloque les Allemands. Même chose à Volokolamsk le 23, où Rokossovski échappe de peu à l'exécution pour avoir reculé. Le 28 octobre, les Allemands arrivent devant Toula, mais ils s'arrêtent partout le 30 devant la défense soviétique et surtout la boue qui les prive de ravitaillement (carburant, munitions et nourriture).
Le 1er novembre, Joukov est convoqué à la Stavka : Staline lui demande si, à l'occasion du 24e anniversaire de la révolution d'Octobre, il est possible d'organiser un défilé militaire. Joukov répond affirmativement car le front est alors stable en attendant l'arrivée du gel. Le 7 novembre, sous la neige, 28 000 hommes et 200 chars passent sur la place Rouge devant Boudienny sur son cheval et Staline à la tribune du mausolée de Lénine. La troupe défile, puis part de suite pour le front en tramway. Joukov prévoit la reprise de l'offensive allemande une fois le sol gelé, comprenant une attaque au centre pour l'accrocher, sur la route Rjev-Volokolamsk-Istra, et surtout deux attaques sur les flancs, au nord sur le canal Volga-Moscou (à la liaison avec le front de Kalinine de Koniev) et au sud près de Toula (à la limite avec le front du Sud-Ouest de Timochenko). Si Joukov ne peut que se plaindre à la Stavka du manque de coordination avec les fronts voisins, il renforce ses deux flancs, faisant se retrancher ses 16e (Rokossovski) et 50e armées (Boldine) dans la profondeur et concentrant derrière elles ses grandes unités de cavalerie et de blindés. Le 13 novembre, Joukov a la certitude d'une attaque allemande à partir du 15. Mais le 14, Staline ordonne une attaque préemptive devant Volokolamsk et Serpoukhov avec les unités de cavalerie et de blindés, refusant les arguments de Joukov et le menaçant pour obtenir l'obéissance. Le 15, par −10 °C, le groupe d'armées Centre allemand attaque comme prévu au nord et au centre, avançant sur l'axe Kalinine-Klin-Moscou et frappant la 13e autour de Volokolamsk. La contre-attaque de la cavalerie soviétique le 17 y bloque les Allemands deux jours. Toujours le 17, Joukov reçoit l'ordre de la Stavka de détruire toutes les constructions sur 20 à 30 km de part et d'autre des routes qui mènent à Moscou, condamnant les civils à l'exil. Au sud, Guderian démarre le 18, contournant Toula par Stalinogorsk, vers Kachira. Joukov obtient progressivement des renforts : quelques unités sibériennes (trois divisions d'infanterie et deux blindées) et six armées (en cours de constitution). Les vannes du barrage sur l'Istra sont ouvertes, inondant temporairement la vallée. Au sud, la 2. Panzerarmee de Guderian est bloquée définitivement devant Kachira par le 1er corps de cavalerie de la Garde (Belov (en)), au nord le Panzergruppe 3 du général Reinhart est repoussé à Iakhroma par la 1re armée de choc (Kouznetsov) le 1er décembre.
Le 29 novembre, Staline accepte par télex la contre-offensive proposée par Joukov, que ce dernier doit désormais planifier. Le 30, la pince nord allemande atteint Krasnaïa Poliana (ru) (à 20 km des limites de Moscou), un régiment allemand arrive même à Khimki, un des terminus du tramway moscovite : Joukov couvre Rokossovski d'injures par téléphone à cette occasion. L'avance allemande au nord s'arrête à son tour, Reinhart à Lobnia le 2 décembre et Hoepner le 3. Le 6 décembre, Joukov lance les dix armées du front de l'Ouest en contre-offensive, repoussant frontalement les Allemands. Les combats durent jusqu'au 6 janvier 1942 avec une température variant entre –10 et −30 °C : les objectifs sont les villages et bourgs servant d'abris, la neige épaisse (jusqu'à 80 cm) limite les mouvements, le ravitaillement est bloqué sur les axes ferroviaires. Le 13 décembre 1941, le portrait de Joukov est à la une de la Pravda, en quatre fois plus grand que les huit généraux qui l'entourent. Vers le 15 décembre, les deux forces blindées qui menaçaient Moscou sont de retour sur leurs positions de départ d'octobre, ayant perdu la quasi-totalité de leurs véhicules.

### Rjev (1942)

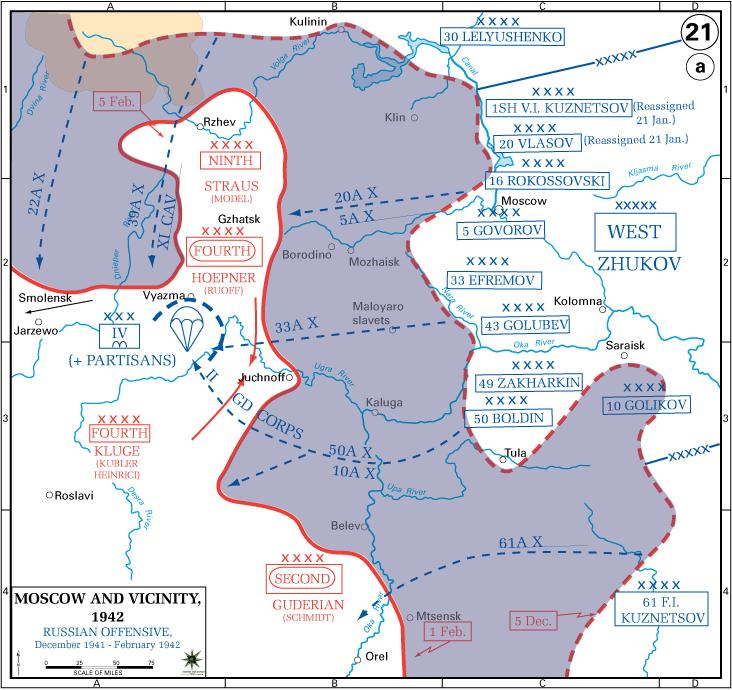
Carte des opérations de décembre 1941 à février 1942 : la contre-offensive soviétique dirigée par Joukov dégage Moscou mais échoue devant Rjev et Viazma.

Le 7 janvier 1942, une réunion au Kremlin entre Staline, Vassilevski et Joukov fixe les nouveaux objectifs des neuf armées du front de l'Ouest : l'aile droite (1re choc, 20e et 16e armées) doit participer à la destruction du saillant de Rjev ; le centre (cinq armées) doit prendre Gjatsk et Youkhnov, puis Viazma ; l'aile gauche (10e armée et corps de cavalerie de Belov (en)) doit réaliser un raid sur les arrières allemands pour rejoindre le 11e corps de cavalerie (du front de Kalinine) aventuré de la même façon, et encercler le groupe d'armées Centre allemand. Le 10 janvier, la Lettre directive de la Stavka no 3 (Stavka dirigée par Staline, mais dont Joukov est membre depuis sa fondation) ordonne une offensive générale immédiate vers l'ouest de tous les fronts soviétiques ; selon ses Mémoires, Joukov s'y serait opposé, recommandant de concentrer les faibles renforts sur un seul front, le sien. Le même jour, Joukov, installé avec son état-major à Obninsk, relance à l'attaque son front de l'Ouest et le front de Kalinine (de Koniev, placé sous les ordres de Joukov) : les deux fronts avancent par des assauts frontaux, mais échouent à reprendre Rjev, Viazma et Youkhnov. Les 3 et 4 février, la situation se retourne : la 9e armée allemande (du général Model) encercle une armée du front de Kalinine ; la 4e armée allemande (Kübler) fait de même avec la 33e armée soviétique (Yefremov) et le corps de cavalerie (Belov), aventurés 35 km à l'ouest de Youkhnov. Joukov tente de secourir les encerclés, tandis que la Stavka lui fixe comme objectifs pour mars la Desna et le Dniepr, d'où une série d'assaut frontaux, composés de vagues d'infanterie, faute de munitions pour l'artillerie. Si les cavaliers de Belov réussissent à se sortir de la poche, les fantassins de la 33e sont écrasés près de l'Ougra (Yefremov se suicide le 19 avril). La fonte des neiges interrompt à la mi-avril les combats dans un océan boueux.
Une fois le terrain plus sec, la Stavka ordonne une série d'offensives. En Ukraine, la direction du Sud-Ouest (Timochenko, avec Bagramian comme chef d'état-major et Khrouchtchev comme politruk) lance à l'assaut les fronts du Sud-Ouest et du Sud : la bataille de Kharkov du 12 au 28 mai vire à la catastrophe pour les Soviétiques, qui y perdent 22 divisions dans un encerclement. En juin, Alexandra Dievna Joukova (ru) rejoint son mari pendant dix jours. Le 28 juin, les Allemands reprennent l'initiative, la moitié sud de leurs forces percent de nouveau les lignes et foncent vers le Don, Stalingrad et Bakou. Pour fixer la moitié nord des forces allemandes, la Stavka (Vassilevski est nommé chef de l'État-Major général à la place de Chapochnikov le 26 juin 1942) donne l'ordre aux autres fronts d'attaquer. Pour le front de l'Ouest de Joukov, la cible est d'abord Orel (près de Jizdra et de Bolkhov) entre les 5 et 14 juillet ; premier échec, faute de coordination interarmes (Joukov et Rokossovski manquent  de se faire tuer quand des sturmoviks attaquent le PC de la 16e armée), d'obus et d'officiers capables. La deuxième attaque est de nouveau vers Rjev et sa voisine Sytchiovka, attaquées à partir du 4 août (« opération Pogoreloé-Gorodichtche » selon les Soviétiques) mais sans déboucher, complétée par une attaque plus au sud pour reprendre Gjatsk et Viazma, sans plus de succès.

### Stalingrad (1942)
Le 27 août 1942, Staline appelle Joukov à son PC, le nomme « adjoint du commandant suprême » et le rappelle à Moscou. Selon Jean Lopez, ça s'explique par les échecs de Vassilevski de juillet et d'août (à Voronej, Kalatch et dans la boucle du Don) qui permettent aux Allemands d'arriver devant Stalingrad : il faut donner à Joukov une autorité suffisante pour coordonner rapidement les différents fronts. Le 29 août, Joukov prend l'avion pour arriver à Kamychine auprès du front de Stalingrad (commandé par Gordov) ; les ordres de Staline sont d'organiser à la hâte une attaque au nord de Stalingrad, entre le Don et la Volga (de Kotlouban à Erzovka), pour rompre l'encerclement. Le 3 septembre, Joukov lance à l'assaut la 1re armée de la Garde (Moskalenko), ce qui se termine par un échec sanglant. Staline ordonne d'attaquer de nouveau : le massacre reprend presque tous les jours du 4 au 12 septembre, avec la 1re de la Garde, bientôt épaulée par les 24e et 66e armées, n'arrivant qu'à fixer le XIV. Panzerkorps en défensive (qui ne peut attaquer le nord de Stalingrad). Le 12, Joukov est rappelé à Moscou.
Selon ses Mémoires et ceux de son collègue, Joukov et Vassilevski proposèrent le 13 à Staline l'idée d'un vaste encerclement, appelé « opération Uranus » : il faut masser loin sur les flancs les moyens de cette contre-offensive, tout en usant la 6e armée allemande (de Paulus) dans les combats urbains face à la 62e armée soviétique (de Tchouïkov, armée régulièrement renouvelée). Pour cela, il faut une préparation de six semaines. De fin septembre au début octobre, un nouveau front du Sud-Ouest est créé (confié à Vatoutine) ; le front de Stalingrad devient le front du Don (Rokossovski) et le front du Sud-Est devient le celui de Stalingrad (Eremenko), le tout largement renforcé ; le 6 octobre, les trois chefs de front sont mis au courant. En octobre et novembre, Joukov passe en revue le terrain autour de Serafimovitch, inspecte les deux fronts du Sud-Ouest et du Don, entraîne tous les états-majors sur le plan, tandis que Vassilevski fait de même pour le front de Stalingrad. L'opération est repoussée deux fois par Joukov, puis lancée le 19 novembre : les positions de la 3e armée roumaine (du général Dumitrescu) sont immédiatement percées. Le 23, les deux pinces se rejoignent à Kalatch, 70 km à l'ouest de Stalingrad.

### Opération Mars (1942)
Dès le 19 novembre 1942 au soir, Joukov arrive au PC du front de Kalinine (commandé par Pourkaïev) à Toropets, puis il fait la navette avec celui du front de l'Ouest (confié à Koniev). Au même moment où est planifiée la contre-offensive sur le Don, il a convaincu Staline de le laisser mener une offensive massive devant Moscou, avec ces deux fronts qui sont les plus puissants de l'Armée rouge. Si Vassilevski est chargé de mener l'opération Uranus (encerclement de Stalingrad), à laquelle doit succéder Saturne (en fonçant jusqu'à Rostov), Joukov se réserve l'opération Mars (encerclement du saillant de Rjev) et ensuite l'« opération Jupiter » (jusqu'à Smolensk) : quatre vastes opérations sont ainsi prévues, chacune avec encerclement.
La météo pluvieuse ajourne d'abord Mars du 12 au 28 octobre, puis Joukov obtient un nouveau report. Quatre armées (20e à l'est, 39e au nord, 41e et 22e armées à l'ouest) sont chargés de la percée, l'exploitation étant confiée à trois corps blindés et un corps de cavalerie, le tout dominant la 9e armée allemande du général Model (15 divisions d'infanterie, cinq de panzers et une de cavalerie) à trois contre un pour les effectifs. La troisième bataille pour Rjev (surnommée Winterreise, « voyage d'hiver », par les Allemands, ou le « hachoir à viande de Rjev » par les Soviétiques) commence le 25 novembre, sous la neige et par −10 °C. Les armées soviétiques avancent d'abord lentement pendant quatre jours ; puis les états-majors engagent les corps d'exploitation. À partir du 29, la progression est stoppée par l'arrivée des réserves allemandes ; les panzers contre-attaquent, isolant puis détruisant deux corps soviétiques. Mais Joukov s'entête, lançant à l'attaque trois autres armées, puis un assaut général ; menaçant, hurlant, terrorisant et limogeant, n'obtenant pas de progrès (alors que tout réussit pour Vassilevski devant Stalingrad), il fait durer le massacre jusqu'au 20 décembre. Résultats : environ 100 000 morts soviétiques, 230 000 blessés ou malades et 1 600 blindés détruits ; les 20e et 41e armées sont carrément dissoutes.
Joukov mentionne ces combats dans ses Mémoires, mais sans nommer l'opération, en trois pages et demie (contre vingt pages pour Uranus), accusant Koniev de l'échec, la présentant comme une diversion pour fixer les Allemands du GA Centre et les empêcher de renforcer Stalingrad. Le 29 décembre 1942, Joukov est de retour à Moscou. Staline ne lui fait aucun reproche, persuadé que Mars a servi Uranus en fixant une partie des forces allemandes. Son portrait fait la une du Time :

« Les Allemands sont en train de perdre la guerre en Russie, ce qui signifie qu'ils sont en train de perdre la Seconde Guerre mondiale. Sur les plaines gelées de Rjev devant Moscou, sur le Don et dans le corridor de la Volga à Stalingrad, dans la neige et les vallées du Caucase, les Russes sont à l'offensive. [...] Les rares étrangers qui ont pu apercevoir Joukov se rappellent son visage de lion, sa bouche large et charnue. [...] Il a dénoncé, bien avant que l'US Army en fasse autant, le poids des conventions et de la routine dans l'Armée rouge. »

— (en) « Battle of Russia: Stalin's Liubimefs », Time, vol. XL, no 24,‎ 14 décembre 1942, p. 35-36 (lire en ligne).

### Offensives d'hiver (1943)
Le 2 janvier 1943, Joukov arrive à l'état-major du front de Voronej, commandé par son ennemi Golikov, pour travailler à la préparation de l'opération Ostrogorjsk-Rossoch et faire le tour des états-majors. L'attaque commence le 12, enfonçant les positions de la 2e armée hongroise et du corps alpin italien ; elle se poursuit par l'opération Voronej-Kastornoe qui permet aux Soviétiques d'aller jusqu'à la ville de Koursk.
Le 10 janvier, Joukov rejoint le PC de Vorochilov pour superviser l'opération Iskra (« étincelle »). Le rôle de Joukov est de coordonner le front de Léningrad (Govorov) avec celui de Volkhov (Meretskov). Le 12, précédé d'une intense préparation d'artillerie, les deux fronts attaquent le couloir de Chlisselbourg par −23 °C : la jonction se fait au bout de cinq jours. Mais les Allemands s'accrochent aux hauteurs de Siniavino, malgré la pression que met Joukov sur le chef de la 136e division : « Pourquoi n'attaquez-vous pas les hauteurs de Siniavino ? » général Simonyak (ru) : « Pour la même raison que la 2e armée de choc ne les attaque pas. L'approche se fait à travers un marais. Les pertes seront grosses, les résultats, très maigres. » Joukov hurle : « Tolstoïen ! Saboteur passif ! Qui sont ces lâches que vous commandez ? Qui ne veut pas se battre ? Qui a besoin de se faire virer ? ». Le blocus de Léningrad est ainsi levé après 506 jours, car les Soviétiques construisent rapidement une voie ferrée sur la rive du lac Ladoga. En récompense, le 18 janvier, Staline l'élève au grade de maréchal de l'Union soviétique et le décore de l'ordre de Souvorov : dans les deux cas, Joukov est le premier à être ainsi honoré depuis le début du conflit.

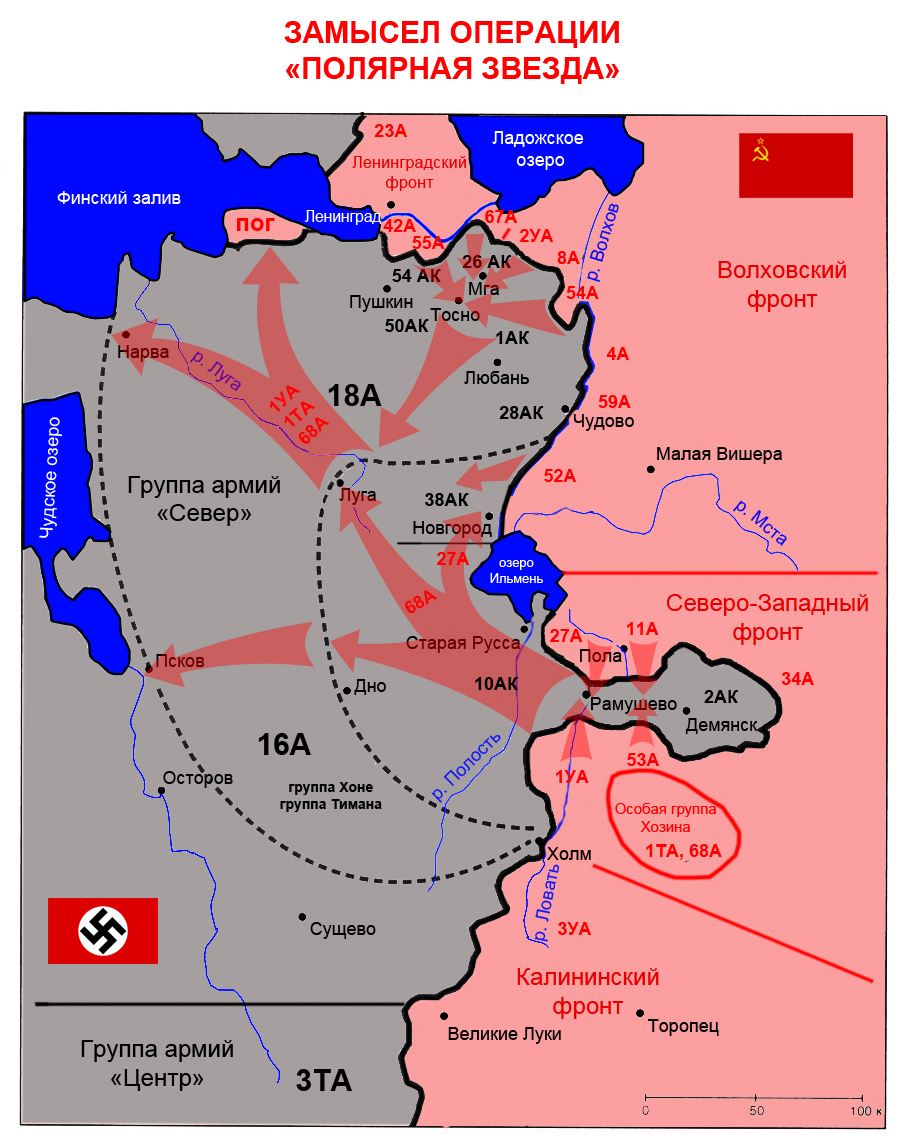
Schéma d'ensemble de l'opération Étoile polaire.

Pour dégager définitivement Léningrad, une vaste offensive est prévue un peu plus au sud, pour encercler tout le groupe d'armées Nord allemand : c'est l'opération Étoile polaire (Polyarnaya Zvezda). Le plan concerne d'une part les fronts de Léningrad et de Volkhov, qui doivent faire une diversion vers Mga, d'autre part le front du Nord-Ouest qui est chargé d'attaquer le saillant de Demiansk pour y encercler six divisions allemandes ; ensuite, la 1re armée de choc doit ouvrir une brèche dans laquelle un groupe mobile (dirigé par Khozine) composé de la 1re armée de chars (de Katoukov) et de la 68e armée (en) (de Tolboukhine) doit foncer, jusqu'à Narva et Pskov. Joukov est chargé de la coordination de la préparation entre les différents états-majors. L'attaque démarre le 10 février au sud-est de Léningrad, sans efficacité ; mais, à Demiansk, les Allemands évacuent le saillant à partir du 16 février, soit quatre jours avant l'assaut. Les Soviétiques frappent donc majoritairement dans le vide. Pire, le groupe Khozin ne peut être engagé, un redoux ayant tout transformé en un océan de boue, le bloquant dans un énorme embouteillage. Staline ordonne de tout arrêter le 7 mars, envoyant la 1re armée blindée ailleurs.
En même temps plus au sud, Vassilevski est chargé de coordonner l'offensive générale lancée depuis le Donets vers le Dniepr, menée par les fronts de Voronej (Golikov), du Sud-Ouest (Vatoutine) et du Sud (Malinovski) depuis le 24 janvier. Mais les Allemands du groupe d'armées Don (commandé par le Feldmarschall Manstein) battent d'abord en retraite, puis contre-attaquent à partir du 19 février, taillant en pièces les corps blindés et mécanisés soviétiques trop dispersés. Le 13 mars, Staline téléphone à Joukov pour le rappeler à Moscou ; soupant en tête-à-tête pendant la nuit du 13 au 14, le dictateur lui annonce qu'il l'envoie à Kharkov. Arrivé sur place, croisant des troupes en retraite, sa voiture se fait tirer dessus : Kharkov et Belgorod sont réoccupées par les Allemands les 14 et 18 mars. Joukov rétabli un peu d'ordre à l'état-major du front de Voronej, dépassé par la situation ; il demande et obtient le renvoi à Moscou de Golikov (remplacé par Vatoutine le 21 mars) et de Vassilevski (le 22), enfin il fait colmater la brèche au moment du dégel.

### Koursk (1943)
Joukov reste auprès du front de Voronej, soit dans la partie sud du saillant de Koursk, jusqu'au 23 mars 1943 ; les 23 et 24, il est au front central, dans la partie nord du saillant ; le 26, il est à Moscou pour une réunion de la Stavka, puis du 27 mars au 1er avril il est de nouveau auprès des états-majors. Vassilevski le rejoint alors pour dix jours de travail en commun. La concentration des unités mécanisés allemandes, dont la majorité des divisions panzers (repérés par le GRU, complété par Ultra) de part et d'autre du saillant annonce une attaque d'encerclement. Le 8 avril, Joukov envoie à Staline un Rapport stratégique préliminaire, donnant son avis sur les réactions soviétiques à avoir face à cette double manœuvre allemande d'encerclement :

« Afin que l'ennemi se mette de lui-même en pièces sur nos défenses, et en sus des mesures prises pour renforcer la défense antichar des fronts central et de Voronej, nous devons retirer aussi vite que possible des secteurs passifs et concentrer dans les réserves de la Stavka pour pouvoir les engager sur les axes menacés 30 régiments antichars, tous les régiments de canons automoteurs [...] et autant d'avions que possible. [...]

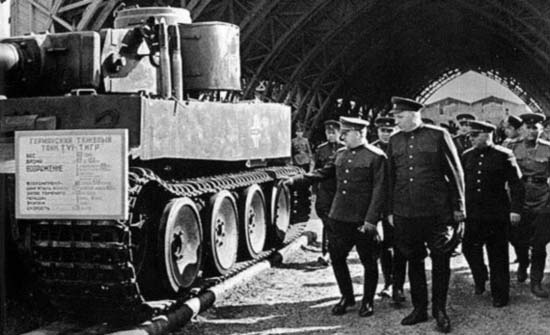
Les maréchaux Joukov, Voronov et Voroshilov découvrant le nouveau char Tigre allemand (le premier capturé l'est devant Léningrad en septembre 1942).

Je considère comme peu judicieux de lancer une attaque préventive dans les prochains jours. Il serait plus indiqué de laisser l'ennemi s'épuiser sur nos défenses et détruire ses chars, et seulement ensuite, après avoir amené des réserves fraîches, de passer à l'offensive générale [...]. »

Le 10, Vassilevski donne son accord. Le 12, les deux présentent avec Antonov l'idée générale à Staline, qui se laisse convaincre, alors que Vatoutine et Khrouchtchev plaident eux pour une attaque préventive soviétique. Le plan prévoit d'abord une défense active, puis une contre-offensive vers Orel au nord (opération Koutouzov), avec une seconde vers Kharkov au sud (opération Roumiantsev). Juste après, Joukov est envoyé avec Chtemenko dans le Caucase pour chasser les Allemands de la péninsule de Taman. Du 10 au 13 mai, il est à Moscou ; le 14, il rejoint Rokossovski au front central. L'attaque allemande est prédite pour le 15, puis le 19, sans se produire : Joukov s'occupe en inspectant les positions. Ensuite il est envoyé au front de l'Ouest à partir du 26 mai, il est à Moscou pour cinq jours jusqu'au 5 juin, puis auprès des fronts du Sud-Ouest et du Sud. Du 16 au 28 juin, il est de nouveau à la Stavka ; le 30, il est au front de Briansk. Le 4 juillet, les Allemands commencent à bouger : Joukov retourne au PC du front central (Rokossovski).
L'offensive allemande débute le 5 juillet au petit matin : Joukov réplique immédiatement par une contre-préparation d'artillerie et l'envoi de 600 avions pour frapper les pistes de la Luftwaffe, sans demander l'autorisation à Staline : ce sont deux échecs. Au nord du saillant, le front central (Rokossovski épaulé/surveillé par Joukov) bloque en quelques jours la 9e armée allemande (Model) qui emporte seulement la 1re ligne de défense. Au sud du saillant, le front de Voronej (Vatoutine supervisé par Vassilevski) encaisse moins bien l'assaut de la 4. Panzerarmee (Hoth) et de l'Armee-Abt. Kempf (Kempf), les deux supervisés par Manstein, qui percent la 2e ligne et entament la 3e. Dans la nuit du 8 au 9 juillet, Joukov, Vassilevski et Staline se mettent d'accord pour engager des renforts venant du front de la steppe (confiés à Koniev et conservés en réserve par la Stavka) et pour déclencher la contre-offensive au nord. Joukov se rend le 9 auprès du front de Briansk, puis de la 11e armée de la Garde (Bagramian) du front de l'Ouest, les deux chargés du gros de l'assaut : en première ligne pour observer les positions allemandes, Joukov et son garde du corps se prennent une volée d'obus de mortier. Un obus explose à quatre mètres du maréchal, le commotionnant (d'où une surdité à une oreille et des douleurs à une jambe). Le 12, la contre-offensive démarre par une intense concentration d'artillerie de 2 h 30 ; l'infanterie perce, le second échelon borde la brèche et les corps blindés sont engagés pour exploiter : Orel est reprise le 5 août, tandis que la 9e armée allemande bat en retraite méthodiquement, rétablissant une ligne de front devant Briansk (derrière la Hagen-Stellung).
Joukov est envoyé le 13 juillet par Staline auprès du front de Voronej, au sud du saillant, pour arrêter l'offensive du sud qui vient de percer la 3e ligne. Les 13 et 14, il est avec Vassilevski au PC de la 5e armée de chars de la Garde (de Rotmistrov) qui vient de se faire hacher (bataille de Prokhorovka). Il ordonne de faire reculer la 69e armée qui risque d'être encerclée : le mouvement se fait dans l'ordre, une première pour les Soviétiques depuis le début du conflit, ce qu'observe Joukov en se montrant au bord de la route. Le 17, les blindés allemands s'arrêtent et commencent à revenir sur leurs positions de départ ; du 16 au 28 juillet, Joukov prépare la riposte : l'opération Roumiantsev. L'assaut frontal concerne cinq armées des fronts de Voronej et de la steppe, qui attaquent successivement du 3 au 8 août, perçant après une puissante concentration d'artillerie ; quatre corps blindés ou mécanisés élargissent ensuite la brèche, où s'engouffrent enfin les 1re armée de chars (Katoukov) et 5e armée blindée de la Garde (Rotmistrov). Manstein contre-attaque avec ses blindés, faisant perdre 75 % des chars à ces deux armées blindées. Kharkov est reprise le 23 août.

### Passer le Dniepr (1943)

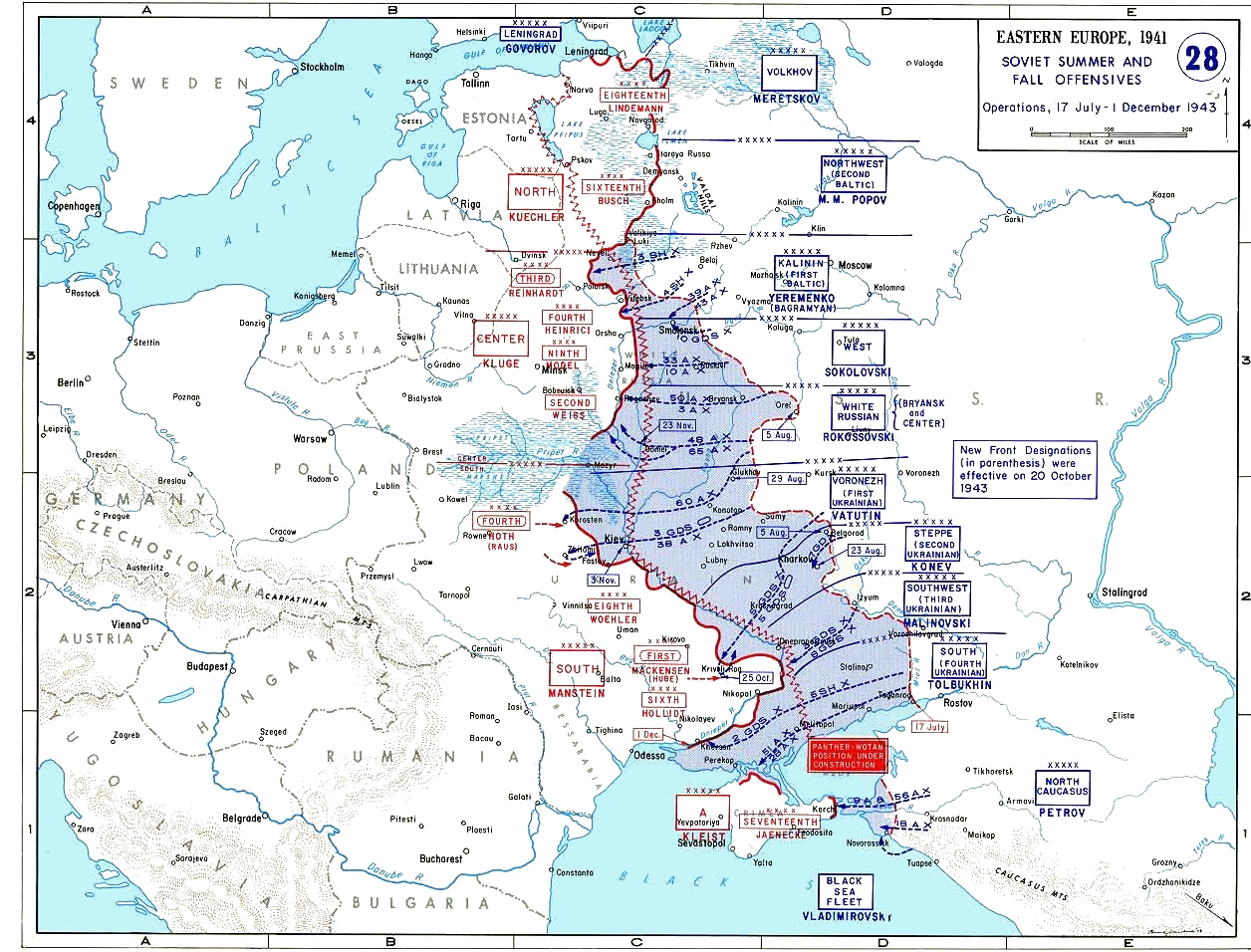
La « bataille du Dniepr » désigne les offensives soviétiques simultanées en Ukraine occidentale contre le groupe d'armées Sud allemand, sur un front de 1400 km, du nord de Smolensk à la mer d'Azov.

Après la bataille de Koursk, l'Armée rouge a l'initiative, les Allemands restant sur la défensive. Selon les Mémoires de Joukov, ce dernier ainsi qu'Antonov estiment que les Soviétiques sont désormais capables de mener des opérations en profondeur d'encerclement (méthode plus rapide, mais risquée), tandis que Staline veut s'en tenir à des attaques multiples sur un large front (méthode plus sûre, mais lente et coûteuse en vies humaines). Ce débat les occupe à la mi-août 1943, mais c'est Staline qui impose son point de vue. Huit fronts sont concernés : ceux de Kalinine et de l'Ouest doivent reprendre Smolensk (opération Souvorov) ; ceux de Briansk, central, de Voronej et de la steppe doivent foncer jusqu'à Kiev et Tcherkassy ; enfin ceux de Sud-Ouest et du Sud jusqu'à Zaporojie. Joukov coordonne les fronts de Voronej et de la steppe dans le cadre de l'opération Tchernigov-Poltava, tandis que Vassilevski s'occupe des deux plus au sud.
Le 25 août 1943, les fronts de Voronej (Vatoutine) et de la steppe (Koniev) lancent leurs 14 armées à l'assaut, repoussant frontalement la 2e armée allemande. Le 6 septembre, Staline et Joukov réorientent le front de Voronej vers Kiev, au grand regret de Rokossovski (chef du front central) qui arrivait par le sud et sur demande de Khrouchtchev (membre de l'état-major de Vatoutine) qui veut le titre de « libérateur de Kiev ». Le 15 septembre, Manstein a enfin l'autorisation de Hitler pour battre en retraite derrière le Dniepr, évitant ainsi l'encerclement, d'où une course-poursuite entre les deux forces armées, qui se termine le 29 septembre par la destruction des six ponts. Le fleuve est large (de 300 à 3 500 m), avec une rive droite souvent élevée, dont les points de passage ont été un peu fortifiés (c'est l'Ostwall, alias ligne Panther-Wotan).
La Stavka ordonne à l'infanterie soviétique de traverser presque partout, dès le 21. Elle forme notamment une tête de pont dans le méandre de Boukrine (qui a l'avantage d'être à 75 km au sud-est de Kiev, près de Kaniev), mais s'y retrouve bloquée. La nuit du 24 au 25 septembre, deux brigades aéroportées sont larguées (4 575 parachutistes), mais faute de préparation (pas de photo aérienne, ordres arrivés une heure avant le décollage, pas assez d'équipement, etc.) les hommes se retrouvent éparpillés sur 90 km, tombant soit près des blindés allemands, soit dans les lignes soviétiques, ou dans le fleuve. Pendant un mois, chaque assaut soviétique partant de la tête de pont échoue : Joukov demande depuis le 25 septembre à chaque fois de tenter ailleurs le franchissement, tandis que Staline ordonne systématiquement de relancer l'attaque. Ce n'est que le 23 octobre, sur proposition d'Antonov, que Staline accepte de passer plutôt par Liutej, juste au nord de Kiev. La 3e armée de chars (de Rybalko) est retirée de Boukrine en secret du 23 au 25 octobre, remplacée par un faux trafic radio, des chars et canons en bois, etc. (application de la maskirovka). Le 3 novembre, le 7e corps d'artillerie de rupture ouvre le feu, puis la 38e armée ouvre la brèche, dans laquelle est lâchée le lendemain la 3e armée blindée, qui fonce sur 60 km prendre Fastov. Kiev est reprise le 6 novembre ; ce soir là, Joukov visite la ville en compagnie de Khrouchtchev.

### Tcherkassy et le Dniestr (1944)
Du 4 au 12 décembre 1943, Joukov est à Moscou pour préparer les prochaines offensives soviétiques. Vers le 10 ou le 11, Staline le surprend en déclarant « Maintenant, nous sommes devenus plus forts. Nos troupes sont plus expérimentées. Maintenant non seulement nous pouvons, mais nous devons mener des opérations pour encercler les troupes allemandes. » En conséquence, Joukov prépare pour l'hiver 1943-1944 deux attaques, le premier front ukrainien (le nouveau nom du front de Voronej de Vatoutine) a pour objectifs Jitomir et Berditchev, tandis que le deuxième front ukrainien (ex-front de la steppe de Koniev) doit reprendre Kirovograd : selon Vassilievski, les deux pinces doivent se rejoindre finalement à Kristynovska (près d'Ouman) pour encercler la 8e armée allemande.
Le 23 décembre, Vatoutine lance son front à l'attaque, suivi le 5 janvier 1944 par Koniev, les deux encore une fois sous la coordination de Joukov. Un redoux freine les Soviétiques, Jitomir est reprise le 1er janvier, Kirovograd le 8, la 8e armée allemande (Wöhler) recule, mais les contre-offensives blindées dirigées par Manstein arrêtent les deux pinces. Malgré cet échec, les deux attaques ont formé un saillant allemand autour de Korsoun-Chevtchenkivsky (Hitler a interdit leur retraite). Joukov propose donc le 9 janvier à l'État-Major général que Vatoutine et Koniev se rejoignent : la double percée est réalisée les 25 et 26 janvier, isolant à partir du 27 environ 56 000 Allemands (c'est le « chaudron de Tcherkassy » pour les Allemands). Manstein réagit en engageant deux corps blindés du 4 au 15 février, qui ne réussissent pas à rompre l'encerclement. Le 12 février, les encerclés de ce « petit Stalingrad » réussissent une sortie, ce qui a pour conséquence la colère de Staline, qui donne le commandement à Koniev. Le 18 février, c'est Koniev qui est mis à l'honneur dans le communiqué de victoire.
Le 29 février 1944, Vatoutine est blessé par des partisans ukrainiens (il en meurt le 15 avril) ; Staline nomme Joukov à sa place le 2 mars comme commandant du premier front ukrainien. Les fronts voisins (Rokossovski au nord et Koniev au sud) ne sont plus sous ses ordres. Avec les huit armées de ce front, il mène ensuite l'opération Proskourov-Tchernovtsy, appliquant parfaitement les principes des opérations en profondeur : une armée de choc perce le 4 mars, puis Joukov introduit ses 4e armée de chars et 3e armée blindée de la Garde pour exploiter, surprenant Manstein en débordant sa contre-attaque avec la 1re armée de chars de la Garde, traversant le Bug, le Dniestr et le Prut pour arriver fin mars au pied des Carpates, encerclant avec Koniev la 1. Panzerarmee (de Hube) autour de Kamianets-Podilsky. Manstein, juste avant d'être limogé par Hitler le 30 mars, ordonne à cette armée de s'échapper, non vers le sud où l'attend les chars soviétiques, mais vers l'ouest, coupant le ravitaillement de Joukov (du 27 mars au 6 avril). Malgré cet échec, Joukov est rappelé à Moscou le 22 avril, où il reçoit le premier l'ordre de la Victoire, une décoration couverte de diamants.

### Bagration (1944)
La paternité des offensives de l'été 1944 est réclamée par l'État-Major général (c'est-à-dire Antonov et Chtemenko), reprenant partiellement des propositions de Rokossovski et de Joukov. La planification occupe le bureau des opérations à partir du 15 avril 1944, puis l'ensemble est discuté devant Staline lors de sept réunions entre Antonov, Chtemenko, Joukov, Vassilevski, Voronov (chef de l'artillerie), Novikov (chef de l'aviation) et Fedorenko (ru) (pour les blindés), sans parler les membres du Politburo. Il s'agit d'une série d'opérations, commençant par la Biélorussie (opération Bagration), puis le Sud de la Pologne (opérations Lvov-Sandomir et Kovel-Lublin) et se terminant en Moldavie (opération Iassy-Kichinev). Bagration doit servir d'appât pour fixer les réserves mécanisées allemandes, permettant de foncer sans soucis ensuite.
Le 30 mai, Staline signe les directives fournissant aux fronts leurs missions, les moyens et les horaires. Pour Bagration, quatre fronts soviétiques doivent attaquer le groupe d'armées Centre allemand (du Feldmarschall Busch) sur un arc de cercle de 700 km : le premier front de la Baltique (Bagramian), le troisième front biélorusse (Tcherniakhovski), le deuxième front biélorusse (Zakharov) et la moitié du premier biélorusse (Rokossovski). Le maréchal Vassilevski coordonne les deux fronts du nord, le maréchal Joukov les deux du sud. Du 5 au 23 juin, Joukov visite tous les états-majors d'armée sous sa responsabilité, vérifiant que tout le monde a bien compris son rôle, faisant des reconnaissances du terrain, supervisant la logistique et assistant à des exercices à balles réelles (insistant sur les liaisons interarmes). La maskirovka n'est pas oubliée, cherchant à faire croire à une attaque plus au sud tandis que les unités en Biélorussie se retranchent ostensiblement sur la défensive. L'assaut soviétique commence les 22, 23 ou 24 juin selon le front. En une semaine, la poursuite taille en pièce les ¾ de la 3. Panzerarmee (qui n'a de blindée que le nom), dont un corps est laissé encerclé dans Vitebsk ; la 4. Armee en retraite est presque totalement détruite entre Orcha et la Bérézina puis dans le chaudron de Minsk ; la 9. Armee termine dans les chaudrons de Bobrouïsk puis de Minsk. Les Soviétiques ont fait 57 600 prisonniers allemands, dont 19 généraux, qui sont envoyés à Moscou pour un défilé le 17 juillet. Le rétablissement du groupe d'armées allemand se fait derrière le Niémen, la logistique soviétique étant à bout.

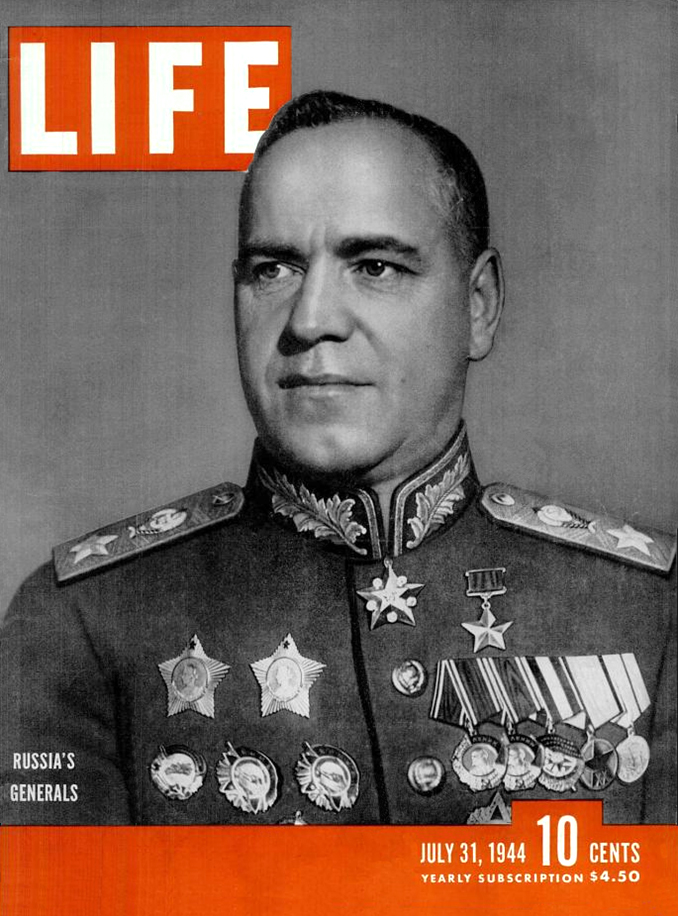
Le maréchal Joukov une seconde fois à la une de Life, le 31 juillet 1944, tandis que 17 autres généraux soviétiques sont relégués en p. 31-32.

Le 8 juillet, Joukov est à Moscou : Staline lui confie la coordination entre le premier front biélorusse et le premier front ukrainien, à charge pour eux de foncer jusqu'à Lublin et la Vistule. Le 9, il lui fait rencontrer à la datcha de Kountsevo les membres du futur Comité polonais de Libération nationale (Bierut, Osóbka-Morawski et Rola-Żymierski). Le 11, Joukov rejoint son PC à Loutsk, entre les deux fronts. Le premier front ukrainien (Koniev) attaque en Galicie à partir du 13 juillet, mais les réserves du groupe d'armées Ukraine du Nord contre-attaquent avec efficacité, ce qui permet à Joukov de critiquer Koniev. Lvov et Peremyshl sont prises seulement le 27 juillet, Sandomir (sur la Vistule) le 18 août. L'aile gauche du premier front biélorusse attaque à son tour le 18 juillet et perce immédiatement, engageant la 2e armée de chars de la Garde dans la brèche. Lublin est prise le 25 juillet, le Bug franchi et deux têtes de pont installées sur la rive gauche de la Vistule. La 2e armée blindée de la Garde remonte vers le nord, menaçant les arrières de la 2. Armee allemande, mais se fait encercler et en majorité détruire, faute d'essence, au nord-est de Varsovie par cinq Panzerdivisionen entre le 1er et le 4 août.
Pour sa contribution aux opérations Bagration et Lvov-Sandomir, Joukov reçoit le 29 juillet sa deuxième étoile d'or de héros de l'Union soviétique. Il reste auprès de Rokossovski et Koniev jusqu'au 22 août. Rappelé à Moscou le 23, Staline lui fait rencontrer le Bulgare Dimitrov. Le 5 septembre, l'Union soviétique déclare la guerre à la Bulgarie ; le 8, Joukov est auprès du troisième front ukrainien (de Tolboukhine), qui franchit la frontière roumano-bulgare ; dans la nuit du 8 au 9, le coup d'État du Front patriotique renverse à Sofia le gouvernement de Mouraviev. Le nouveau gouvernement de Georgiev signe immédiatement un armistice avec les Soviétiques, puis met en place la république populaire de Bulgarie. Le 12 septembre, Joukov est de retour à Moscou, avant de passer le mois d'octobre en Pologne.

### Oder-Vistule (1945)
Le 1er novembre 1944, Joukov est de retour à Moscou. L'État-Major général prépare les opérations qui doivent terminer la guerre : des attaques aux pays baltes et en Hongrie pour fixer le maximum de troupes allemandes, avec l'offensive décisive au centre sur l'axe Varsovie-Berlin. Dès le 29 octobre, Staline annonce par téléphone à Joukov et Vassilevski que les dix (bientôt huit) fronts sont désormais gérés directement, la fonction de « représentant de la Stavka » disparaît car le dictateur estime que les commandants coopèrent mieux désormais et il veut bénéficier du prestige de la victoire finale. Le 11 novembre, il nomme Joukov à la tête du premier front biélorusse, à la place de Rokossovski qui est muté au deuxième front biélorusse : le 1er front étant face à Berlin, le maréchal d'origine polonaise doit laisser sa place au maréchal russe, ce qui mit fin à leurs bonnes relations. Le 14 au petit matin, Joukov quitte Moscou dans son train personnel et arrive à Siedlce (à l'ouest de Brest-Litovsk, au QG du front.
Le premier front biélorusse est alors le poids lourd de l'Armée rouge avec environ un million de combattants (en face, la 9. Armee aligne 110 930 hommes), regroupés dans dix armées (dont deux blindées), sept corps blindés ou mécanisés indépendants, 63 divisions d'infanterie et une armée aérienne en janvier 1945. Sa mission est d'avancer par Lodz – Posen – Francfort-sur-l'Oder – Berlin, en deux bonds, le premier jusqu'à la ligne Bromberg-Posen (« opération Varsovie-Posen »). Sur son flanc droit, le deuxième front biélorusse (Rokossovski) doit prendre Danzig puis la Poméranie orientale jusqu'à Stettin ; sur son flanc gauche, le premier front ukrainien (Koniev) a comme axe Cracovie – Breslau – Dresde. Mais l'offensive doit attendre que la logistique soviétique soit capable de fournir les unités en carburants, munitions, équipements, nourriture et vodka : il faut refaire toutes les voies ferrées, routes et ponts de Biélorussie, détruits par les Allemands en retraite, puis accumuler des stocks dans les trois têtes de pont à l'ouest de la Vistule : autour de Magnuszem et de Puławy pour le 1er front biélorusse, de Sandomir pour le 1er front ukrainien. Il faut entraîner les recrues, préparer les états-majors sur Kriegspiele et collecter des renseignements. Le 8 décembre 1944, Staline fait diffuser auprès de tous les généraux et maréchaux une directive de la Stavka : « J'annule les ordres [...] émis par le ministre adjoint de la Défense, le camarade Joukov, concernant la validation du manuel de DCA. [...] J'ordonne au maréchal Joukov de ne plus s'autoriser la moindre précipitation lorsqu'il a à prendre des décisions sérieuses. » Selon Jean Lopez, Staline commence à faire monter un dossier contre Joukov, pour qu'il ne lui fasse pas de l'ombre.
Les fronts attaquent en décalé : Koniev commence le 12 janvier, Joukov et Rokossovski le 14 au matin. Le 1er front biélorusse lance cinq armées depuis les têtes de pont : à Magnuszem, les deux premières lignes allemandes sont éventrées par la préparation d'artillerie (un demi-million d'obus et de roquettes de katiouchas sur 16 km de large et 7 de profondeur : 5 540 tonnes délivrés en 25 minutes) puis l'assaut se fait dans la brume derrière un barrage roulant. Joukov est au PC de la 5e armée de choc (de Berzarine) en compagnie du chef de la 2e armée de chars de la Garde (Bogdanov) : il décide l'engagement des deux armées blindées dès le lendemain. Une contre-attaque de deux Panzerdivisionen dans l'après-midi retarde à peine l'entrée en scène de la 1re armée de chars de la Garde (Katoukov), tandis que deux autres armées (dont la 1re armée polonaise) attaquent à leur tour à partir du 15, plus au nord, pour prendre Varsovie. Au soir du 15, les deux armées blindées foncent vers le nord-ouest, tandis que les autres armées élargissent la brèche jusqu'à 100 km de large, rejoignent au sud les forces sorties de la tête de pont de Puławy et encerclent deux divisions allemandes en retraite. Le 16, Varsovie, menacée d'encerclement, est évacuée par les Allemands ; les ordres de Joukov sont de foncer, les Soviétiques abandonnant derrière eux de nombreuses poches allemandes : Lodz est dépassée le 18 ; Posen le 22 ; Bromberg prise dans la foulée le 24 (soit dix jours en avance sur les prévisions) ; l'Oder est atteinte le 31 au nord de Küstrin.
Les troupes de Joukov s'arrêtent, sans foncer sur Berlin qui est à seulement 80 km (soit un trajet d'une heure par la Reichsstraße 1 (de)), avec à ce moment-là presque rien entre les deux. L'arrêt soviétique, qui dure deux mois et demi, donne dans les années 1960 une polémique lancée par Tchouïkov (le chef de la 8e armée de la Garde, qui a établi la tête de pont), qui regrette l'ordre d'arrêt de Staline. Plusieurs éléments expliquent cette mesure : d'abord le 1er front biélorusse est menacé sur son flanc droit, le 2e front biélorusse (Rokossovski), étant arrêté devant Elbing et Graudenz. Pour se protéger contre une contre-offensive venant de Poméranie, Joukov y a déployé quatre armées, qui lui manquent sur l'Oder. Ensuite la logistique ne suit pas, le carburant et les munitions ne pouvant arriver des terminus ferroviaires qui sont encore sur la Vistule, les camions devant rouler sur 500 à 600 km en plein dégel. Enfin, une large partie des militaires soviétiques est hors de contrôle, se livrant au pillage et aux viols de masse depuis leur entrée sur le territoire allemand : il faut du temps à Joukov et ses généraux pour reprendre leurs troupes en main.

### Seelow (1945)
Les Allemands lancent en février et mars 1945 une quarantaine d'attaques contre les têtes de pont établies de part et d'autre de Küstrin ; la majorité de l'activité de la Luftwaffe se concentre alors face à cette menace, s'en prenant aux camions et aux ponts (y compris une trentaine de missions suicides), tandis que de Poméranie démarre le 15 février 1945 l'opération Sonnenwende, une contre-offensive qui échoue dès le 18 février. Le 1er mars, Joukov fait attaquer ses armées de droite, puis introduit dans la percée de 200 km de large ses deux armées blindées : la 2e armée blindée de la Garde oblique vers l'île de Wolin et Stettin (sur l'estuaire de l'Oder), tandis que la 1re armée blindée de la Garde roule jusqu'à la Baltique près de Kolberg (le 4 mars) puis longe la côte jusqu'à Gottenhafen, Rokossovski se chargeant de Danzig. Les villes encerclées tombent tardivement : Schneidemühl le 14 février, Kolberg le 17, Posen le 23, Gottenhafen le 28 mars, Küstrin le 29, Glogau le 1er avril et Stettin le 26.
Le 30 mars, Joukov est à Moscou, sur convocation de Staline, inquiet de la rapide progression des Anglo-Saxons à l'ouest, lui demandant : « Quand nos troupes peuvent-elles attaquer ? » « Pas plus tard que dans deux semaines. » Lors de la réunion du 1er avril avec Koniev et Joukov, Staline trace sur la carte la ligne de démarcation entre les deux fronts jusqu'à Lübben (au sud de Berlin) mais pas plus loin, mettant ainsi en concurrence les deux maréchaux pour la prise de la capitale. Selon Chtemenko, Staline aurait rajouté « Que le premier des deux qui perce prenne Berlin. » Mais Joukov manque de temps : il faut regrouper ses forces, les approvisionner (deux lignes ferroviaires sont rétablies fin mars) et planifier l'assaut. Du 5 au 7 avril, il rassemble ses chefs d'armée et de corps à son QG, installé au château de Tamsel (au nord-est de Küstrin), utilisant notamment une maquette de Berlin. Le plan de Joukov prévoit une attaque frontale à partir de la tête de pont sur la rive gauche de l'Oder (comprenant Kienitz et Reitwein, mais pas Francfort-sur-l'Oder). L'assaut doit se faire de nuit, deux heures avant l'aube, éclairé par 143 projecteurs de DCA ; ensuite, quatre armées doivent passer au nord de Berlin (61e, 1re polonaise, 47e et 3e) pour rejoindre l'Elbe de Havelberg à Tangermünde (à l'ouest) ; la 2e armée blindée de la Garde doit entrer par les faubourgs nord-est, deux armées (5e choc et 8e de la Garde) par l'est de l'agglomération, la 1re armée de chars de la Garde par la banlieue sud-est et deux armées (69e et 33e) jusqu'à Zossen, épaulées par trois armées du 1er front ukrainien (3e de la Garde, 3e et 4e de chars de la Garde) qui ont pour objectifs Potsdam et Brandebourg (au sud-ouest). Les hauteurs de Seelow doivent être prises dès le premier jour, la banlieue atteinte au 4e jour, l'encerclement réalisé au 6e jour et l'Elbe atteinte au 15e, soit le 1er mai (le jour de la fête des travailleurs). En face, c'est la 9. Armee allemande reconstituée avec des fonds de tiroirs (Volkssturm, Luftwaffe, policiers, marins, écoles militaires, Jeunesses hitlériennes, convalescents, Reichsarbeitsdienst, etc.) et le général Busse (l'ancien chef d'état-major de Manstein) à sa tête ; la supériorité soviétique est de six pour un en chars, sept en infanterie, dix pour l'aviation et onze en artillerie, le tout s'entassant dans la tête de pont (il y a environ 300 canons par km de front).
Les habituelles reconnaissances en force sont menées par les Soviétiques les 14 et 15 avril 1945, prenant la ligne avancée allemande et déminant les accès. Le 16 à 4 h du matin, Joukov, qui est au PC de la 8e armée de la Garde de Tchouïkov, lance son premier front biélorusse à l'attaque : après 30 minutes de préparation d'artillerie (massive avec plus de 15 000 canons, mortiers et katiouchas, mais inefficace car les deux premières lignes allemandes ont été majoritairement évacuées pendant la nuit), les projecteurs s'allument (aveuglant tout le monde à cause des poussières soulevées par les obus) et l'assaut démarre derrière un double barrage roulant d'artillerie. Mais il s'arrête devant la troisième ligne allemande, s'enlisant dans la vallée (l'Oderbruch, un ancien marécage), aux champs inondés et largement minés, au pied des hauteurs de Seelow (de 40 à 50 m plus haut) d'où les batteries allemandes tirent sur les unités soviétiques alors à découvert. Vers midi, Joukov téléphone à Staline, qui lui annonce la percée de Koniev sur la Neisse. Joukov décide alors d'engager la 1re armée blindée de la Garde pour prendre la ligne de crêtes, d'où un énorme embouteillage avec les unités de la 8e armée de la Garde vers 16 h ; l'assaut blindé, limité à des routes surélevées, échoue face aux antichars allemands. Ce premier jour, l'avance se limite à quatre (69e) jusqu'à dix km (5e choc), malgré la consommation de 1,23 million d'obus par l'artillerie soviétique. Au soir, Joukov fait son rapport à Staline par téléphone, puis ce dernier lui annonce qu'il va donner ordre à Koniev d'attaque Berlin par le sud. L'attaque de Joukov est relancée le 17 avril à 6 h du matin, grignotant les positions allemandes : Si Wriezen et Neuhardenberg résistent encore, Seelow est prise, ce qui permet aux Soviétiques de se déployer sur le plateau. Le 18, les deux armées blindées de la Garde attaquent péniblement au sud. Mais les troupes de Joukov débouchent le 19, prennent Müncheberg et avancent plus rapidement vers l'ouest.

### Berlin (1945)
Le 20 avril 1945 à 19 h 45, le chef du 1er front ukrainien envoie un nouvel ordre à ses deux armées blindées (3e et 4e de la Garde) : « Les troupes du maréchal Joukov sont arrivées à 10 km à l'est de Berlin. J'ordonne que vous entriez ce soir même les premiers dans Berlin. Tenez-moi informé de l'exécution. [signé] Koniev, Krainioukov. » À 21 h 50 le même jour, le chef du premier front biélorusse envoie ce télex à ses deux armées blindées (1re et 2e de la Garde) : « L'armée de chars de la Garde reçoit la mission historique d'entrer la première dans Berlin et d'y hisser la bannière de la Victoire. Je prends personnellement en charge l'exécution et l'organisation. Envoyez la meilleure brigade de chaque corps vers Berlin et assignez-leur la mission d'être coûte que coûte, aux lisières de Berlin le 21 avril à 4 h. J'entends recevoir alors un rapport immédiat afin de pouvoir annoncer l'événement au camarade Staline et le faire publier par la presse. Signé : Joukov, Téléguine (en). » Bien qu'aucun des deux ordres ne soit réalisable ce soir-là, la course au Reichstag est lancée.
Joukov modifie son plan : la 61e armée doit protéger le flanc droit en s'alignant le long du canal de Finow (reliant la Havel à l'Oder) ; la 1re armée polonaise doit aller jusqu'à Oranienbourg ; la 47e armée doit éviter Berlin par le nord et aller se positionner de Tegel à Potsdam (à l'ouest, derrière la Havel) ; la 2e blindée de la Garde doit entrer dans le nord de l'agglomération berlinoise par Pankow ; la 3e choc dans le nord-est par Weißensee ; la 5e choc dans l'est par Karlshorst et la Frankfurter Allee ; la 1re armée de chars de la Garde et la 8e armée de la Garde doivent foncer sur la Reichsstraße 1 (de) jusqu'au Ring, puis doivent traverser la Spree et la Dahme pour rejoindre la Havel et encercler tout le sud ; les 3e, 69e et 33e armées doivent participer à l'encerclement des débris en fuite de la 9. Armee.
Le 21 avril, les armées de Joukov entrent dans le Groß-Berlin par le nord et le nord-est ; mais celles de Koniev font de même au sud à partir du 22, sans aucune coordination entre les fronts (théoriquement assurée par la Stavka). Le 23, la 8e armée de la Garde (de Tchouïkov) entre à son tour dans les faubourgs orientaux, tandis que la 3e armée blindée de la Garde (de Rybalko) est arrêtée sur le canal de Teltow. Le 24 au matin, ces deux armées (8e Garde et 3e blindée de la Garde) se rencontrent près de l'aéroport de Schönefeld (au sud-est de Berlin) : la 9. Armee est désormais isolée dans une poche entre Storkow et la Spreewald (très peu d'Allemands réussissent à s'enfuir vers l'ouest lors de la bataille de Halbe). Au soir, alors que Tchouïkov engage son armée dans Rudow (dans le district de Neukölln), il reçoit un coup de téléphone de Joukov, qui demande abruptement : « De quelle source tenez-vous que les troupes du maréchal Koniev sont arrivées à Berlin par le sud ? » « Des unités de la gauche du 28e corps ont pris contact à six heures avec la 3e armée blindée de Rybalko près de l'aérodrome de Schönefeld. » « Qui les a vues ? Qui vous l'a dit ? » « Le commandant du corps, le général Ryjov. » Joukov lui ordonne alors d'envoyer des officiers au sud du Ring pour identifier les unités du 1er front ukrainien qui sont arrivées et leurs missions. Dans la nuit du 24 au 25, Staline change la limite entre les deux fronts : désormais elle passe par Lübben, Teupitz, Mittenwalde, Mariendorf et la gare d'Anhalt, ce qui met le Reichstag dans le prolongement du secteur de Koniev. Le 25, le colonel-général Mikhaïl Malinine (le chef d'état-major de Joukov) donne l'ordre suivant au 7e corps de cavalerie de la Garde (qui épaule la 47e armée au nord-ouest de Berlin) : « Le 6e corps mécanisé du 1er front ukrainien approche de la ville de Brandebourg par le sud-est. Le commandant du front ordonne : envoyez immédiatement une division de cavalerie avec une brigade blindée vers le sud avec la mission de prendre Brandebourg avant l'entrée du 6e corps mécanisé au matin du 25 avril. » Sauf que le 6e corps mécanisé de la 4e armée blindée de la Garde (de Leliouchenko) a déjà pris la ville pour Koniev, ce dernier en informant Staline dès 1 h du matin. La jonction à l'ouest se fait le 25 au matin, à Ketzin/Havel.
Le 25 avril, Joukov ordonne à ses 8e Garde et 1re blindée de la Garde d'attaquer vers le nord-ouest en passant par le district de Tempelhof, ce qui coupe la route à Koniev (la B 96). Le 26 au matin, Tchouïkov prend la station de Papestraße sur l'anneau du S-Bahn, encore un peu plus à l'ouest. Le même jour, le 9e corps mécanisé (dépendant de la 3e armée blindée de la Garde) de Koniev subit un bombardement aérien par des avions soviétiques, sans pouvoir identifier l'unité. Au nord-ouest, la 2e armée blindée de la Garde a atteint Siemensstadt, qu'elle met quatre jours (du 25 au 28) à conquérir. Dans l'après-midi du 25, Joukov annonce à Staline que ses unités (à la limite entre les 3e et 5e armées de choc) ont atteint l'Alexanderplatz, en plein centre-ville. Le 26, les hommes de Tchouïkov borde le Landwehrkanal, continuant vers le nord-ouest jusqu'à l'église des Douze-Apôtres (de) (dans le district de Schöneberg), soit devant le 9e corps mécanisé qui combat dans Schöneberg, d'où des tirs fratricides : le 28 au petit matin, la moitié de la préparation d'artillerie de la 3e armée blindée tombe sur la 8e armée. Le 28 avril à 20 h 45, Koniev contact Joukov par télex, lui demandant d'infléchir la marche de Tchouïkov ; Joukov ne répond pas, mais envoie un rapport à Staline à 22 h, se plaignant : « La poussée des troupes de Koniev dans le dos de la 8e armée de la Garde et de la 1re armée blindée de la Garde a conduit à un grand désordre et à un mélange des unités, qui ont rendu particulièrement difficile la conduite du combat. [...] Je vous prie par la présente d'établir une limite entre les troupes des deux fronts, ou plutôt de m'autoriser à écarter de Berlin les troupes du 1er front ukrainien. »

La bannière de la Victoire, celle sur la photo du Reichstag : de fusiliers, distinguée par l'ordre de Koutouzov 2e classe, honoré du titre de division d'Idritsa, de fusiliers, 3e armée de choc, 1er front biélorusse.

En fait dès 21 h 20 le 28, la Stavka annonce que la nouvelle limite entre les deux passe désormais par la station Tempelhof, la place Victoria-Louise, puis les stations Savignyplatz (de), Charlottenburg et Westkreuz, ce qui exclut Koniev du district de Tiergarten (alors que les troupes de Rybalko sont arrivées à la gare du zoo). La compétition pour le Reichstag se fait à partir du 29 avril entre la 3e armée de choc, qui arrive du nord par Moabit, et la 8e armée de la Garde qui arrive du sud par la Potsdamer Platz, la première arrêtée par le pont Moltke (de), la seconde par le siège de la Gestapo. Le 30 avril à 22 h 40, un drapeau rouge est planté sur le fronton du Reichstag par des casse-cous de la 150e division de fusiliers (du 39e corps de la 3e armée de choc), alors que les combats à l'intérieur du bâtiment se poursuivent jusqu'au 2 mai à 13 h (la photo Le Drapeau rouge sur le Reichstag, prise par Evgueni Khaldeï, date du 2 mai).

### Capitulations allemandes
Le 30 avril 1945, par radio, la Chancellerie allemande demande un cessez-le-feu pour négocier. Le 1er mai à 3 h 50, le général Krebs (chef d'état-major de l'OKH, russophone car ancien attaché militaire à Moscou de 1936 à 1939) arrive au PC de la 8e armée de la Garde, où Joukov délègue son chef d'état-major Sokolovski pour négocier. Krebs leur annonce le suicide de Hitler la veille et propose de négocier la paix. Joukov téléphone à Kuntsevo et fait réveiller Staline : « Ce qui devait arriver à ce salaud lui est arrivé. Dommage que nous n'ayons pu le prendre vivant. Où est son cadavre ? » « D'après ce que dit le général Krebs, le cadavre a été brûlé sur un bûcher. » « Dites à Sokolovsky qu'il n'y aura pas de négociations, sauf pour une reddition sans conditions, avec Krebs ou avec aucun autre membre de la bande d'Hitler. » Krebs est ensuite raccompagné, puis les combats reprennent à partir de 10 h 40. Le 2 mai au matin, le général Weidling présente à Tchouïkov et Sokolovski la capitulation de ce qui reste de la garnison de Berlin ; le cessez-le-feu est prévu pour 13 h, effectif quelques heures plus tard. Dans l'après-midi, Joukov va à la Chancellerie, où le SMERSH interdit l'accès aux caves, au Führerbunker et au jardin (ils trouvent les restes du cadavre de Hitler le 5 et l'évacuent en secret) ; Hans Fritzsche est interrogé devant lui, racontant les derniers jours. À Moscou, 24 salves sont tirées par 324 canons en l'honneur des deux fronts ayant pris la capitale adverse.
Le 3 mai, Joukov visite les ruines du Reichstag, gravant son nom sur une des colonnes (au milieu d'une centaine d'autres). Le 7 mai, Staline lui annonce par téléphone la reddition allemande à Reims, au QG des occidentaux, ce qui ne convient pas : « C'est le peuple soviétique qui a porté sur ses épaules la plus grande partie du poids de la guerre. La capitulation doit donc être signée devant le commandement supérieur de tous les pays de la coalition antihitlérienne [...]. » Le dirigeant décide donc qu'un second acte de reddition doit être signé, à Berlin. « Vous êtes nommé représentant du commandement suprême des troupes soviétiques. Vychinski vous rejoint dès demain. Après la signature de l'acte, il restera à Berlin en qualité d'adjoint au haut-commissaire chargé des questions politiques. Vous êtes nommé haut-commissaire de la zone d'occupation soviétique en Allemagne et commandant en chef des troupes d'occupation soviétiques en Allemagne. »

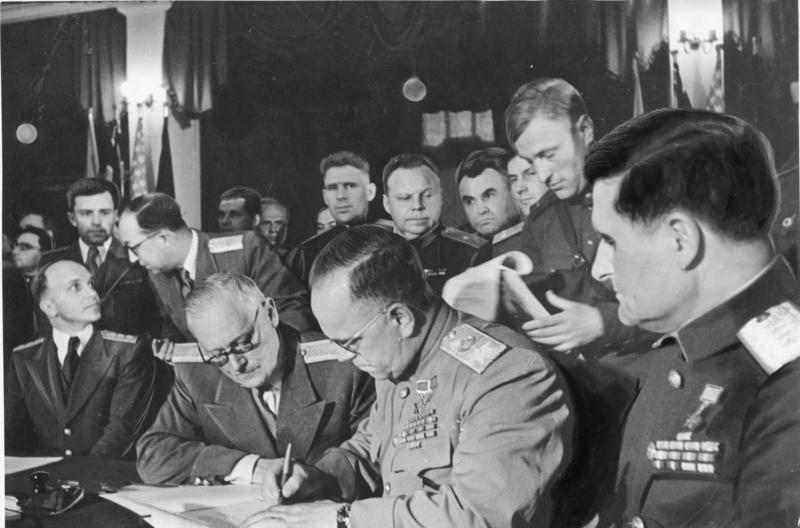
Joukov signant l'acte de capitulation allemande, avec Vychinski à gauche et Sokolovsky à droite.

Le 8 mai 1945, dans le bâtiment qui abritait le mess des officiers de l'école du génie de Karlshorst, où est désormais installée l'administration militaire soviétique, Joukov accueille à 23 h 45 les délégations britannique, américaine et française. Aux environs de minuit, la délégation allemande entre à son tour : Wilhelm Keitel salue de son bâton de maréchal et fixe Joukov. Une fois les Allemands assis, Joukov se lève, très droit et demande d'une voix forte (la salle est bruyante) et en russe : « Avez-vous pleins pouvoirs pour signer ? » Après avoir obtenu un Ya, Joukov met ses lunettes pour lire le texte de l'acte, puis on passe aux signatures des neuf exemplaires (trois en russe, trois en anglais et trois en allemand) : en haut de la dernière page le maréchal Keitel, l'amiral von Friedeburg et le général Stumpff (pour la Heer, la Kriegsmarine et la Luftwaffe), en dessous le maréchal Joukov (pour l'Armée rouge) avec l'Air chief marshal Tedder (pour les alliés occidentaux), enfin tout en bas comme « témoins » le général de Lattre et le général Spaatz. Une fois les Allemands sortis à 0 h 43 ce 9 mai, Joukov et ses généraux se congratulent joyeusement ; Joukov reprend la parole, évoquant les morts. Puis a lieu un grand banquet, avec des zakouski, du chtchi, de la vodka, Joukov dansant jusqu'à l'aube.
Après la capitulation allemande, Joukov devient le premier commandant de la zone d'occupation soviétique. Le 10 juin 1945, il retourne à Moscou pour préparer le défilé de la victoire de 1945. Le 24 juin, Staline le nomme commandant en chef du défilé. Après la cérémonie, dans la nuit du 24 juin, Joukov se rend à Berlin pour reprendre son commandement.
En mai 1945, Joukov signe trois résolutions visant à améliorer les conditions de vie dans la zone d'occupation soviétique : le 11 mai, fourniture de nourriture (résolution 063) ; 12 mai, restauration du secteur des services publics (résolution 064) ; 13 mai, approvisionnement en lait pour les enfants (résolution 080). Joukov demande au gouvernement soviétique de transporter d'urgence à Berlin 96 000 tonnes de céréales, 60 000 tonnes de pommes de terre, 50 000 bovins et des milliers de tonnes d'autres denrées alimentaires, telles que du sucre et de la graisse animale. Il ordonne à ses subordonnés de « haïr le nazisme mais de respecter le peuple allemand » et de faire tous les efforts possibles pour rétablir et maintenir un niveau de vie stable pour la population allemande.

## Après-guerre

### Apothéose (1945)
Le 19 mai 1945, Joukov est de retour à Moscou. Le soir, il est reçu à dîner avec tous les autres maréchaux et les chefs du Parti, au Kremlin, dans la salle Georgievsky décorée aux couleurs de saint Georges (rayures noires et orange) ; Molotov porte le premier toast aux militaires, mettant Staline en tête, qui à son tour dédie le sien aux « grands capitaines de la guerre », Joukov en tête. Le 31 mai, Staline le nomme représentant de l'Union soviétique au Conseil de contrôle allié, l'institution chargée d'administrer les zones d'occupation. Le 1er juin, Joukov est fait pour la troisième fois héros de l'Union soviétique pour la prise de la capitale adverse. La première réunion a lieu à Berlin le 5 juin, avec Eisenhower, Montgomery et de Lattre, les trois autres commandants en chef des armées d'occupation : si l'Américain lui annonce qu'il a été fait Chief commander de la Legion of Merit par le président Trumann, le Soviétique le fait attendre trois heures à Wendenschloss (de) avant de venir signer la déclaration commune, le temps que Moscou donne son accord. La fin d'après-midi se termine par un grand banquet, mais Eisenhower repart pour Francfort dès le premier toast.

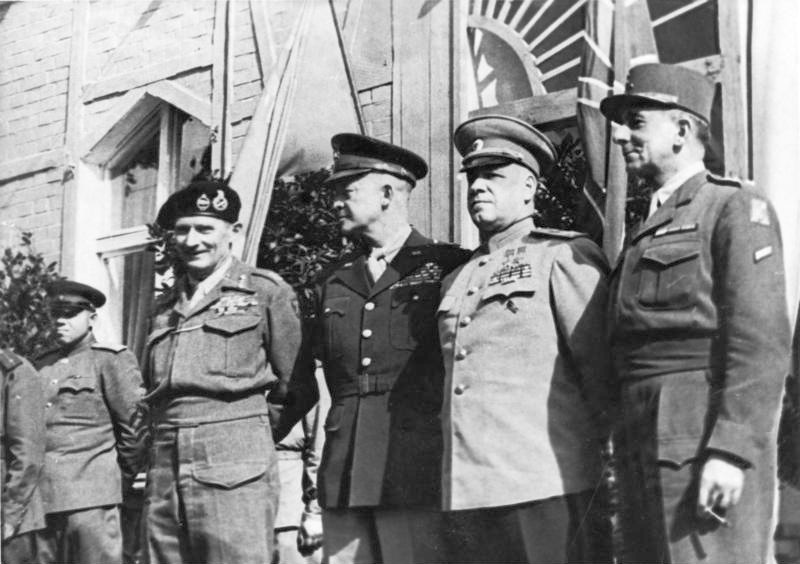
Les commandants suprêmes alliés à Berlin le 5 juin : de gauche à droite, Montgomery, Eisenhower, Joukov et de Lattre.
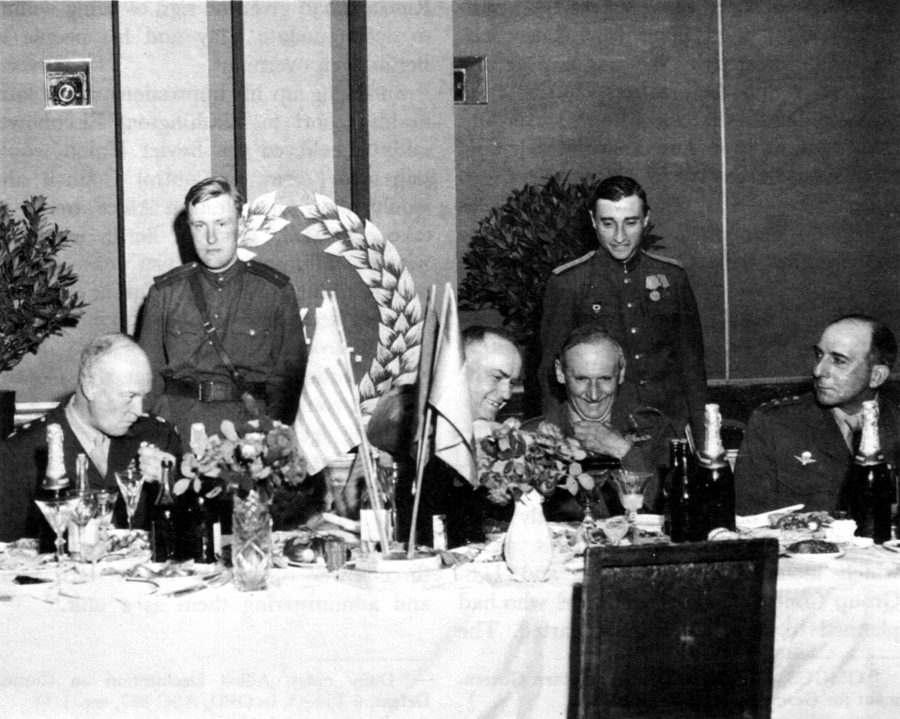
Joukov sert le premier toast le 5 juin : Eisenhower part peu après.
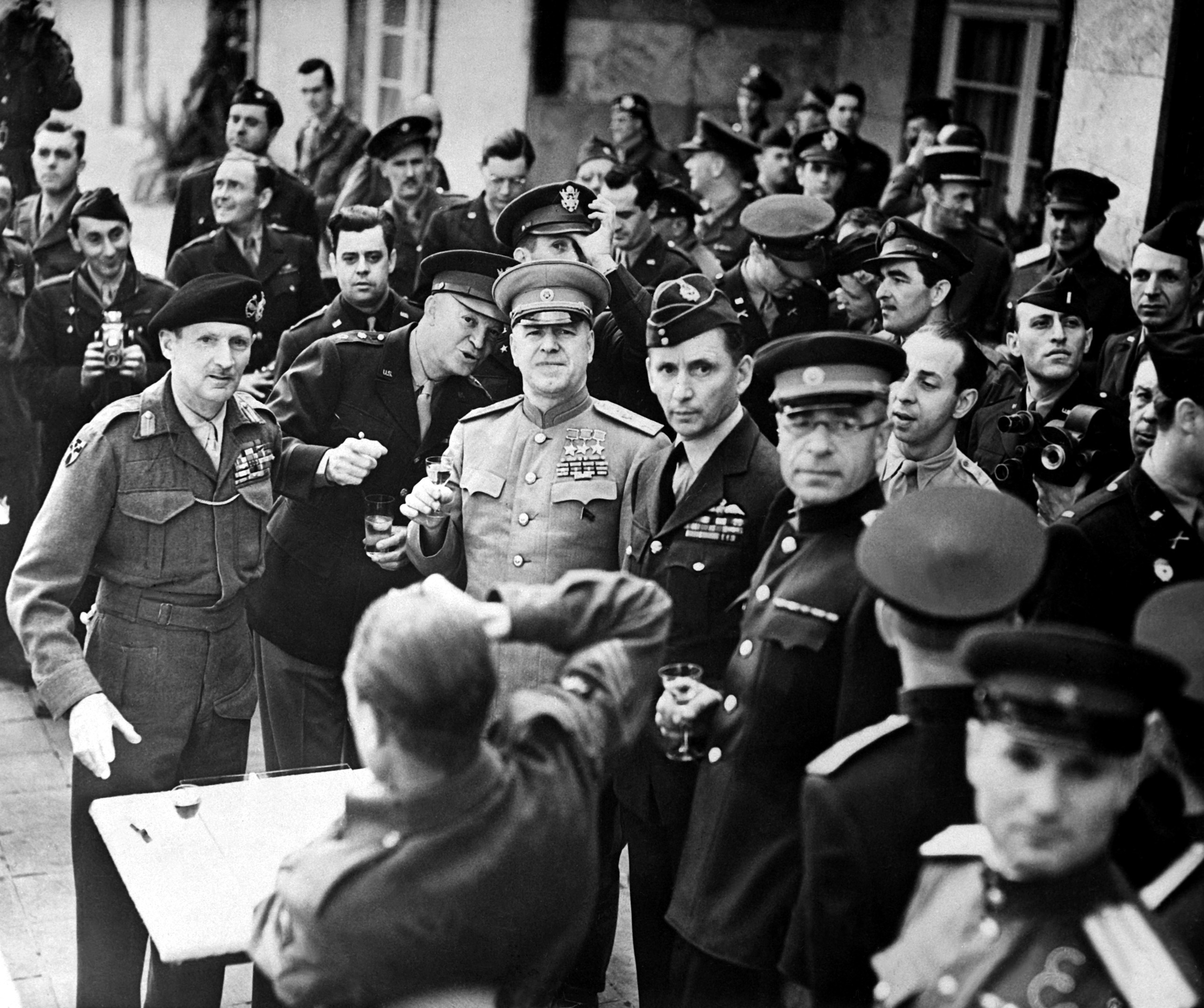
Nouveau toast à Francfort le 10 juin, Joukov ayant décoré Ike et Monty de l'ordre de la Victoire ; à sa gauche, Arthur Tedder.

Le 7 juin, Harry Hopkins, le conseiller diplomatique des présidents Roosevelt puis Truman, est de passage à Berlin et rencontre longuement Joukov : il lui annonce la tenue prochaine d'une conférence interalliée dans la capitale occupée ; elle est finalement organisée à Potsdam sur recommandation de Joukov (Berlin étant en ruine et la population affamée), mais ce dernier n'y participe pas. Plus tard le 7, Joukov donne une conférence de presse internationale dans sa résidence (au bord de la Wannsee), avec Vychinski à ses côtés : Alexander Werth (correspondant du Sunday Times) lui demande « Que pensez-vous de la déclaration allemande selon laquelle vous avez appris l'art militaire auprès de la Wehrmacht ? » Joukov répond « Laissons les Allemands dire ce qu'ils veulent. J'ai toujours étudié l'histoire militaire, la stratégie et la tactique, l'art de mener les opérations et j'ai toujours considéré, et je considère encore, que notre art opératif est supérieur à l'art militaire allemand. Cette guerre vient de le prouver de manière incontestable. » Un autre journaliste du nom de Parker : « Le maréchal Staline a-t-il participé de façon quotidienne aux opérations que vous avez dirigées ? » Joukov : « Le maréchal Staline a dirigé personnellement tous les secteurs de la lutte de l'Armée rouge contre les Allemands, y compris, en détail, les opérations dont j'ai eu la charge. » Le 10 juin, Joukov est reçu au quartier-général américain à Francfort, Eisenhower lui dédiant un toast : « To no one man do the United Nations owe a greater debt than to Marshal Zhukov » (en français : « A aucun homme les Nations Unies ne doivent elles plus qu'au Maréchal Joukov »).

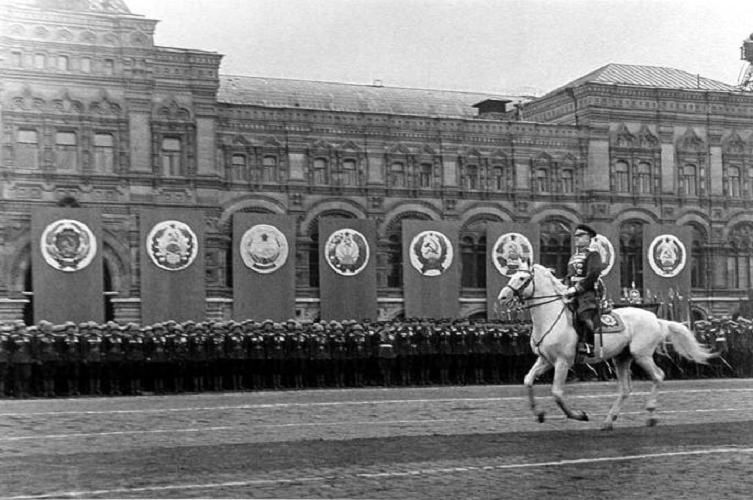
Le maréchal Joukov inspectant les troupes sur son cheval blanc au début de la parade de la Victoire le 24 juin 1945.

Selon Joukov, il est convoqué par Staline le 18 ou le 19 juin ; ce dernier lui annonce qu'il l'a choisi pour passer en revue la grande parade militaire qui est en préparation à Moscou : « Je suis trop vieux pour passer des troupes en revue. Faites-le, vous êtes plus jeune. » Toujours selon les Mémoires de Joukov, dans un des passages censurés sous Brejnev, le fils de Staline, Vassili, aurait avoué à voix basse à Joukov qu'en fait son père, pas très bon cavalier, venait de tomber de cheval lors d'un entraînement avec le cheval blanc prévu pour le défilé. Selon Rokossovski, tous les maréchaux ont proposé le rôle à Staline, qui aurait répondu « Celui qui va recevoir la parade doit entrer sur la place Rouge à cheval. Et moi, je suis trop vieux pour le faire. [...] C'est notre tradition d'entrer à cheval sur la place Rouge. C'est une tradition. Nous avons deux maréchaux cavaliers : Joukov et Rokossovski. Laissons à l'un de commander la parade et à l'autre de la recevoir. » Les jours précédant la parade, Joukov s'inquiète de son embonpoint, il s'entraîne avec Koumir (« idole », l'étalon arabo-Don-kabardin (tersk) blanc sélectionné sur ordre de Boudienny) et répète son discours plusieurs fois devant sa femme et ses filles.
Le 24 juin 1945 à 10 h précise, sous le crachin, Gueorgui Konstantinovitch Joukov sort du Kremlin à cheval par la porte de la tour Spasskaïa (la tour du Saint-Sauveur) suivi par le major-général Piotr Zelensky, puis ils traversent la moitié de la place Rouge au galop, tandis que 1 400 musiciens jouent Sois glorifié de Glinka. Arrivé au pied du mausolée de Lénine, le maréchal Rokossovski et le lieutenant-colonel Klykov, sur deux chevaux noirs, les saluent. Le quatuor passe ensuite en revue les détachements, qui poussent chacun à son tour un puissant « hourra ! » Puis, Joukov descend de son cheval et monte à la tribune pour lire, entre Kalinine et Malenkov, son discours, qui se termine par :

« Si nous avons gagné, c'est parce que nous avons été dirigés par notre grand Vojd, par notre génial capitaine, le maréchal de l'Union soviétique Staline !
Gloire à notre peuple soviétique, au peuple libérateur ! Gloire à l'inspirateur et organisateur de notre victoire, au grand Parti de Lénine et Staline ! Gloire à notre Vojd, au sage capitaine, maréchal de l'Union soviétique, le grand Staline ! Hourra ! »

L'hymne soviétique est ensuite joué, accompagné de salves d'artillerie, et enfin le défilé se déroule jusqu'à 13 h.

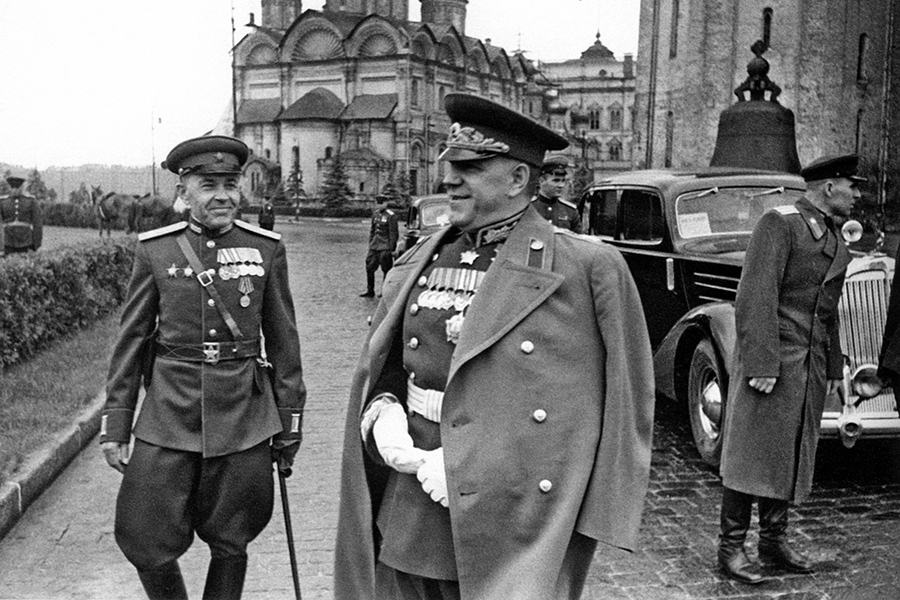
24 juin 1945, Joukov en grande tenue pour la parade de la Victoire, sa poitrine couverte de décorations : trois étoiles de héros, son ordre de la Victoire (un second lui est décerné en août), trois médailles de l'ordre de Lénine, deux de l'ordre du Drapeau rouge, etc. En cravate, l'étoile d'or à cinq diamants de héros de la République populaire mongole (en).
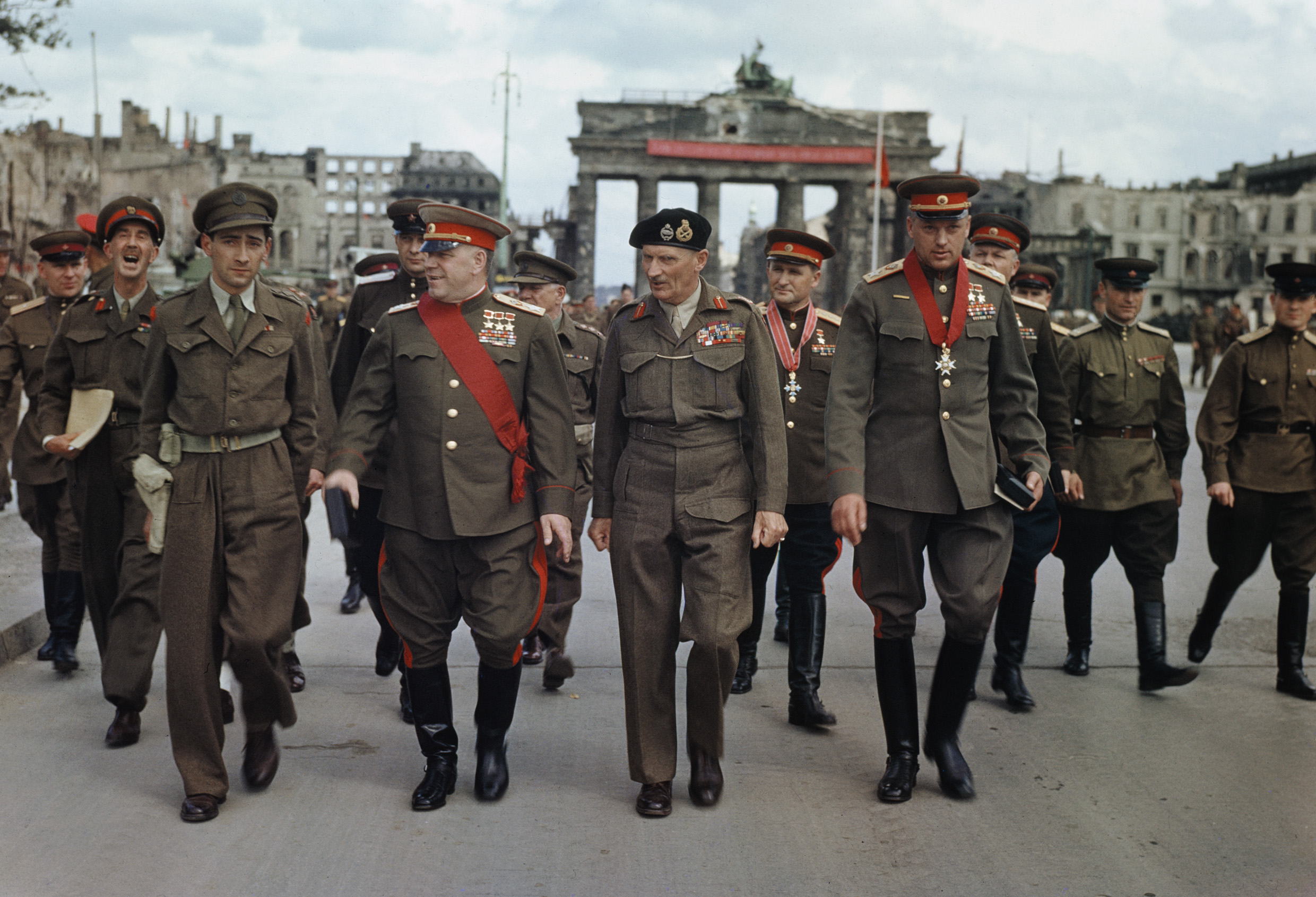
12 juillet 1945 : Montgomery (au centre de la photo) vient de décorer devant la porte de Brandebourg Joukov (à gauche, avec l'écharpe de chevalier grand-croix honoraire de l'ordre du Bain : GCB), Sokolovski (second rang derrière Monty, avec le ruban rose de l'ordre de l'Empire britannique : GBE) et Rokossovski (à droite, portant la GCB en sautoir).

Le 2 août, l'ambassadeur des États-Unis William Harriman remet à Joukov une invitation de Truman à venir lui rendre visite en Amérique. Du 11 au 17 août, Eisenhower est en visite à Moscou et Leningrad, rencontrant Staline : Joukov est chargé de l'accompagner partout. En octobre, ce dernier décline l'invitation des Américains pour raison de santé, puis, une seconde fois, pour surcharge de travail.

### Disgrâce (1946-1953)
À la fin de l'automne 1945, Joseph Staline décide de reprendre en main la situation, en une sorte de « purge douce », en s'en prenant à ses collaborateurs qui ont pris trop d'assurance et de pouvoir. Le premier à en faire les frais est Viatcheslav Molotov, qui fait son autocritique au début de décembre 1945 (sa femme Polina Jemtchoujina est arrêtée en 1948). Puis c'est au tour de Lavrenti Beria, qui perd son poste de ministre des Affaires intérieures le 29 décembre 1945.
Contre Gueorgui Malenkov et Gueorgui Joukov, Staline confie à Viktor Abakoumov, l'ancien chef du SMERSH et nouveau maître du MGB, le soin de monter de toutes pièces une accusation : l'« affaire des aviateurs ». Le maréchal de l'aviation Sergueï Khoudiakov est arrêté le 14 décembre 1945 (il est exécuté en 1950) ; sous la torture, il avoue être un espion britannique et dénonce ses « complices » : Alexandre Répine (ru) (ingénieur principal des forces aériennes) et Alexeï Chakhourine (ru) (commissaire du peuple à l'Industrie aéronautique). Ces deux derniers, arrêtés le 8 avril 1946 (et qui finissent au goulag), mettent en cause à leur tour le maréchal Alexandre Novikov, le commandant en chef de l'aviation. Novikov est arrêté le 23 avril 1946, torturé et après menace sur sa famille, il dénonce 74 personnes, ainsi que Malenkov et Joukov. Malenkov perd le secrétariat du Comité central du Parti le 4 mai 1946, tandis que Joukov est rappelé à Moscou début mars 1946 pour prendre le poste de commandant en chef des forces terrestres.
Le 1er juin 1946, au début d'une séance du Haut-Conseil militaire, Staline ordonne au secrétaire du conseil Sergueï Chtemenko (alors adjoint du chef de l'État-Major général) de lire devant les membres du Politburo et tous les maréchaux la « confession » du maréchal Novikov, dénonçant les marques d'irrespect de Joukov (qui aurait dit « Staline était et est resté un pékin ! ») et son autoglorification (s'attribuant presque toutes les victoires) ; les Mémoires évoquent quant à eux le regroupement autour de lui d'officiers mécontents, pour préparer un coup d'État. Staline lui demande ensuite de se justifier, puis lui annonce sa disgrâce. La directive du 9 juin 1946, signée par tous les présents au Haut-Conseil, rabaisse le rôle de Joukov dans toutes les batailles de la guerre.

#### Odessa (1946-1947)
Le 2 juin 1946, Joukov passe de la fonction de commandant en chef des forces terrestres à celle, subalterne, de commandant du district militaire d'Odessa, qui s'étend sur toute la moitié méridionale de l'Ukraine, où stationnent trois corps d'armée. Il prend son poste le 13 juin. Il inspecte, renforce la discipline et organise en septembre de grandes manœuvres à tirs réels. Il prend des vacances (les premières depuis neuf ans) avec son épouse Alexandra Dievna (ru) et ses filles à Sotchi, tout en poursuivant sa relation avec sa maîtresse Lida Zakharova.
En 1946, la ville d'Odessa, en ruine et à la population affamée, doit faire face à une vague de criminalité organisée sans précédent. Celle-ci est le fait en particulier d'une organisation surnommée « Chat noir » (черный кот), qui s'en prenait même aux entrepôts et trains des militaires. La milice étant dépassée, Joukov monte une opération du nom de code « mascarade » (Маскарад : Maskarada) où des petits groupes du GRU, déguisés en civils, sont disséminés à travers la ville pour abattre séance tenante les criminels. Les militaires quadrillent la ville, organisent des rafles parmi la pègre et font exécuter sans jugement les prisonniers dans les carrières qui entourent la ville. En quelques mois, la criminalité chute de 74 % dans le district d'Odessa comme le mentionne un rapport adressé à Staline. Les autorités civiles de la ville jugent ses méthodes « dictatoriales » et font appel à Nikita Khrouchtchev pour que Joukov soit muté. La série Lykvidatsia (Liquidation) de la télévision russe Canal Rossia diffusée en décembre 2007 raconte de manière romancée l'action de Joukov à Odessa. Les Mémoires de Joukov comme la biographie de Lopez ne mentionnent pas cet épisode.
Mais les poursuites ne s'arrêtent pas là. Le 23 août 1946, Nikolaï Boulganine, ministre adjoint de la Défense, informe Staline que les douaniers ont saisi à la frontière, près de Kovel, sept wagons chargés de 194 meubles appartenant au maréchal, venant d'Allemagne et qui devaient le rejoindre à Odessa. Le 21 juillet 1947, Joukov reçoit un blâme public pour avoir fait décorer la chanteuse Lidia Rouslanova de l'ordre de la Guerre patriotique.

#### Accusation de pillage (1948)
Staline autorise des perquisitions au domicile (rue Granovski à Moscou) le 5 janvier 1948 et dans la datcha (à Sosnovka) de Joukov dans la nuit du 8 au 9 janvier. De nombreux objets de luxe venant du pillage de l'Allemagne y sont saisis, le rapport de Viktor Abakoumov décrit la datcha comme un musée : au total, ce sont des dizaines de montres en or, plus de 60 tableaux, 323 pièces de fourrures (en lisant ça, Staline aurait dit « Il était fourreur, il l'est resté. »), 50 tapisseries, 740 couverts d'argent, beaucoup de tissus de velours et de soie, une vingtaine de fusils de chasse Holland & Holland, ainsi que des livres précieux (mais aucun en russe). Le 20 janvier 1948, sur rapport d'une commission présidée par Andreï Jdanov, le Bureau politique émet une résolution publique humiliante contre Joukov : « le camarade Joukov a commis des erreurs qui déshonorent le titre de membre du Parti et de commandant de l'armée soviétique. [...] maraudeur, [...] son inclination à la cupidité [...] comportement anticommuniste [...], un homme dégradé d'un point de vue politique et moral. » Le même document annonce son renvoi du poste de commandant du district militaire d'Odessa et qu'il doit rendre à l'État tous les biens qu'il se serait illégalement appropriés en Allemagne.
Le lendemain, un malaise cardiaque (une angine de poitrine ?) envoie Joukov à l'hôpital. Le 4 février 1948, il apprend son transfert à la tête du petit district militaire de l'Oural. La Pravda ne mentionne plus une fois son nom aux anniversaires de la Victoire. Ses amis sont aussi frappés dans le cadre de l'affaire des trophées : son chauffeur Boutchine lui est retiré en janvier 1948 et dégradé, puis il est arrêté le 27 avril 1950, torturé et accusé d'être un espion de la CIA. Le colonel Siomotchkine (un de ses officiers d'ordonnance), puis le général Constantin Téléguine (en) (son adjoint politique au premier front biélorusse) sont arrêtés (Téléguine le 24 janvier) et torturés. La chanteuse Lidia Rouslanova et son époux le lieutenant-général Vladimir Krioukov sont arrêtés le 18 septembre 1948 et condamnés au camp. Les généraux Vassili Gordov et S. D. Rybaltchenko (le chef d'état-major de Gordov), arrêtés dès le 12 janvier 1947, sont fusillés en août 1950 pour avoir vanté Joukov et critiqué Staline.

#### Isolement dans l'Oural (1948-1953)
Le 14 février 1948, Joukov s'installe à Sverdlovsk, le siège du district militaire de l'Oural. Ce district est un peu plus modeste que celui d'Odessa : loin de la frontière, seulement deux corps d'armée (soit six divisions) y sont stationnés. Il y rencontre tout de même le médecin militaire Galina Alexandrovna Semionova (ru), qui a 24 ans alors (née en 1926), dont il devient progressivement très amoureux, en faisant son médecin traitant et sa nouvelle maîtresse. Lida Zakharova, compréhensive, laisse la place, tandis qu'Alexandra Dievna (ru) reste dans l'ignorance. Galina accouche le 19 juin 1957 d'une fille, la quatrième de Gueorgui Konstantinovitch, Maria Georgievna Joukova.
Le film La Chute de Berlin, sorti en janvier 1950, met largement en valeur l'action militaire de Staline, mais un acteur jouant le rôle de Joukov fait quand même quelques brèves apparitions. En 1950, Joukov est autorisé à se présenter aux élections au Soviet suprême, devenant ainsi le député de Sverdlovsk. En juillet 1951, il fait partie d'une délégation en visite à Varsovie et y rencontre le maréchal Constantin Rokossovski.

### Retour (1953-1957)

#### Mort de Staline et de Beria (1953)
Le 3 mars 1953, Boulganine, qui est devenu vice-président du Conseil des ministres, appelle Joukov à Sverdlovsk et le convoque à Moscou, refusant de lui dire pourquoi. Arrivé dans la matinée du 5, on lui annonce qu'il est convoqué à une réunion plénière du Comité central. En début de soirée, au Kremlin, les 300 délégués apprennent que Staline est victime d'une hémorragie cérébrale et qu'il va mourir. Un nouveau gouvernement est immédiatement formé, proposé par le bureau du présidium et accepté par acclamation du Comité : Malenkov devient président du Conseil des ministres, Beria ministre de la Sécurité (regroupant le MVD et le MGB), Khrouchtchev secrétaire du Comité central du Parti, Molotov aux Affaires étrangères, Mikoyan au Commerce extérieur et Boulganine à la Défense, avec Joukov, Vassilevski et Kouznetsov comme adjoints. Staline meurt à 21 h 50 ; la nouvelle est annoncée à la radio le lendemain à 6 h. Le 9 mars 1953, Joukov fait partie de la garde d'honneur veillant le corps de Staline à la Maison des syndicats.
Mais les différents ministres se méfient de Beria, qui concentre trop de pouvoir. En juin 1953, ce dernier passant quelques jours en Allemagne à diriger la répression des émeutes de Berlin-Est, un complot se forme contre lui, mené par Khrouchtchev. Selon les Mémoires de Joukov, Boulganine le convoque avec cinq autres officiers dans le bureau de Malenkov, en présence de Molotov et Khrouchtchev ; Malenkov aurait dit : « Nous considérons que Beria est devenu un homme dangereux pour le Parti et pour l'État. Nous avons décidé de l'arrêter et de neutraliser tout le système de la Sécurité. Nous avons décidé de vous charger de l'arrestation de Beria. » Toujours selon Joukov, le 26 juin 1953, avec deux autres généraux, qui ont un pistolet en main, il intervient comme prévu lors d'une réunion : « Je me suis vite approché de Beria et lui ai dit d'une voix forte : Levez-vous, Beria ! Vous êtes arrêté ! Je l'ai pris par les bras, je les ai levés, j'ai fouillé ses poches. Il n'avait pas d'arme. [...] Beria a pâli et s'est mis à balbutier. Deux généraux l'ont amené dans la pièce arrière, où il a été fouillé scrupuleusement. » Puis, il faut faire sortir Beria du Kremlin, dont la garnison dépend de son ministère. « Nous l'avons allongé, bâillonné, sur le plancher de la voiture, entre les pieds de Serov, Batitski et Moskalenko. Nous avions vu juste – la garde nous a salués et ne nous a pas arrêtés. Du Kremlin, nous sommes partis directement à une cellule de la garnison. Sa garde renforcée se composait d'officiers. Le lendemain, Beria a été transféré dans l'abri de la cour intérieure de l'état-major du district militaire de Moscou. » Selon Malenkov et Khrouchtchev, c'est le général de l'Armée Moskalenko, commandant la défense antiaérienne de Moscou et chef par intérim du district militaire de Moscou, qui organise l'arrestation de Beria et qui obtient que Joukov en fasse partie ; sur ordre de Boulganine, deux divisions de l'armée (la 4e blindée Kantemirovskaya de la Garde et la 2e de fusiliers motorisée Tamanskaya de la Garde) sont déployées dans Moscou par sécurité. Beria est exécuté ensuite, selon les versions en juin ou en décembre 1953.

#### Vice-ministre de la Défense (1953-1955)
Joukov reste un des adjoints du ministre de la Défense Nikolaï Boulganine, devenant membre complet (il n'était que membre suppléant) du Comité central du Parti. Un buste lui est élevé à Ougodski Zavod, la ville à côté de son village natal, inauguré le 3 décembre 1953 en présence de ses filles Era (son aînée, née en 1928) et Ella Joukova (sa 3e fille, née en 1937). Il fait venir sa maîtresse Galina Alexandrovna Semionova (ru) à Moscou, lui obtenant un appartement rue Gorki et un poste (elle est colonel du Corps médical soviétique) à l'hôpital militaire Bourdenko (à Lefortovo), tout en faisant enregistrer son mariage avec Alexandra Dievna Joukova (ru) à l'état civil.
Le problème militaire du moment concerne les armes nucléaires, notamment leur usage tactique, dans un contexte où les États-Unis maintiennent une avance importante. À l'automne 1953, Joukov assiste à un exercice dirigé par le maréchal Ivan Koniev simulant (sans explosion) une attaque nucléaire contre les unités du district militaire des Carpates. Mais le ministère de la Défense est perplexe : comment réagissent les militaires et le matériel à une explosion atomique ? Peut-on combattre et communiquer en zone radioactive ? En conséquence, Joukov fait organiser l'opération « boule de neige » (Снежок : Snejok), avec comme scénario l'attaque d'une position adverse utilisant une arme nucléaire pour se défendre. Un total de 44 000 hommes est rassemblé sur le terrain de manœuvre de Totskoïe (à 13 km de la base aérienne de Totskoïe, ou Totski ou Totskoye), dans l'oblast d'Orenbourg (au sud de l'Oural), avec notamment toute la 270e division de fusiliers, des chars, des transports blindés et des avions. Assistent comme spectateurs (à dix km) Khrouchtchev, Boulganine, Koniev, Vassilievski, Malinovski, Rokossovski et Joukov. Le 14 septembre 1954, un Tupolev Tu-4 largue une bombe type RDS-4 qui explose à 9 h 34 à environ 350 mètres d'altitude, soufflant les casquettes des observateurs. Puis vers midi les unités mécanisées, équipées de dosimètres, de lunettes de protection et de masque à gaz sont déployées sur le terrain, certaines jusqu'à 500 m de l'épicentre. La conclusion est que les forces conventionnelles peuvent se battre malgré l'emploi d'armes nucléaires : il faut rendre les véhicules parfaitement étanches et diluer encore plus les formations. Peu après, le commandement des forces nucléaires passe du ministère de l'Intérieur (Beria avait coordonné le projet atomique soviétique) à celui de la Défense.

#### Ministre de la Défense (1955-1957)

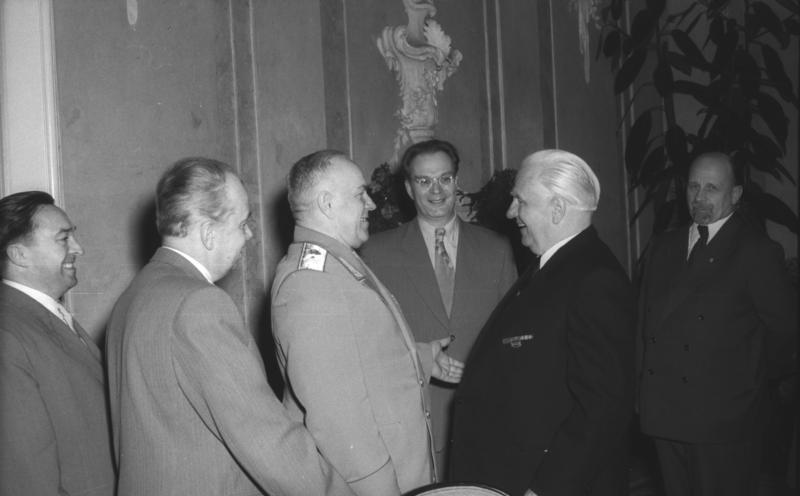
Une délégation soviétique, menée par Joukov (à gauche : Nikolaï Mikhaïlovitch Pegov et Mikhail Pervoukhine), est reçue par le président de la RDA Wilhelm Pieck (Walter Ulbricht est à droite) au château de Schönhausen le 6 mai 1955 pour le dixième anniversaire de la « libération du peuple allemand du fascisme par l'Armée soviétique ».

En janvier 1955, Nikita Khrouchtchev obtient la démission de Gueorgui Malenkov, nommant à sa place Nikolaï Boulganine comme président du Conseil des ministres. Joukov obtient ainsi, le 7 février le poste de ministre de la Défense. Dans le même temps est créé le Conseil général de défense de l'URSS, dont Khrouchtchev devient président : ce dernier devient le chef suprême des forces armées soviétiques. Joukov soutien souvent Khrouchtchev, qui poursuit la déstalinisation, contre Molotov, qui mène plus ou moins les derniers staliniens. Il assiste au XXe congrès du Parti, du 14 au 24 février 1956, pendant lequel il monte à la tribune le 18 : c'est le seul militaire à y prendre la parole. Joukov apprécie tellement le discours de Khrouchtchev sur le culte de la personnalité qu'il est chargé par celui-ci d'un rapport sur le rôle de Staline pendant la guerre.
En tant que ministre, Joukov rétablit en juin 1955 l'allocation financière liée aux décorations militaires (concernant 1,5 million de personnes), que Staline avait supprimée en 1948. Il propose en 1955 la construction de statues monumentales dans les « villes-héros » de Léningrad, Stalingrad (la statue de la Mère-Patrie), Sébastopol et Odessa ; Mourmansk et Kiev se rajoutent ensuite, avec constructions progressives jusque dans les années 1980. Il organise une commission qui obtient en avril 1956 du Comité central la fin des persécutions contre les 1,8 million de militaires qui avaient été prisonniers des Allemands (considérés comme traîtres à la Patrie), avec payement des arriérés de solde. En janvier 1957, Joukov obtient la réhabilitation, posthume, du maréchal Mikhaïl Toukhatchevski (exécuté en 1937), puis en juillet celle du général de l'Armée Dmitri Pavlov (exécuté en 1941).
En 1955, il fait rétablir le commandement des forces terrestres (aboli par Staline en 1950), qu'il confie à Ivan Koniev, au même titre que l'aviation, de la marine et de la défense antiaérienne ; il crée aussi le poste de vice-ministre de la Défense pour les missiles stratégiques, confié à Mitrofane Nedeline ; c'est sous son ministère que Baïkonour (en 1955) et Plessetsk (en 1957) sont choisis comme polygone de tir (que les Soviétiques appelleront ensuite des « cosmodromes ») des lanceurs spatiales et missiles intercontinentaux.

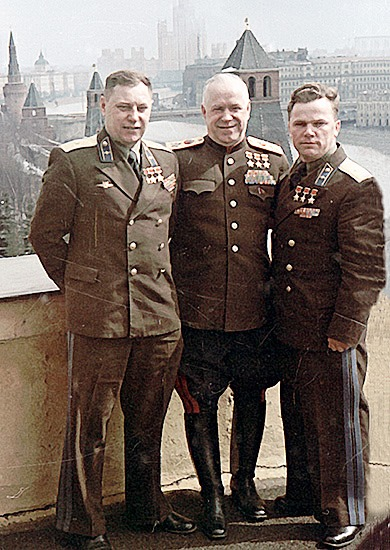
Joukov en novembre 1957, avec les deux meilleurs as de la chasse soviétique, les majors-généraux Alexandre Pokrychkine (à gauche) et Ivan Kojedoub (à droite), portant chacun leurs trois étoiles de héros de l'Union soviétique.

Le 29 octobre 1955, le cuirassé Novorossiysk coule après avoir déchiré sa coque sur une mine allemande oubliée en rade de Sébastopol (611 morts) : la « tornade Joukov » (selon le terme de Jean Lopez) frappe alors ceux jugés incompétents, renvoyant un quart du haut-commandement de la marine, notamment Nikolaï Guerassimovitch Kouznetsov qui est rétrogradé du rang d'amiral de la Flotte à celui de vice-amiral et mis à la retraite. C'est aussi un prétexte pour réduire le rôle de la marine dans les forces armées soviétiques. Dans l'Armée de terre, face au grand nombre de manquements à la discipline, accidents, crimes et cas d'alcoolisme qui marquent les forces armées soviétiques, Joukov fait diffuser l'ordre no 0090 du 12 mai 1956, qui renforce l'autorité du commandant militaire face à son officier politique (à qui il est désormais interdit de critiquer l'action militaire des commandants), ordonne aux officiers de rétablir une stricte discipline (dont ils sont responsables), d'augmenter le nombre et l'instruction des sous-officiers, d'interdire la vente d'alcool dans les casernes, etc. Cet ordre vaut à Joukov l'opposition de la Direction politique principale de l'Armée soviétique (GlavPUR). Dans le but d'améliorer la qualité des forces armées, il est favorable à la réduction des effectifs (qui passent de 4,8 millions d'hommes en 1955 à trois millions en 1957) et à la réduction de la durée du service militaire.
Son poste de ministre de la Défense donne à Joukov un petit rôle dans la guerre froide. Le 14 mai 1955, c'est lui qui signe pour l'Union soviétique à Varsovie au palais Koniecpolski l'alliance militaire appelée le pacte de Varsovie, une réaction à l'entrée de la RFA dans l'OTAN (accords de Paris du 9 mai) : il a contribué avec Molotov à la rédaction du texte, c'est Rokossovski qui signe pour la Pologne populaire et c'est à Koniev qu'est confié le commandement commun. Ces tensions n'empêchent pas des décisions plus pacifiques, notamment la proclamation de la neutralité autrichienne le 15 mai 1955 (traité de Vienne signé au Belvédère) avec application le 26 octobre 1955, ainsi que l'évacuation de la base de Porkkala en Finlande annoncée le 11 septembre 1955 et appliquée le 26 janvier 1956. Du 18 au 23 juillet 1955, Joukov fait partie de la délégation soviétique (avec Khrouchtchev, Boulganine et Molotov) au sommet de Genève, où il retrouve Dwight D. Eisenhower désormais président des États-Unis : les deux « camarades d'armes » s'échangent quelques cadeaux et paroles aimables.

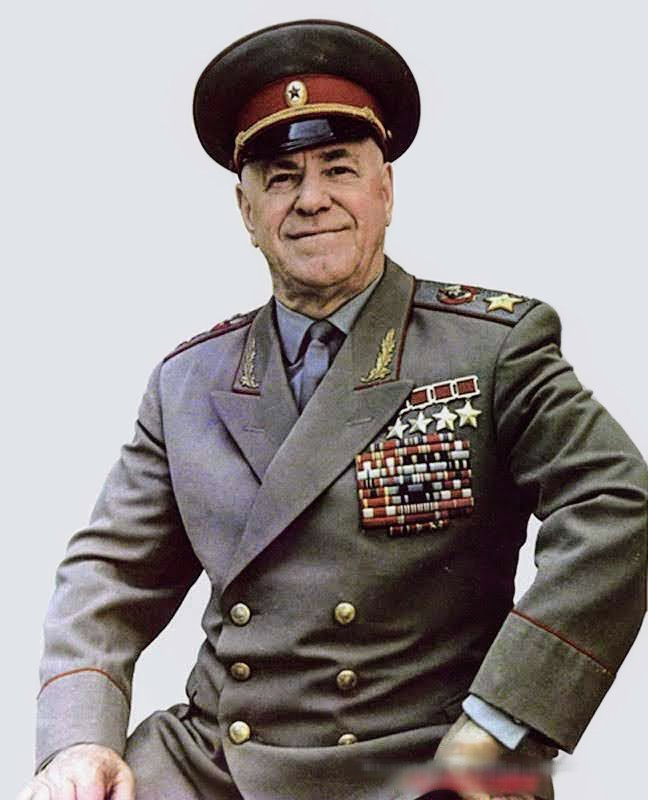
Gueorgui Joukov en uniforme de maréchal, portant ses quatre étoiles de héros de l'Union soviétique, obtenues en 1939 (pour Khalkhin Gol), 1944 (Bagration), 1945 (Berlin) et 1956 (Budapest).

Le 28 juin 1956, l'Armée populaire de Pologne de Rokossovski réprime les manifestations ouvrières à Poznań. En octobre, Gomułka, chef du Parti ouvrier unifié polonais, profite de la déstalinisation et exige le départ du maréchal. Khrouchtchev et Molotov veulent une intervention militaire soviétique pour reprendre le contrôle ; Mikoyan et Joukov finissent par convaincre Khrouchtchev de lâcher Rokossovski. Le 21 octobre, c'est au tour de la police politique hongroise d'ouvrir le feu sur des manifestants à Budapest, déclenchant une émeute. Dans la nuit du 23 au 24, Joukov, avec autorisation de Khrouchtchev, fait intervenir le corps d'armée soviétique qui stationne en Hongrie, composé de deux divisions mécanisées (2e et 17e de la Garde) ; trois autres divisions, venues de Roumanie (33e mécanisée de la Garde) et du district des Carpates (11e mécanisée et 128e de fusiliers de la Garde) passent les frontières en soutien. Mais très dispersées et sans l'aide de l'Armée populaire hongroise (dont quelques unités changent de camps), la démonstration de force se transforme en combat de rue contre l'insurrection. Joukov ordonne un cessez-le-feu le 29 puis l'évacuation des troupes soviétiques pour le 30. Mais le 31, le premier ministre hongrois réformateur Imre Nagy annonce la sortie de la république populaire de Hongrie du pacte de Varsovie, au moment où la crise du canal de Suez commence : le présidium du Comité central penche désormais pour une intervention massive, solution soutenue par Joukov. Le 4 novembre, c'est avec 17 divisions qu'est lancée l'opération « Tourbillon » (Vikhr'), dirigée par Koniev : désarmement de l'Armée hongroise et reprise de toutes les villes. Vingt jours plus tard, on compte 3 200 morts et 20 700 blessés, 10 000 Hongrois sont arrêtés, 180 000 s'enfuient en Autriche, Nagy et son ministre de la Défense Pál Maléter sont pendus pour conduite contre-révolutionnaire. La Hongrie, avec désormais János Kádár à sa tête, reste membre du bloc communiste, protégée par les cinq divisions soviétiques du « groupe des forces Sud » (le « GF Nord » en Pologne, le « GF en Allemagne » en RDA et le « GF Centre » en Tchécoslovaquie). En récompense, le 1er décembre 1956, à l'occasion de son 60e anniversaire, Joukov reçoit un quatrième ordre de Lénine et est fait « héros de l'Union soviétique » pour la quatrième fois : il est le seul à porter les quatre étoiles, jusqu'à ce que Brejnev se les auto-décerne.

### Retraite (1957-1974)

#### Mise à la retraite (1957)
Les 19 et 20 juin 1957 au Conseil des ministres, puis le 22 juin lors du plénum du Comité central, Joukov (avec Serov, le chef du KGB) aide Khrouchtchev à se débarrasser définitivement des staliniens, accusés de former un « groupe anti-Parti » (Molotov, Kaganovitch, Malenkov, Boulganine et Vorochilov). Mais les militaires, avec à leur tête Joukov, très populaire, ont de plus en plus d'autonomie et de poids politique. La méfiance soviétique envers un coup d'État militaire se base sur le souvenir de l'insurrection décabriste en 1825, sur les écrits de Marx sur le bonapartisme de 1852 et explique la dissolution de l'Armée impériale russe en 1917. L'Armée peut ainsi devenir un danger pour le Parti.
Le 4 octobre 1957, Joukov prend l'avion de Moscou à Sébastopol, où il s'embarque le lendemain à bord du croiseur Kouïbychev pour Zadar en Yougoslavie, où le 8 il rencontre le maréchal Tito. Le 17, il quitte Belgrade pour Tirana, en Albanie. Le même jour, le général Alexeï Jeltov (ru), chef du GlavPUR (la Direction politique principale de l'Armée), dénonce dans un discours devant le présidium (les maréchaux Koniev et Malinovski ont été invités) le comportement de Joukov : culte de la personnalité (il montre un tableau du maréchal en saint Georges sur son cheval blanc devant le Reichstag en flammes), autoglorification de son rôle durant la guerre, réduction de la place des officiers politiques, enseignement du marxisme-léninisme aux militaires devenu facultatif, niant même le rôle du Parti. Le 19, le présidium rend aux officiers politiques le droit de critiquer les commandants : dans tous les districts militaires, des réunions sont menées pour critiquer Joukov. Le 23, Khrouchtchev renvoie le général de l'Armée Sergueï Chtemenko (proche de Joukov) de son poste de chef du GRU (la Direction générale du renseignement de l'Armée) pour avoir fondé une école secrète des Spetsnaz (les forces spéciales soviétiques).
Joukov rentre à Moscou le 26 octobre, accueilli à l'aéroport par Koniev ; il est immédiatement convoqué au Kremlin pour faire son rapport lors d'une séance du présidium. Tous les autres membres lui reprochent de vouloir couper les liens entre l'Armée et le Parti. Khrouchtchev propose de le renvoyer du poste de ministre : le vote est unanime. Malinovski le remplace. Les 28 et 29 octobre, Joukov se retrouve devant le plénum du Comité central, où Souslov, Zakharov, Sokolovski, Koniev, Rokossovski, Ieremenko, Tchouïkov, Timochenko et Moskalenko le critiquent chacun à son tour, à la fin Khrouchtchev lui reprochant les défaites de l'été 1941. Résultat, Joukov est destitué à l'unanimité du présidium et du Comité central. Le 29 au soir, il se retire dans sa datcha de Sosnovka, où il se gave de somnifère pendant quinze jours. Le 3 novembre, Koniev signe un long article dans la Pravda sous le titre « La force de l'armée et de la marine soviétiques tient à la direction exercée par le Parti et aux relations indénouables avec le peuple », dont les ⅔ sont une dénonciation des actions de Joukov pendant la guerre et comme ministre.

#### Dernières années (1957-1974)

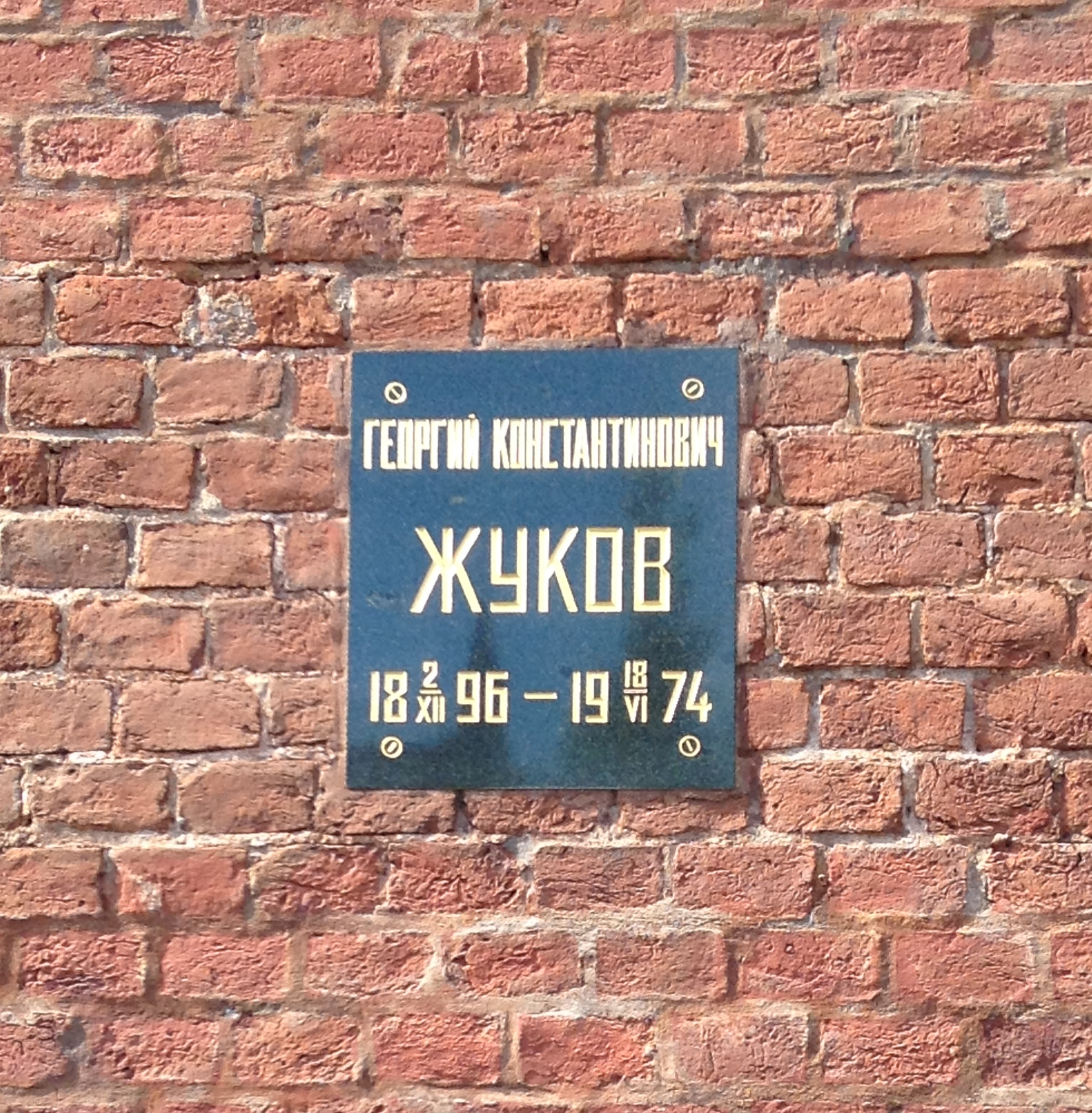
Plaque tombale de Joukov, dans le mur du Kremlin.

Joukov conserve le droit de porter son uniforme de maréchal, sa datcha à Sosnovka, son appartement à Moscou (au loyer payé par l'État), sa voiture avec chauffeur et l'accès aux cliniques de la nomenklatura. Le 4 mars 1958, il est mis à la retraite, sans bénéficier d'un poste d'inspecteur (comme les autres maréchaux et généraux de l'Armée). Il devient pour quelques années une persona non grata, fréquentée par personne d'important ; le KGB met sur écoute sa datcha et ses appartements. Côté vie privée, Alexandra Dievna Joukova (ru) trouve une photo de Galina Alexandrovna Semionova (ru) ; elle apprend l'existence de Maria, la fille qu'il a eue avec sa maîtresse, quand il lui demande son accord pour l'adoption de l'enfant. Après une nouvelle scène, Alexandra doit accepter un compromis, Gueorgui Konstantinovitch partageant son temps entre les deux appartements moscovites de la rue Granovski (Alexandra) et de la rue Gorki (Galina), ainsi que les vacances. La situation se dégradant, il demande le divorce à Alexandra, qu'elle finit par accorder le 18 janvier 1965 ; dès le 22, il épouse Galina.
De 1960 à 1965, sont publiés par les éditions du ministère de la Défense les six volumes de L'Histoire de Grande Guerre patriotique, très critique envers les décisions de Staline, passant sous silence l'aide américaine et mettant en valeur les cadres du Parti, notamment Khrouchtchev en Ukraine et à Stalingrad ainsi que Jdanov à Léningrad ; Joukov n'est presque pas cité, mis à part pour les défaites de l'été 1941. Indigné par cette interprétation de l'histoire, Gueorgui Konstantinovitch se lance dans la rédaction de ses mémoires. Inquiet, le présidium convoque Joukov le 7 juin 1963, le menaçant d'exclusion du Parti et d'arrestation s'il continue. Mais le remplacement de Khrouchtchev par Brejnev à la tête de l'État le 14 octobre 1964 change progressivement la situation. Le soir du 8 mai 1965, Joukov et Galina paraissent lors de la célébration au Kremlin du vingtième anniversaire de la victoire : Brejnev y lit un discours faisant notamment l'éloge de Staline ; la foule répond par une ovation, puis l'on se presse autour de Joukov. Le 18 août 1965, Joukov signe un contrat avec l'agence de presse Novosti (APN) pour la publication de ses mémoires. Le travail est freiné par une crise cardiaque en novembre, mais le manuscrit est livré pendant l'été 1966. Une commission du Comité central modifie massivement le texte, y renforçant la présence du Parti et de ses commissaires politiques, y mentionnant même Brejnev (affirmant que Joukov voulait demander conseil en 1943 à cet obscur colonel...). L'ouvrage sort en avril 1969 : les 100 000 exemplaires sont épuisés en quelques mois, malgré l'absence de publicité.
Alexandra Dievna Joukova meurt le 24 décembre 1967 ; quelques jours plus tard, un cancer du sein est diagnostiqué chez Galina. Elle est opérée, mais elle est déclarée condamnée sous cinq ans. Gueorgui Konstantinovitch est frappé juste après par un accident vasculaire cérébral, le laissant paralysé et parlant avec difficulté. Il retrouve un peu l'usage de ses jambes l'année suivante. Galina Alexandrovna meurt à son tour le 13 novembre 1973. Il faut l'aide de Hovhannes Bagramian et d'Ivan Fediouninski pour que son mari assiste aux funérailles. Gueorgui Konstantinovitch Joukov tombe dans le coma le 30 mai 1974 ; il meurt à l'hôpital le 18 juin 1974 sans avoir repris connaissance. Son corps est exposé dans la Maison de l'Armée rouge, puis incinéré le 21 juin. Ses cendres sont placées dans la muraille du Kremlin auprès des autres maréchaux, avec les honneurs militaires. Le lendemain, les documents du maréchal sont saisis dans la datcha de Sosnovka.
La version non censurée des mémoires de Joukov (la 10e édition) est publiée en 1990 ; la quatorzième édition russe des mémoires sort en 2010 : un total de sept millions d'exemplaires ont été vendus, en 18 langues. Les quatre filles de Gueorgui Konstantinovitch lui survivent : Era (née en 1928, fille d'Alexandra), Margarita (ru) (née en 1929, fille de Maria et morte le 13 mars 2010), Ella (née en 1937, seconde fille d'Alexandra) et Maria Georgievna Joukova (née en 1957, fille de Galina).

## Hommages

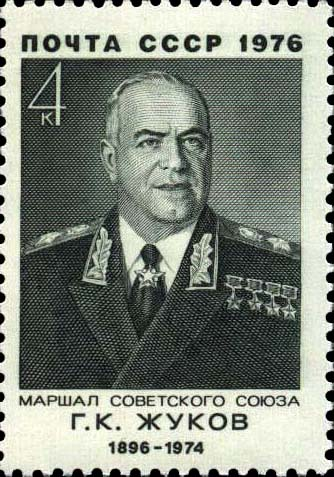
Timbre de 1976 à l’effigie de Joukov.

En Union soviétique, les références à Joukov après sa mort ne furent pas spécialement nombreuses, sans être négligeables : nom de voiries, timbres, discours commémoratifs, inscriptions sur une plaque, bustes et statues. Ces hommages marquèrent surtout la période juste après sa mort en 1974. Une chanson des Chœurs de l'Armée rouge lui est dédiée, intitulée Maréchal Joukov et la victoire (en russe Маршал Жуков и победа).
Depuis l'implosion de l'Union, ces références se sont multipliées en Russie, d'abord en 1995 pour marquer les 50 ans de la victoire sur l'Allemagne puis le centenaire de la naissance de Joukov, enfin et surtout au XXIe siècle comme affirmation de la fierté nationaliste russe. Les monuments en dehors de la fédération de Russie sont rares, mis à part à Minsk (un buste depuis 2007 dans le parc Joukov, à l'intersection de la rue Zheleznodorozhnaya et de l'avenue Zhukov) et à Oulan-Bator (en mémoire de la bataille de Khalkhin Gol). En Ukraine, la majorité des lieux en son honneur ont été renommés, certains bustes retirés.

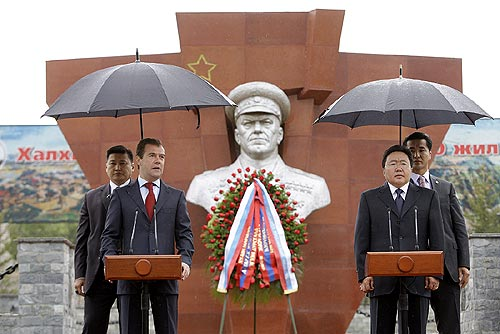
Les présidents Dmitri Medvedev et Tsakhiagiyn Elbegdorj devant le buste de Joukov à Oulan-Bator, le 26 août 2009.

Le tout premier monument dédié à Gueorgui Joukov fut érigé en Mongolie. Après la dislocation de l'Union soviétique en 1991, ce monument fut l'un des rares à ne pas avoir souffert du mouvement antisoviétique qui attaqua et détruisit les statues commémorant le régime communiste.
En 1974, la chaussée Novokhoroshevskoe (Новохорошёвское шоссе), un des axes menant de la banlieue ouest vers le centre-ville moscovite, est renommée Prospekt Marshala Zhukova (ru) (Проспект Маршала Жукова) : cette perspective de 9,6 km de long traverse le district de Khorochiovo-Mniovniki, commençant sur le périphérique MKAD dans le prolongement de la Magistrale A9 et va jusqu'à la limite avec le district de Khorochiovski (au croisement avec la ligne de métro circulaire no 14), se poursuivant par la chaussée Khoroshovskoe (Хорошёвского шоссе). D'autres Marshala Zhukova Prospekt existent à Donetsk, Irkoutsk, Kamianske, Minsk (dans ce cas c'est la Prospect Joukov), Odessa, Rostov-sur-le-Don, Saint-Pétersbourg et Volgograd. À Kharkiv, la « perspective des 60 ans de l'URSS » (проспект 60-летия СССР) a été renommée en 1994 Prospekt Marshala Zhukova, puis en 2016 Prospekt Petra Grigorenko (Проспект Петра Григоренка, en référence au dissident ukrainien Piotr Grigorenko), tout comme la station de métro voisine, Komsomolskaya de 1978 à 1994, Maréchal Joukov de 1994 à 2016, puis Palais des Sports (Палац Спорту : Palats Sportu). Quant à la rue Maréchal-Joukov (Улица Маршала Жукова), il y en a une à Abakan, Iekaterinbourg, Iochkar-Ola, Joukov, Kalouga, Naro-Fominsk, Nijni Novgorod, Obninsk, Odintsovo, Omsk, Orenbourg, Oufa, Taganrog, Togliatti, Tomsk, Toula, Volgograd et Voronej ; en Ukraine, elles ont été renommées. Il y a aussi une rue Joukov (Улица Жукова) à Saint-Pétersbourg, Salavat, Sestroretsk et Voronej.

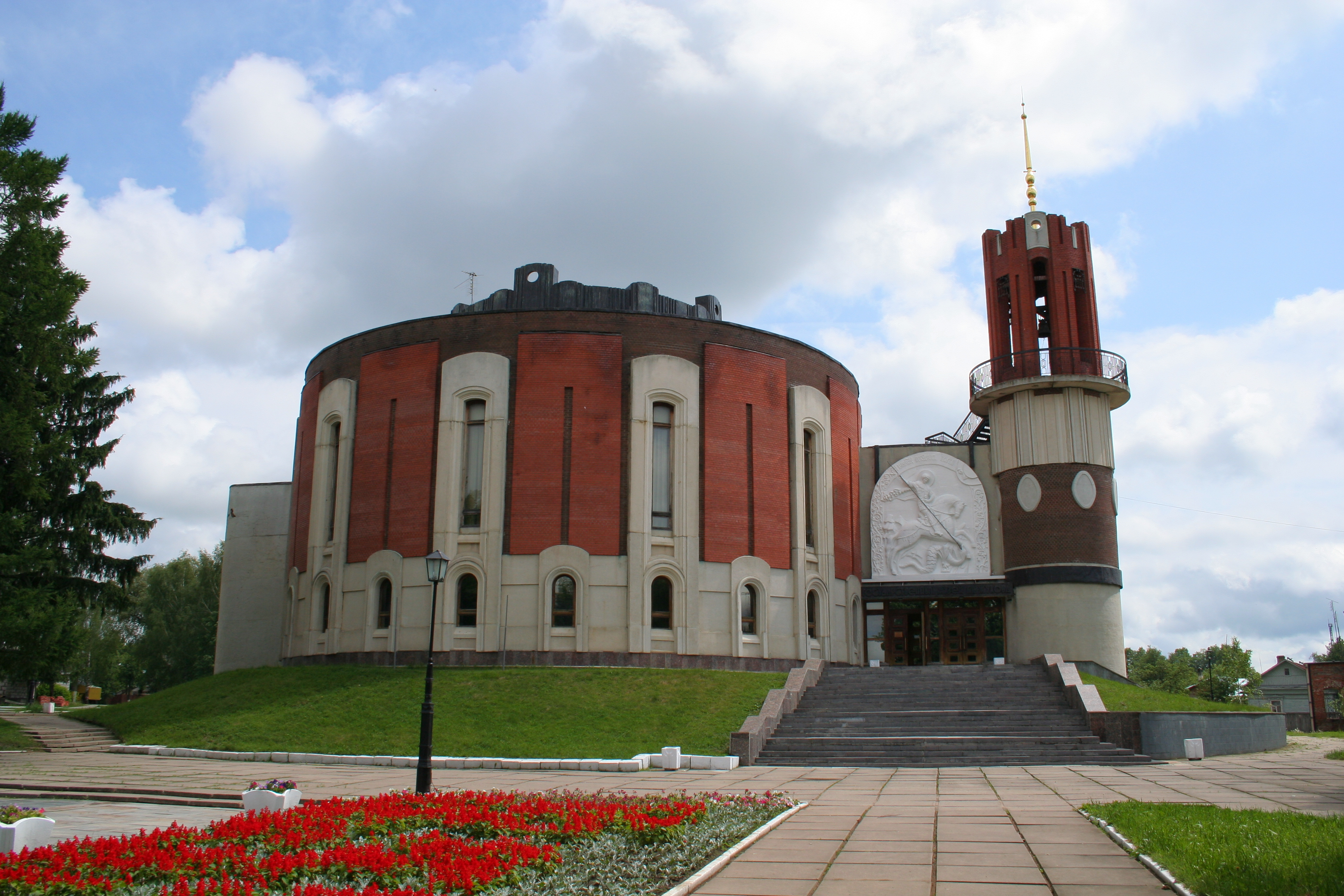
Le musée de la ville de Joukov, dont le bas-relief au-dessus de la porte représente saint Georges terrassant le dragon.
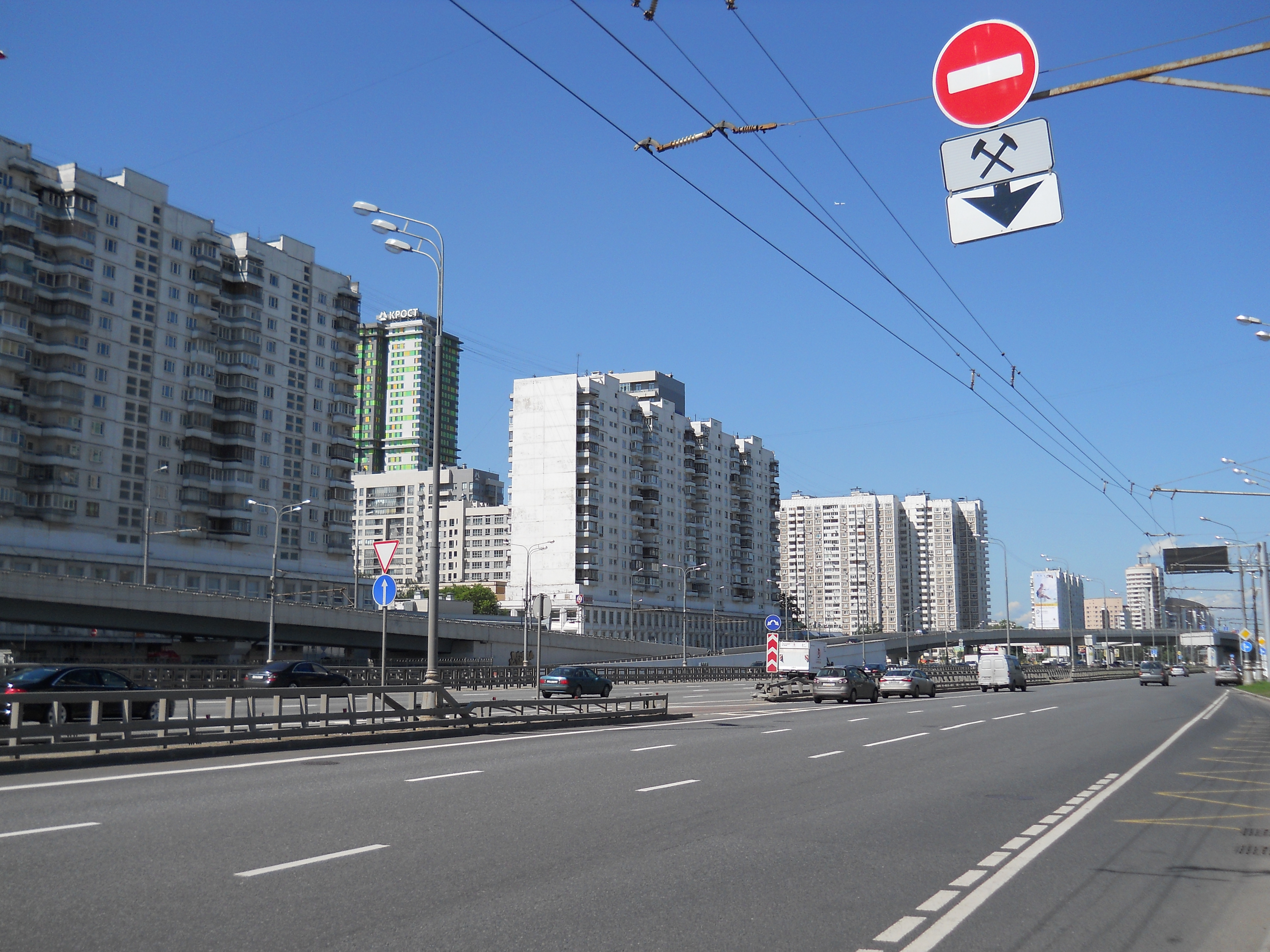
La perspective Maréchal-Joukov à Moscou, nommée ainsi en 1974, l'année de la mort du maréchal.
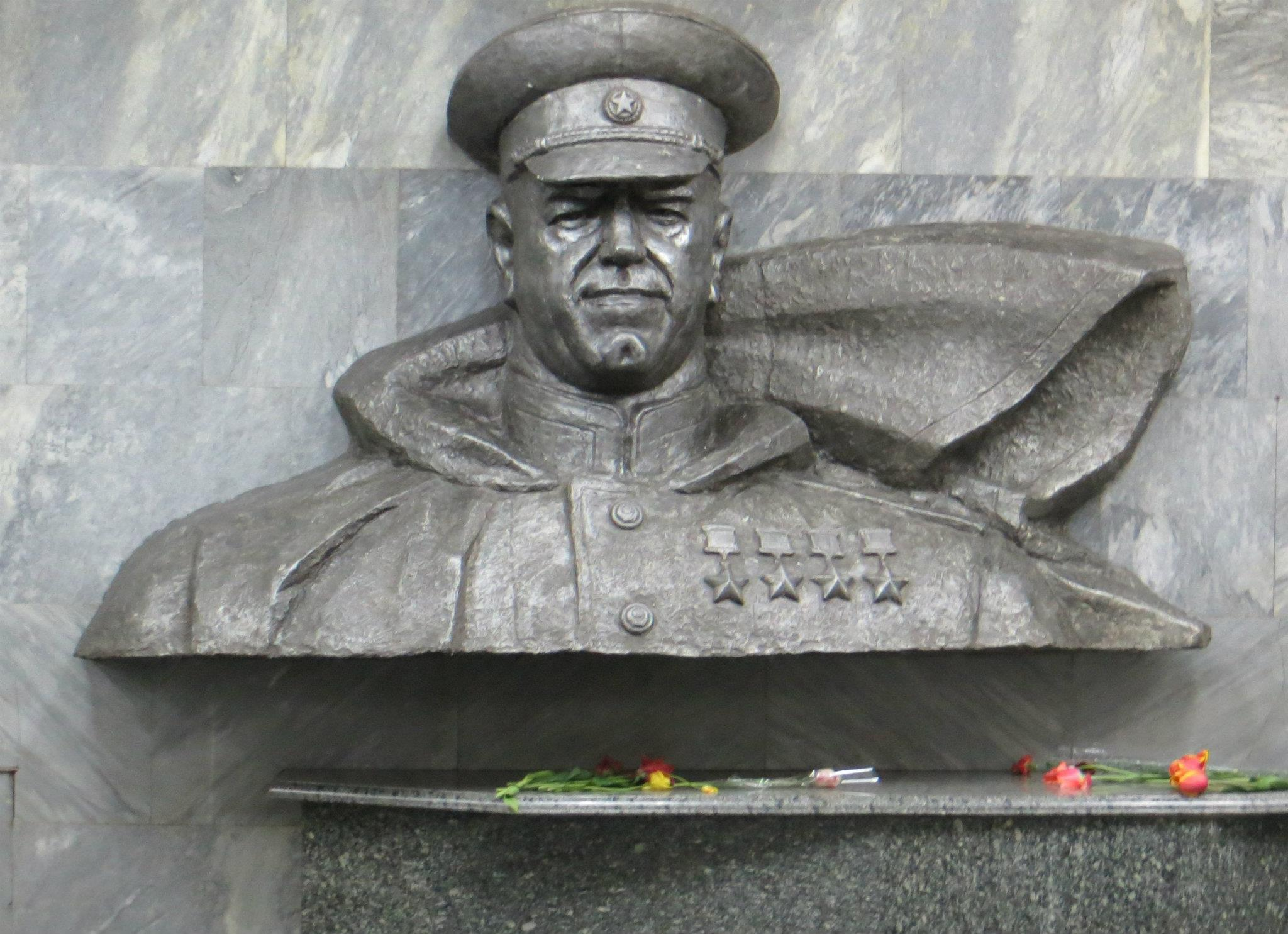
Buste en haut-relief de Joukov installé en 1994 à Kharkiv (pour les 50 ans de la reprise de la ville).

Encore en 1974, le village d'Ougodski Zavod (dans l'oblast de Kalouga) fut renommé par décret du Præsidium du Soviet suprême « Joukovo » (Жуково) en l'honneur du maréchal, né dans le village voisin de Strelkovka. En 1997, Joukovo devint Joukov (Жуков) en accédant au statut de ville (la fusion avec sa voisine Protva lui faisant dépasser la limite théorique des 12 000 habitants). On y trouve le musée d'État Maréchal de l'Union soviétique G. K. Joukov et c'est le chef-lieu du raion Zhukovsky (Жуковский райо́н).
Un astéroïde découvert en 1975 par l'astronome soviétique Lioudmila Tchernykh (d'abord appelé 1975 TW3) a été nommé (2132) Zhukov en l'honneur du maréchal.
En 1995, pour célébrer l'approche du centenaire de la naissance de Joukov et les 50 ans de la victoire, la Russie a créé l'ordre de Joukov ainsi que la médaille Joukov (ru). Une statue équestre du maréchal a été installée sur la place du Manège (tout près de la place Rouge) le 8 mai 1995. Le film documentaire Великий полководец Георгий Жуков (Le Grand commandant Gueorgui Joukov) du réalisateur Iouri Ozerov sort en salle la même année.

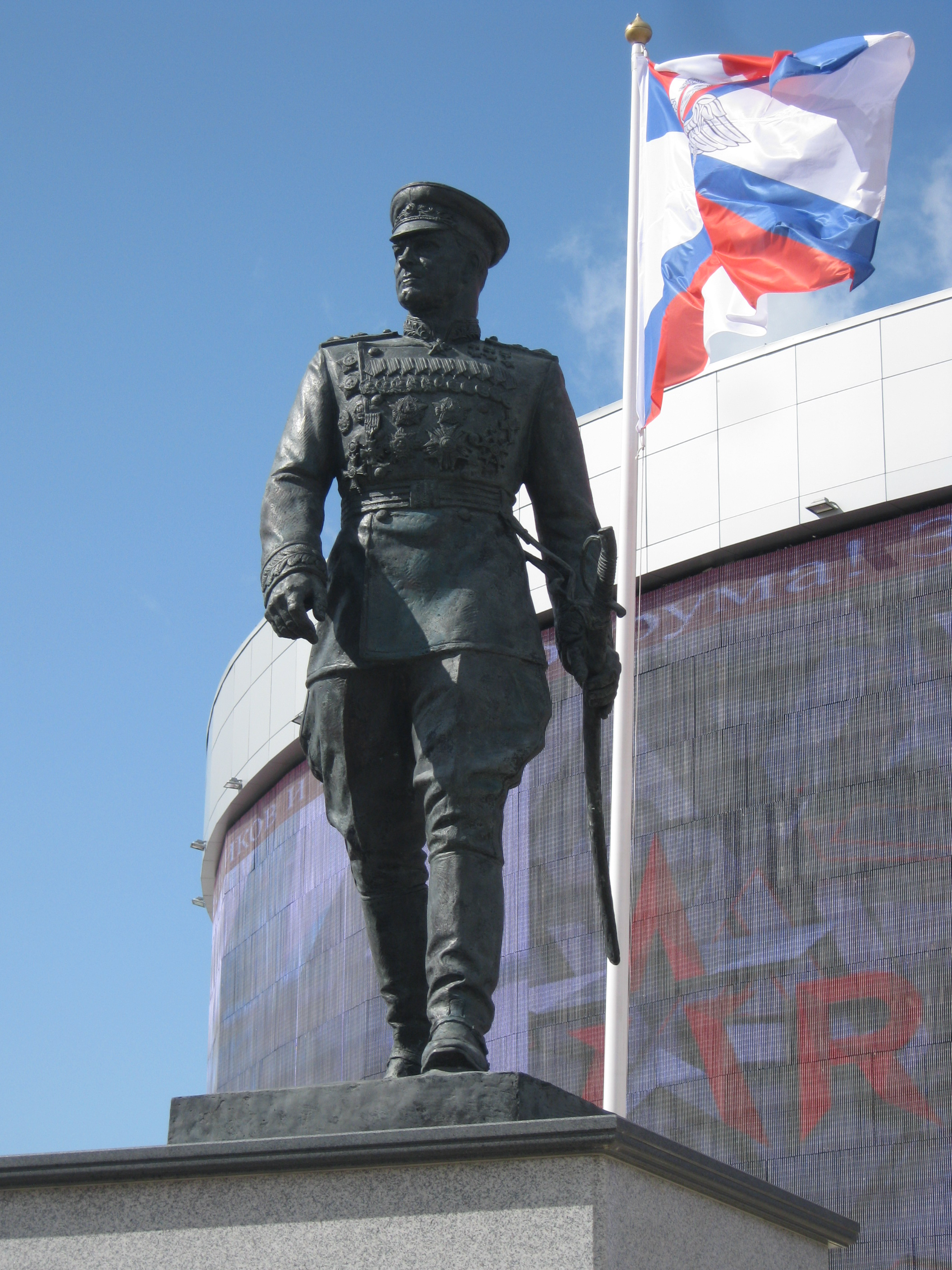
Dans le parc des patriotes, à Odintsovo (banlieue de Moscou).
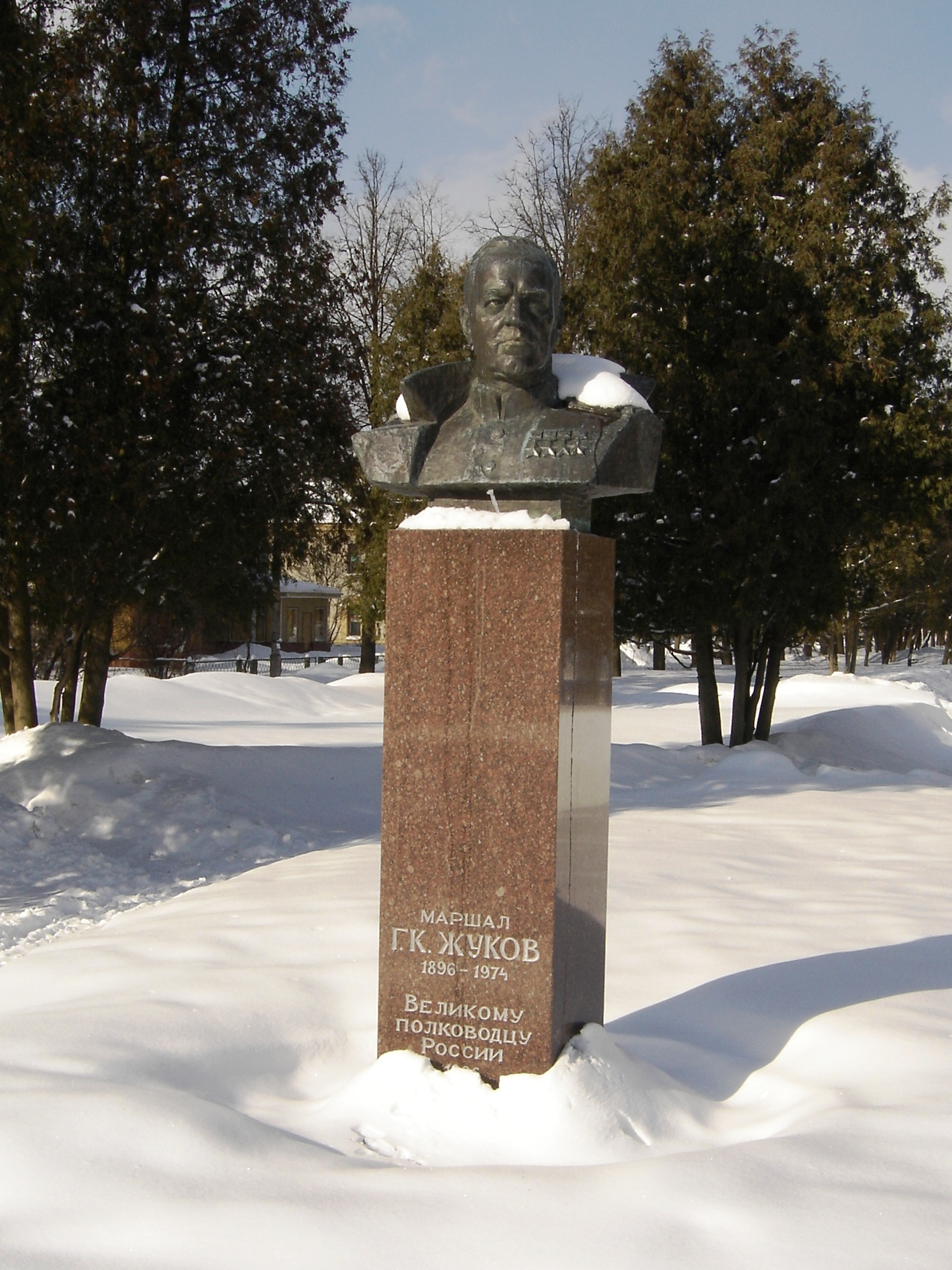
Près du palais de la Culture du district de Severny (Moscou).

### Dans la fiction
- 1949 : La Chute de Berlin (Падение Берлина), film historique soviétique de Mikhaïl Tchiaoureli, Joukov (dont le rôle est très effacé) est joué par Feodor Blaïevitch.
- 2012 : Joukov (ru) (Жуков), série télévisée russe produite par Pimanov & Partners, avec douze épisodes et l'acteur Aleksandr Baluev dans le rôle-titre[309].
- 2017 : La Mort de Staline (The Death of Stalin), film comique franco-britannique de Armando Iannucci, rôle de Joukov joué par Jason Isaacs.

### Récompenses

#### Empire russe
- Croix de Saint-Georges en 1916 et 1917.

#### Union soviétique
- Héros de l'Union soviétique en 1939, 1944, 1945 et 1956.
- Ordre de Lénine en 1936, 1939, 1944, 1945, 1956 et 1971.
- Ordre de la Victoire en 1944 et 1945.
- Ordre du Drapeau rouge en 1922, 1944 et 1949.
- Modèle:Déco Ordre de la révolution d'Octobre en 1968.
- Ordre de l'Étoile rouge en 1922, 1944 et 1949.
- Ordre de Souvorov deux fois en 1943.
- Médaille du 20e anniversaire de l'Armée rouge des ouvriers et paysans.
- 30 ans des Forces armées de l’URSS.
- 40 ans des Forces armées de l’URSS.
- 50 ans des Forces armées de l’URSS.
- En commémoration du 800e anniversaire de Moscou.
- En commémoration du 250e anniversaire de Leningrad.
- Médaille pour la Défense de Léningrad
- Médaille pour la Défense de Moscou
- Médaille pour la Défense de Stalingrad
- Médaille pour la défense du Caucase
- Médaille pour la victoire sur l'Allemagne dans la Grande Guerre patriotique de 1941-1945
- Médaille pour la capture de Berlin
- Médaille pour la victoire sur le Japon
- Médaille pour la Libération de Varsovie
- Vingt ans de la victoire dans la Grande Guerre patriotique 1941-1945.

#### Décorations étrangères
- Ordre du Drapeau rouge (Mongolie) en 1939 et 1942.
- Ordre de la République (Tannou-Touva) en 1939.
- Ordre du Bain (Royaume-Uni) en 1945.
- Grand-croix de la Légion d'honneur (France) en 1945.
- Croix de guerre 1939-1945 (France) en 1945.
- Commandeur en chef de la Légion du Mérite (États-Unis) en 1945.
- Grand Croix de Ordre militaire de Virtuti Militari (Pologne) en 1945.
- Ordre de la Croix de Grunwald 1ère Classe (Pologne) en 1945.
- Ordre du Lion blanc « Pour la Victoire » (Tchécoslovaquie) en 1945.
- Ordre du Lion blanc 1re classe (Tchécoslovaquie) en 1945.
- Croix de guerre 1939-1945 (Tchécoslovaquie) en 1945.
- Médaille « Pour la Victoire sur le Japon » (Mongolie) en 1945.
- Médaille « Pour Varsovie 1939-1945 » (Pologne) en 1946.
- Médaille « Pour l'Oder, Nisa et la Baltique » (Pologne) en 1946.
- Médaille « Pour l'Amitié sino-soviétique » (Chine) en 1953 et 1956.
- Ordre de la Liberté (Yougoslavie) en 1956.
- Médaille « Garibaldi » (Italie) en 1956.
- Grand-croix de l'ordre du Mérite (Égypte) en 1956.
- Commandeur avec Étoile de l'Ordre Polonia Restituta (Pologne) en 1968.
- Ordre de Sukhe Bator (Mongolie) en 1968, 1969 et 1971.
- Héros de la (Mongolie) en 1969.
- Médaille « 30 ans de la Victoire de Khalkhin Gol » (Mongolie) en 1969.
- Médaille « 50 ans de la Révolution populaire de Mongolie » (Mongolie) en 1971.
- Médaille « 50 ans de l'armée populaire de Mongolie » (Mongolie) en 1971.
- Commandeur de l'Ordre Polonia Restituta (Pologne) en 1973.
- Médaille « 25 ans de l'armée populaire de Bulgarie » (Bulgarie).
- Médaille « 90 ans de Georgi Dimitrov » (Bulgarie).